# Liteň
Liteň je městys v okrese Beroun ve Středočeském kraji. Leží v Hořovické pahorkatině, respektive Karlštejnské vrchovině, zhruba 4,5 km jihozápadně od národní kulturní památky hrad Karlštejn, přibližně 15 km jihovýchodně od Berouna a 42 km jihozápadně od Prahy. Žije zde přibližně 1 300 obyvatel. K Litni patří osady Běleč, Leč a Dolní Vlence, kde nad místními obyvateli převažují chataři. Část území městyse Liteň leží v chráněné krajinné oblasti Český kras.

## Historie

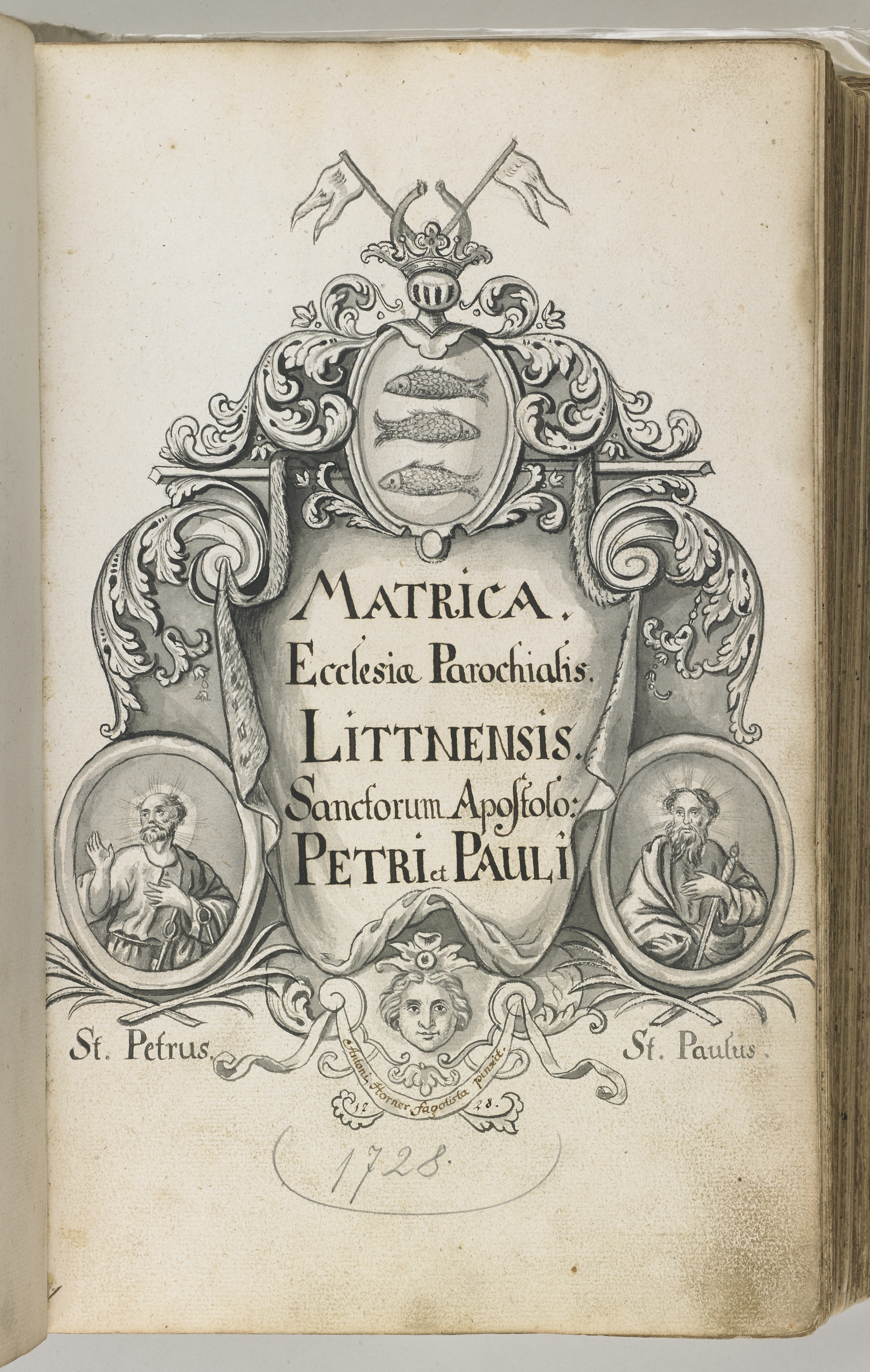
Tripartitní matrika farního úřadu Liteň (SOA Praha)

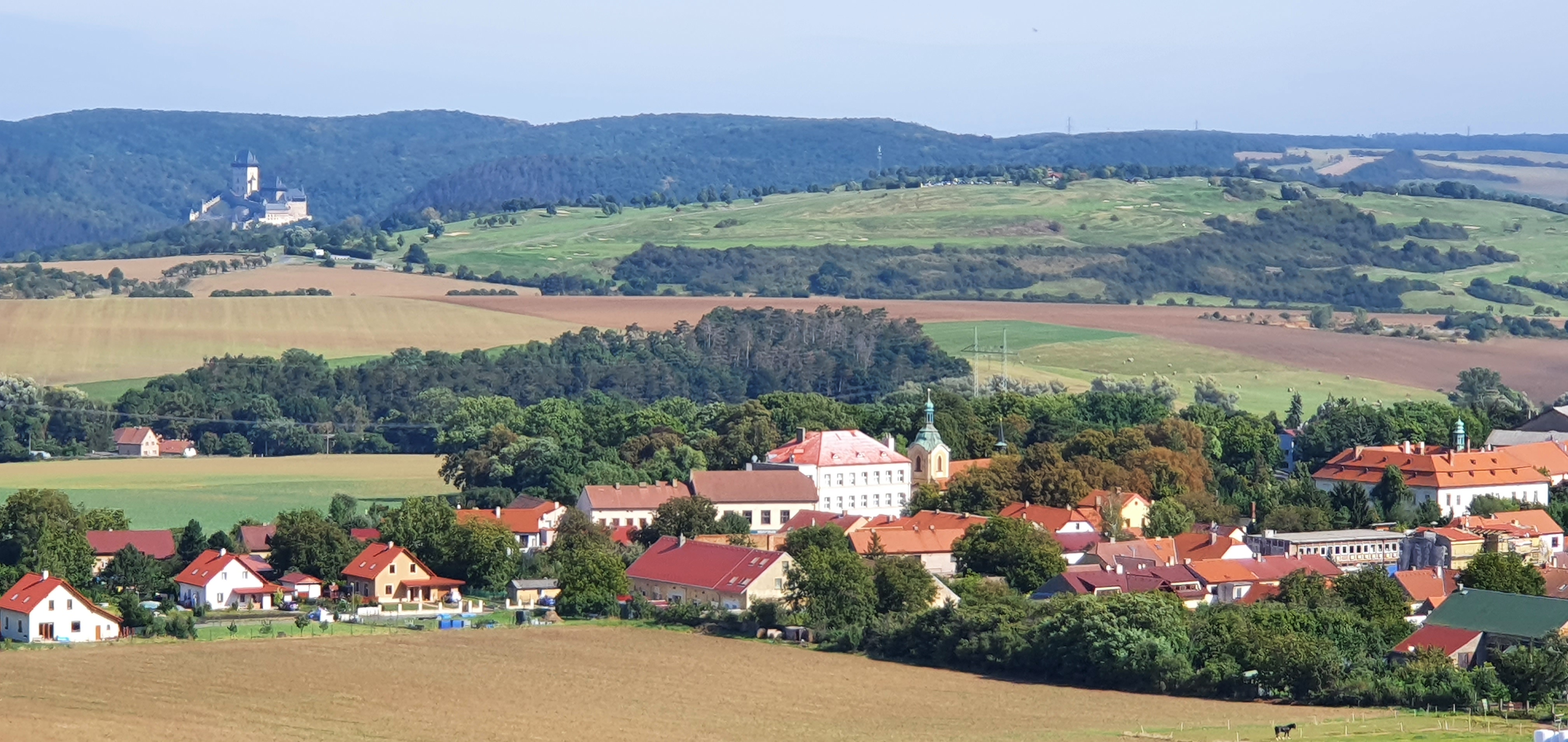
Liteň s hradem Karlštejn

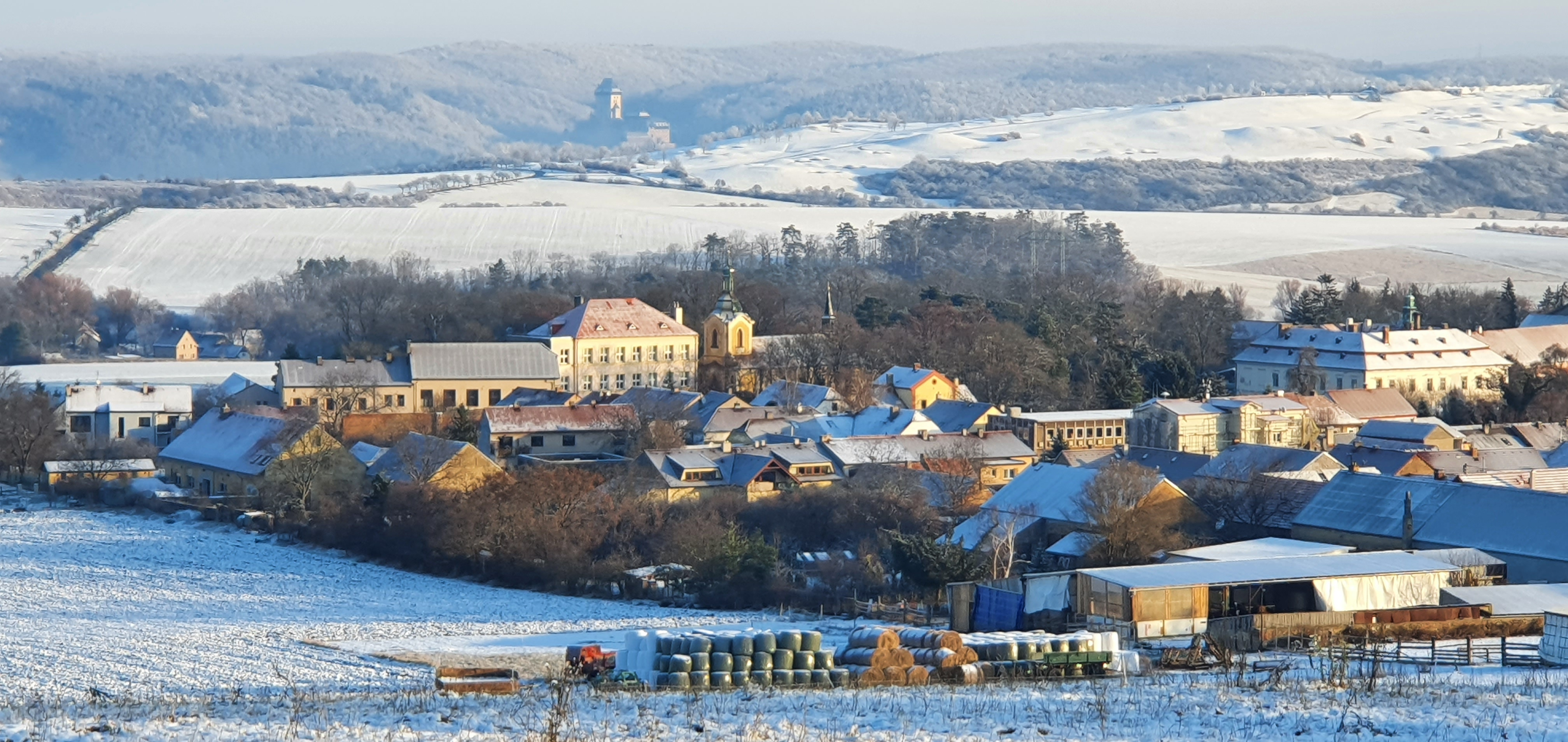
Pohled na Liteň v zimě

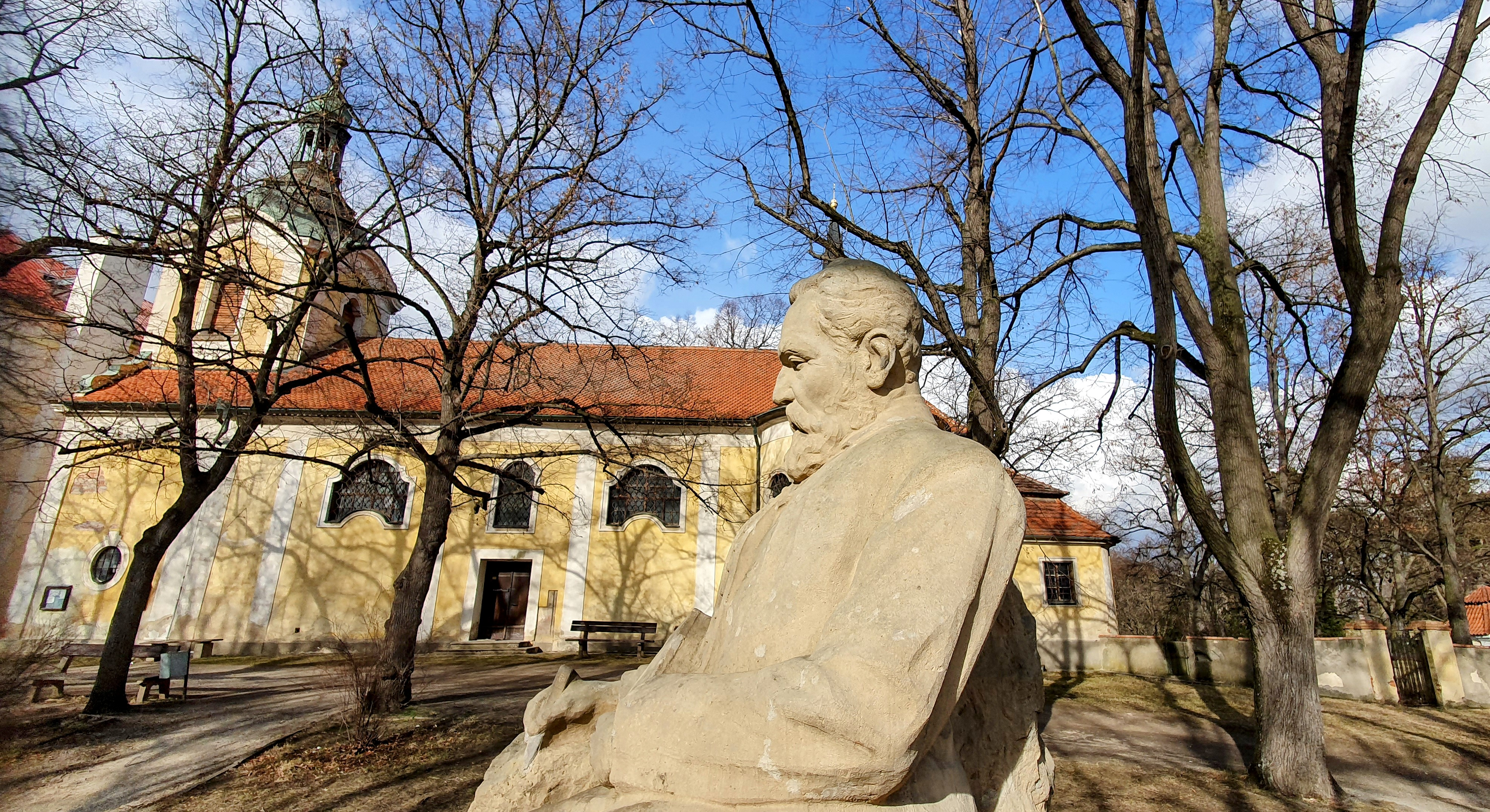
Liteň a Svatopluk Čech

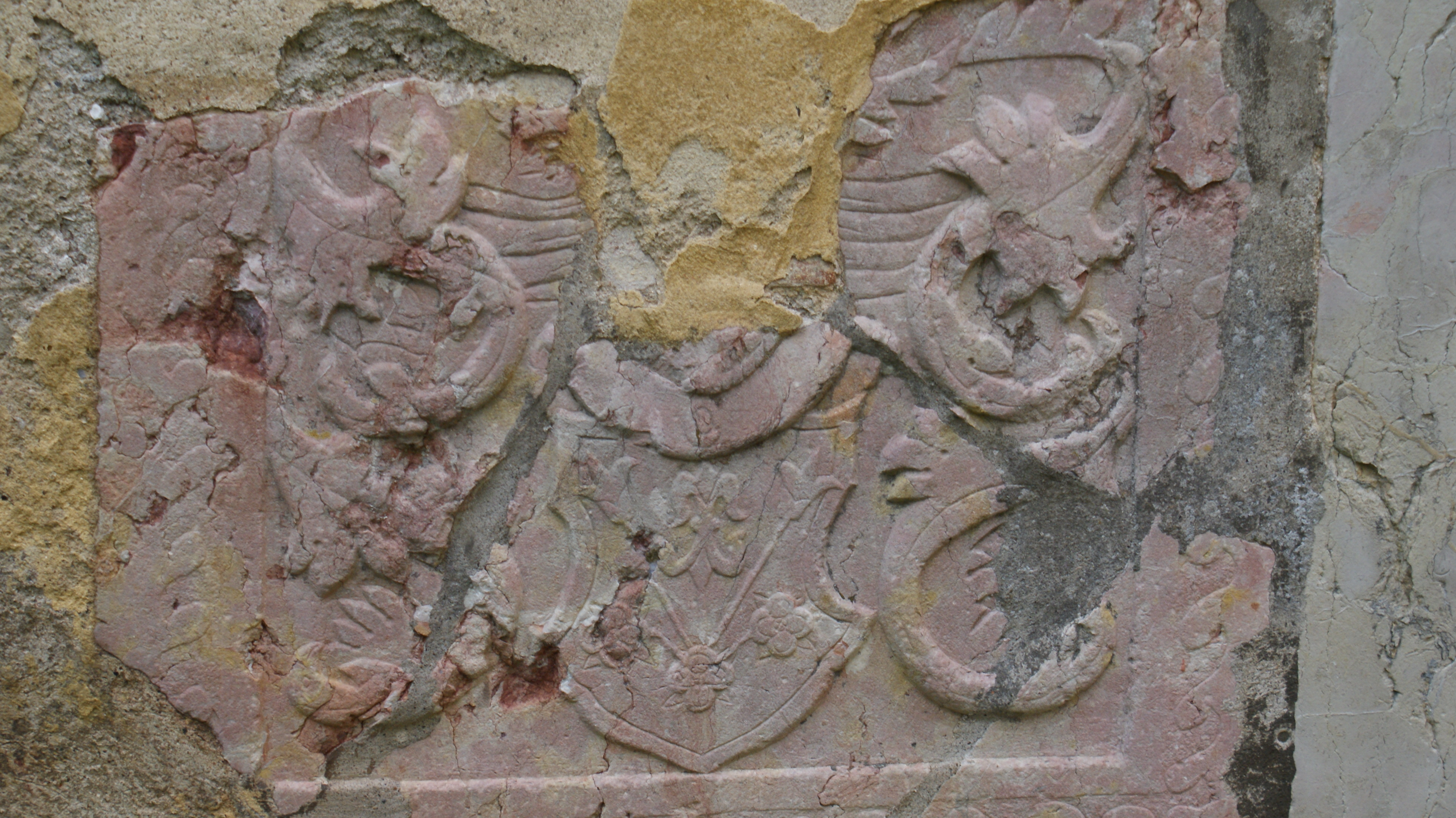
Náhrobek zazděný v jižní stěně kostela sv. Petra a Pavla

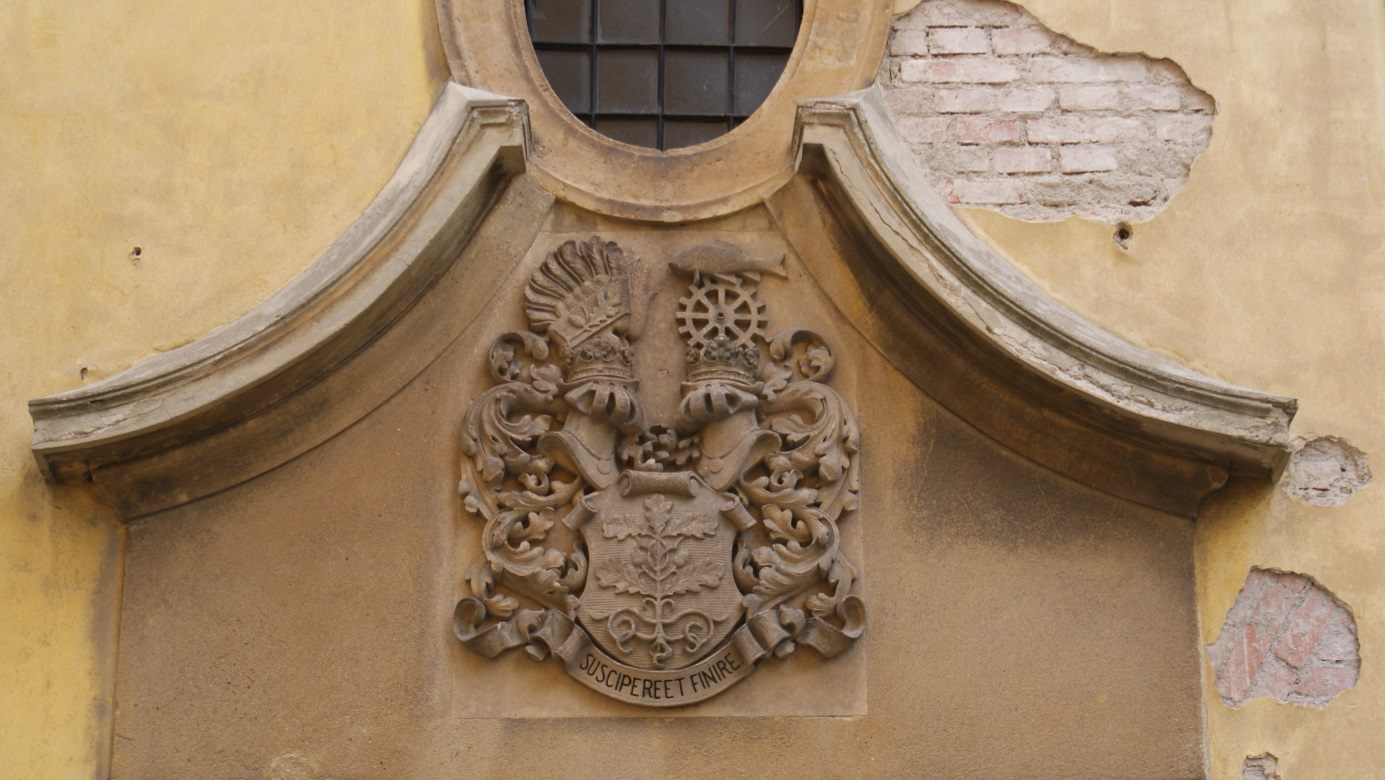
Erb rodu Daubků na liteňském kostele

První písemná zmínka o obci pochází z roku 1195, jiné zdroje uvádí rok 1324.[zdroj?] Místní kostel by vystavěn v letech 1352 až 1357. Roku 1530 koupil jednu z liteňských tvrzí Petr Kapoun ze Smiřic a v roce 1571 koupil část zdejšího panství Adam Budovec z Budova. Už roku 1577 ale obě části liteňského panství koupil Jan starší Vratislav z Mitrovic. V roce 1639 byla Liteň vypálena švédskými vojsky generála Banéra a v roce zdejší panství koupil Jakub Kuňata z Bubna. Počátek místního židovského osídlení se klade k roku 1680. Dalším majitelem liteňského panství se stal roku 1711 Bechyně z Lažan, o sedmnáct let později Liteň přešla k rodu Vratislavů z Mitrovic.  Velmi důležitou roli pro hospodářský rozvoj obce měla významná událost z roku 1767. Tehdy hraběnka Mária Susana Mitrovic (vdova po Vratislavu z Mitrovic) podepsala zakládací cechovní listinu, která a umožnila vznik liteňského cechu (liteňský rajcech) a stala mezníkem v hospodářském vývoji obce. Cech bylo řemeslnické či obchodnické sdružení, které hájilo práva a zájmy svých členů, dohlíželo na jakost a cenu výrobků, na výchovu učedníků a skládání mistrovských zkoušek.
Obec byla povýšena na městys v roce 1838. V březnu 1850 zámek Liteň koupil Josef František Daubek, mezi roky 1882–1922 pak byl majitelem velkostatku Liteň Josef Šebestián Daubek. K elektrifikaci obce došlo roku 1925.
V městysi Liteň (přísl. Dolní Vlence, Leč, 1061 obyvatel, poštovní úřad, telegrafní úřad, četnická stanice, katol. kostel, synagoga, sbor dobrovolných hasičů) byly v roce 1932 evidovány tyto živnosti a obchody: lékař, bednář, biograf Sokol, cihelna, cukrář, drogerie, 2 holiči, hospodářské družstvo, 6 hostinců, klempíř, 2 koláři, kominík, 2 kováři, 4 krejčí, malíř, 2 mlýna, 3 obuvníci, pekař, pivovar, pokrývač, porodní asistentka, 2 řezníci, sedlář, sladovna, 9 obchodů se smíšeným zbožím, Spořitelní a záložní spolek v Litni, 3 trafiky, 2 truhláři, velkostatek Daubek, 2 zámečníci a zednický mistr.
Od 10. října 2006 byl obci vrácen status městyse.

### Historie územně-správního začlenění
Dějiny územněsprávního začleňování zahrnují období od roku 1850 do současnosti. V chronologickém přehledu je uvedena územně administrativní příslušnost obce v roce, kdy ke změně došlo:
- 1850 země česká, kraj Praha, politický okres Smíchov, soudní okres Beroun[11]
- 1855 země česká, kraj Praha, soudní okres Beroun
- 1868 země česká, politický okres Hořovice, soudní okres Beroun
- 1936 země česká, politický i soudní okres Beroun[12]
- 1939 země česká, Oberlandrat Kolín, politický i soudní okres Beroun[13]
- 1942 země česká, Oberlandrat Praha, politický i soudní okres Beroun[14]
- 1945 země česká, správní i soudní okres Beroun[15]
- 1949 Pražský kraj, okres Beroun[16]
- 1960 Středočeský kraj, okres Beroun
- 2003 Středočeský kraj, okres Beroun, obec s rozšířenou působností Beroun

## Veřejná správa
Orgánem obce je podle zákona o obcích Zastupitelstvo městyse Liteň, které má 9 členů. Vzhledem k počtu zastupitelů není volena rada. Zastupitelstvo volí starostu.
Správu obce zajišťuje Úřad městyse Liteň, který sídlí v domě čp. 71 na Náměstí. Úřad městyse zajišťuje výkon správy na úseku matriky a pohřebnictví (správa hřbitova). Městys Liteň zřizuje základní školu, mateřskou školu, kino, knihovnu a muzeum. Výkon státní správy na ostatních úsecích zajišťuje Městský úřad v Berouně. Sousedními obcemi sídla jsou Skuhrov, Karlštejn, Nesvačily, Vinařice, Zadní Třebaň, Svinaře, Korno, Měňany a Hlásná Třebaň.

## Části obce
Městys Liteň se skládá ze čtyř částí na dvou katastrálních územích:
- Běleč (leží v k. ú. Běleč u Litně)
- Dolní Vlence (leží v k. ú. Liteň)
- Leč (leží v k. ú. Liteň)
- Liteň (i název k. ú.)

## Školství
Základní škola Františka Josefa Řezáče v Litni nese jméno liteňského faráře Františka Josefa Řezáče (1819–1879). František Josef Řezáč byl významný reformátor školství a vězeňství, který se zasadil o zřízení školy v Litni Škola zajišťuje základní školní docházku pro děti z Litně a z okolních vesnic. Navštěvuje ji 220–230 žáků. Výuku ve škole zajišťuje 18 plně kvalifikovaných učitelek. Škola realizovala řadu projektů ke zkvalitnění výuky. Pro aktivní žáky jsou organizovány zájmové kroužky. Žáci se pravidelně dobře umisťují v různých soutěžích. ZŠ Liteň dlouhodobě spolupracuje s odbornými institucemi a vysokými školami. Jejím partnerem v projektech zkvalitnění výuky je České vysoké učení technické v Praze, Fakulta elektrotechnická. Předmětem spolupráce je účast ZŠ Liteň na projektech ČVUT v Praze: Popularizace vědy a výzkumu na ČVUT v Praze (2013–14), Moderní učitel 21. století (2014–15), Elektrotechnická olympiáda od 2013. Zásluhu Františka Josefa Řezáče o školu v Litni připomíná kamenná pamětní deska u vchodu do školy. I když je budova rekonstruována, na vnitřní dispozici a části interiéru pochází z doby výstavby původní budovy.
Základní Františka Josefa Řezáče v Litni je jedním ze zastavení naučné stezky. Pro děti v předškolní věku je k dispozici mateřská škola situovaná na okraji Litně v klidové zóně se zahradou a hřištěm.

## Kultura

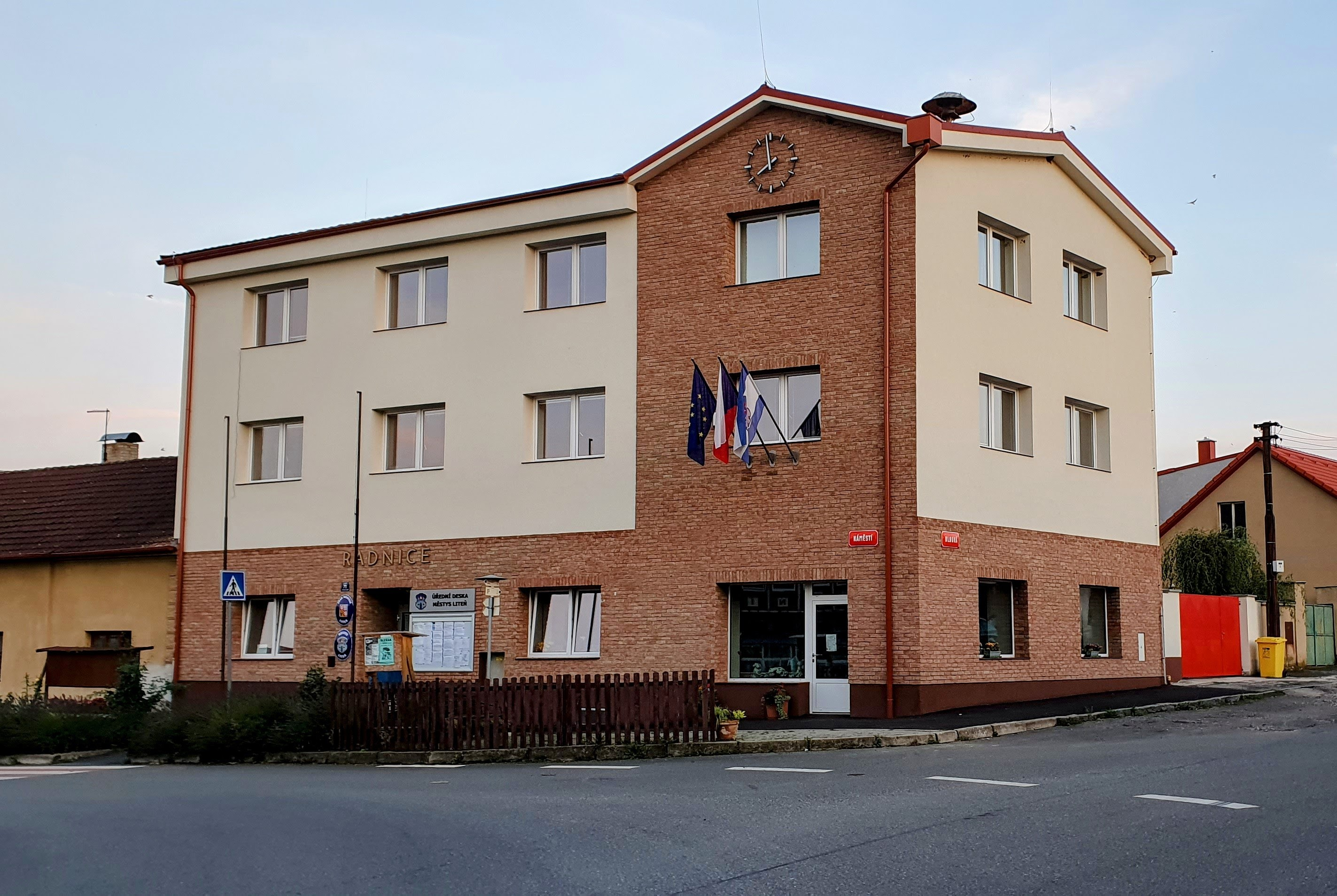
Úřad městyse Liteň na Náměstí 71

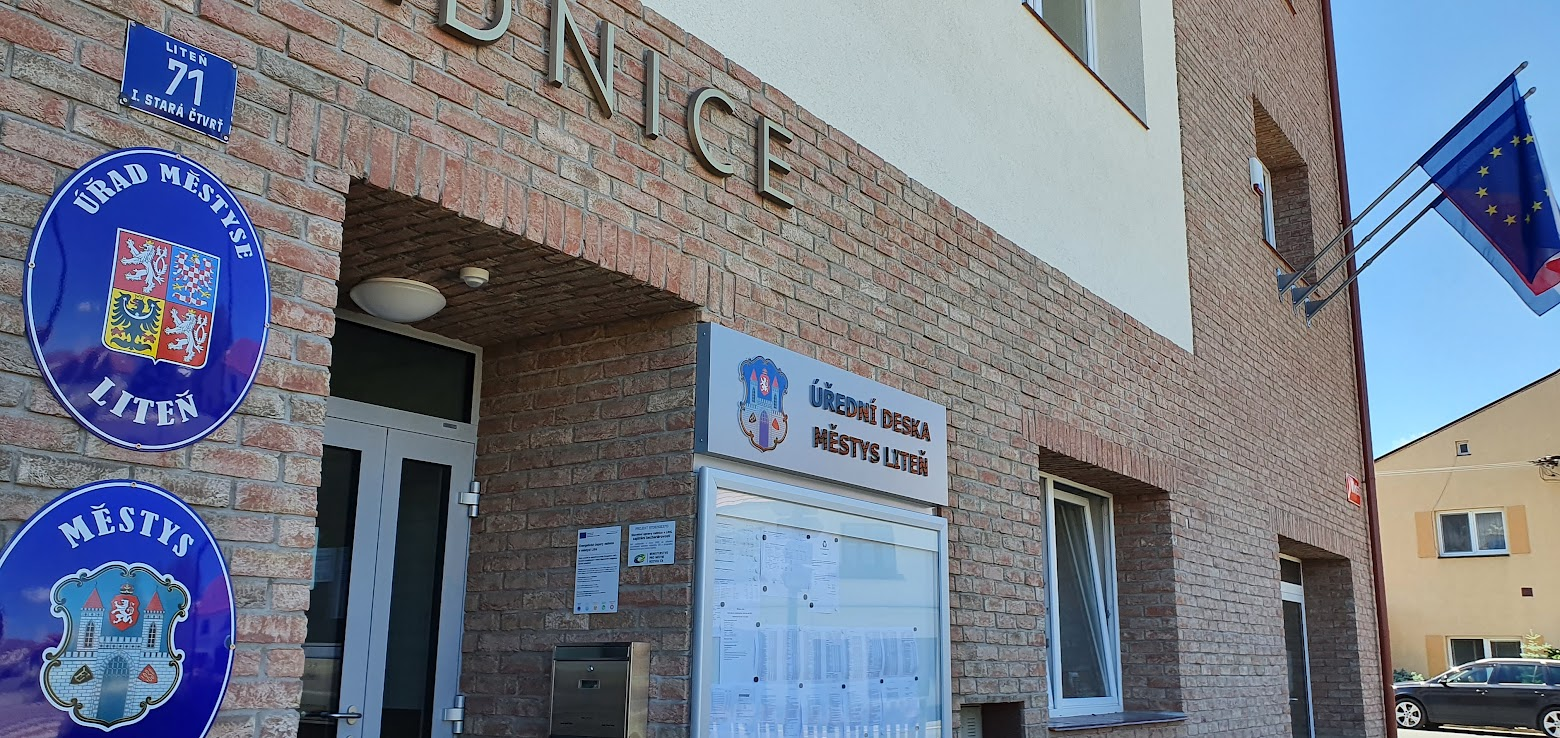
Liteň nová radnice

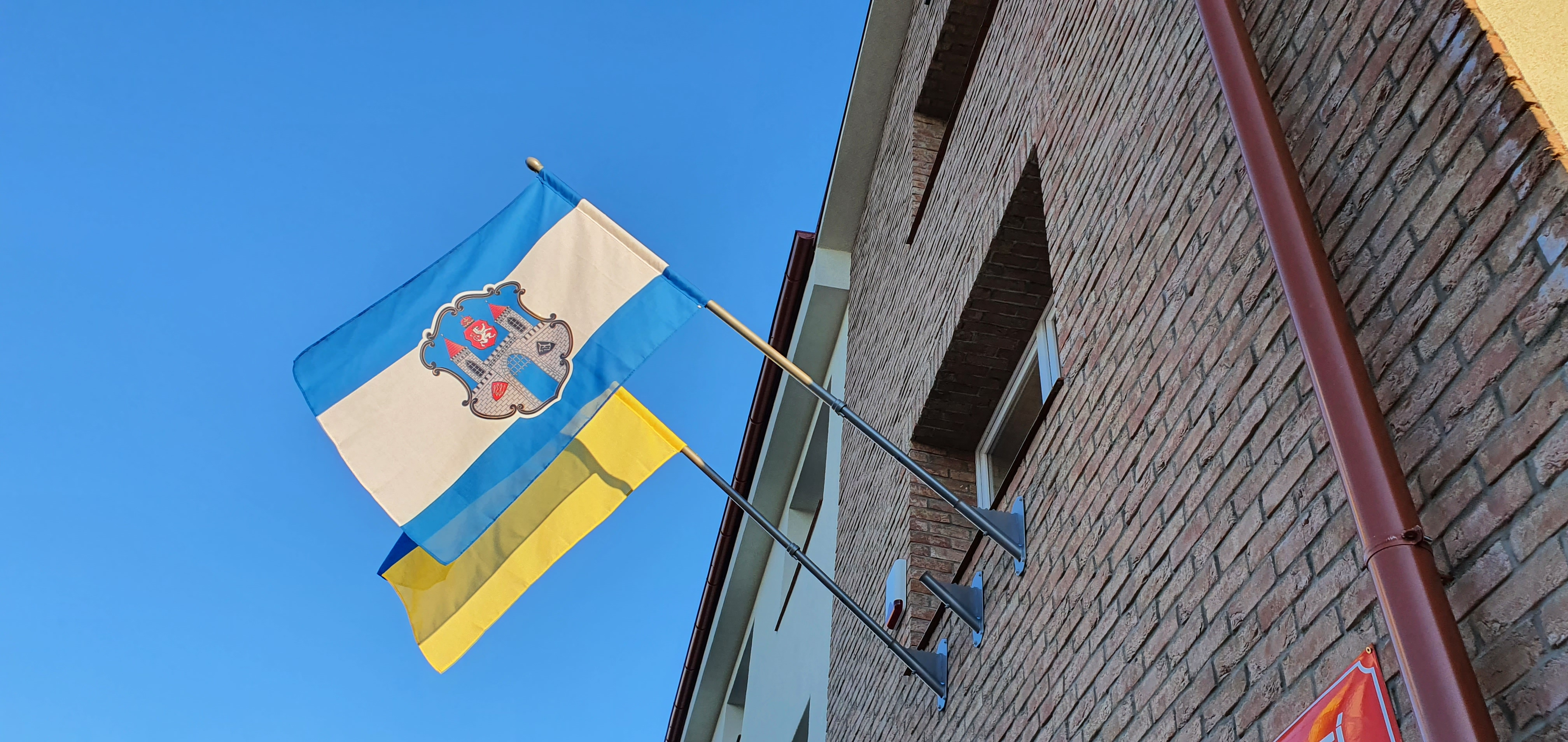
Vlajka městyse na radnici

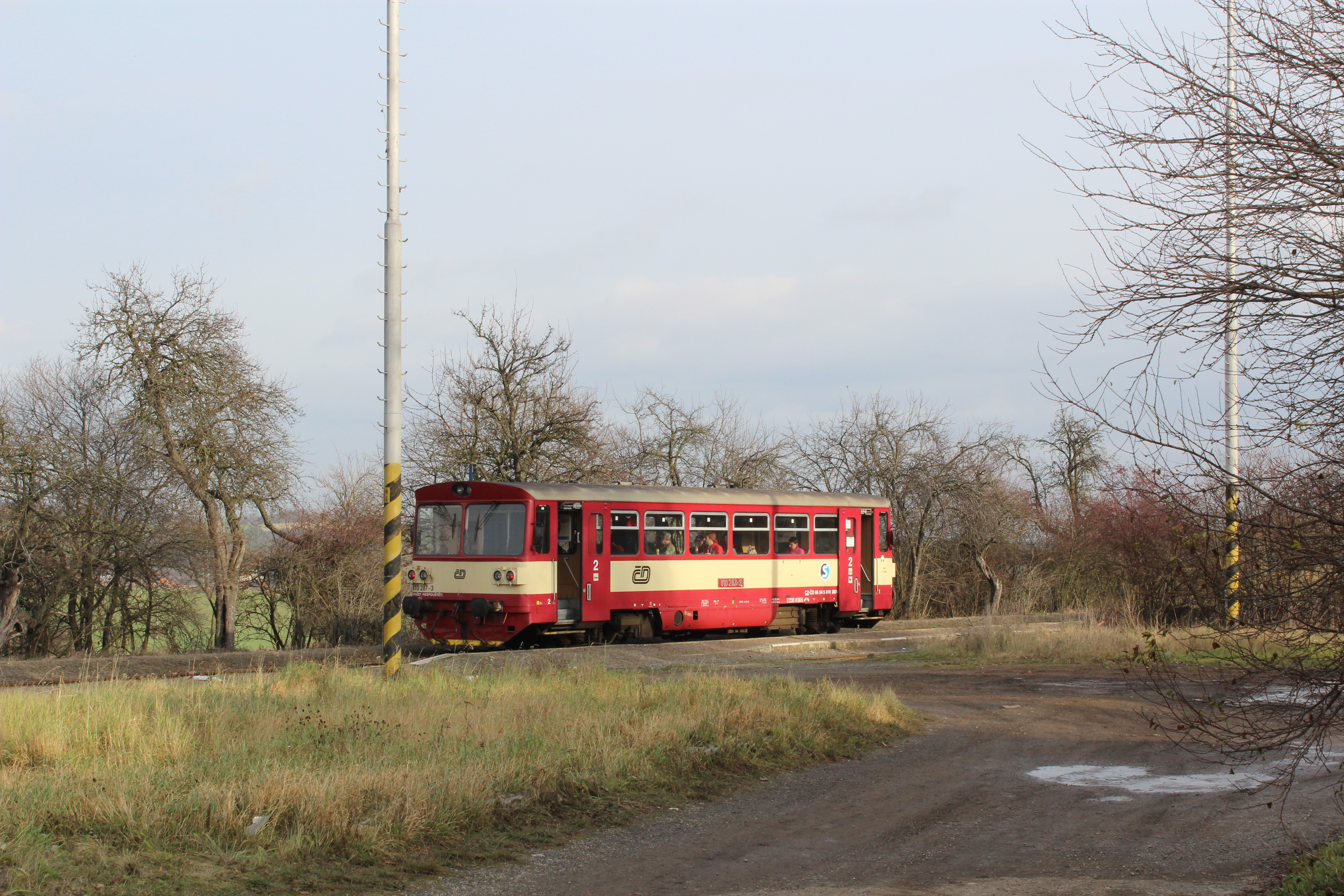
Motorový vůz 810 v železniční stanici Liteň.
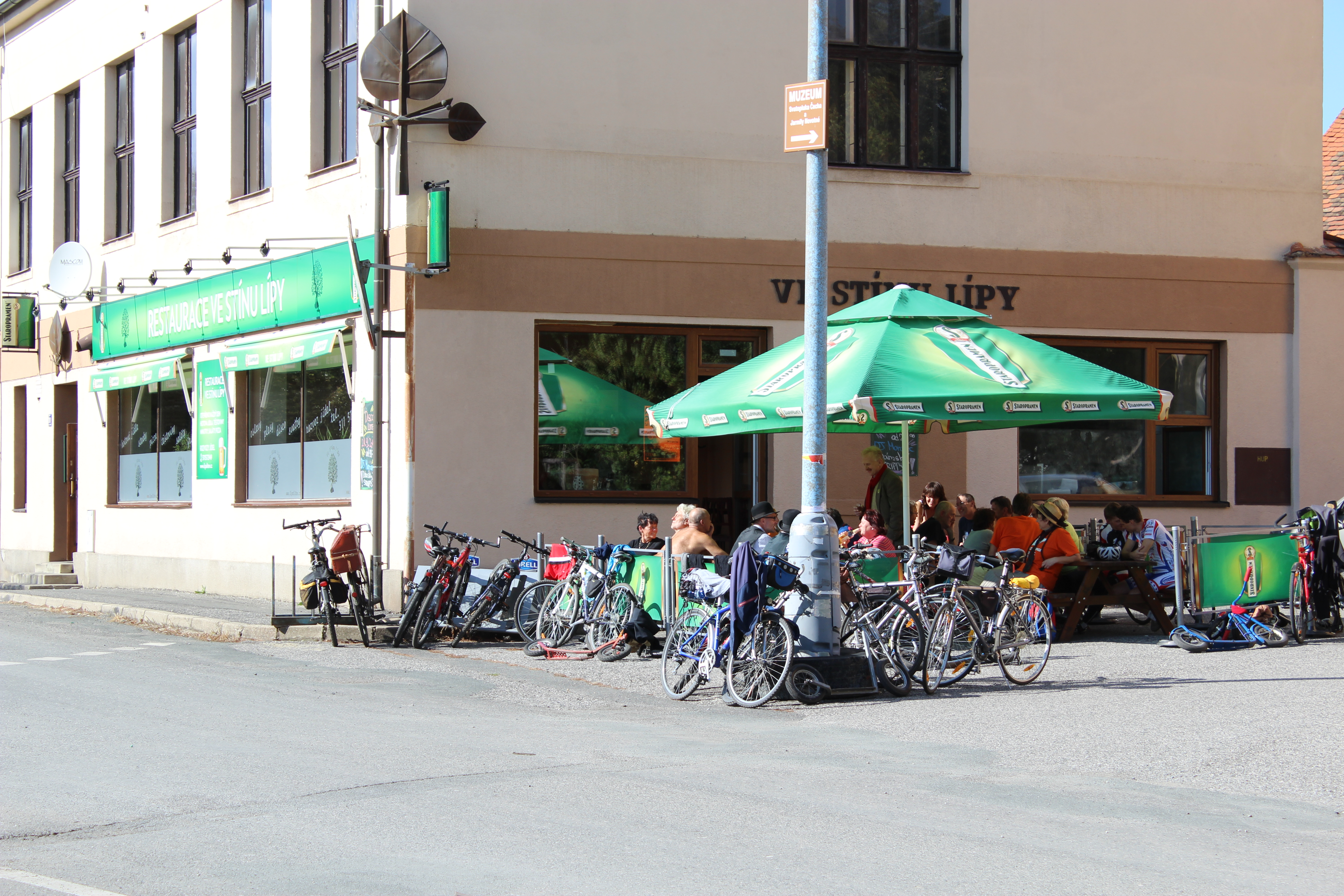
Liteň je vyhledávaným cílem cyklistů
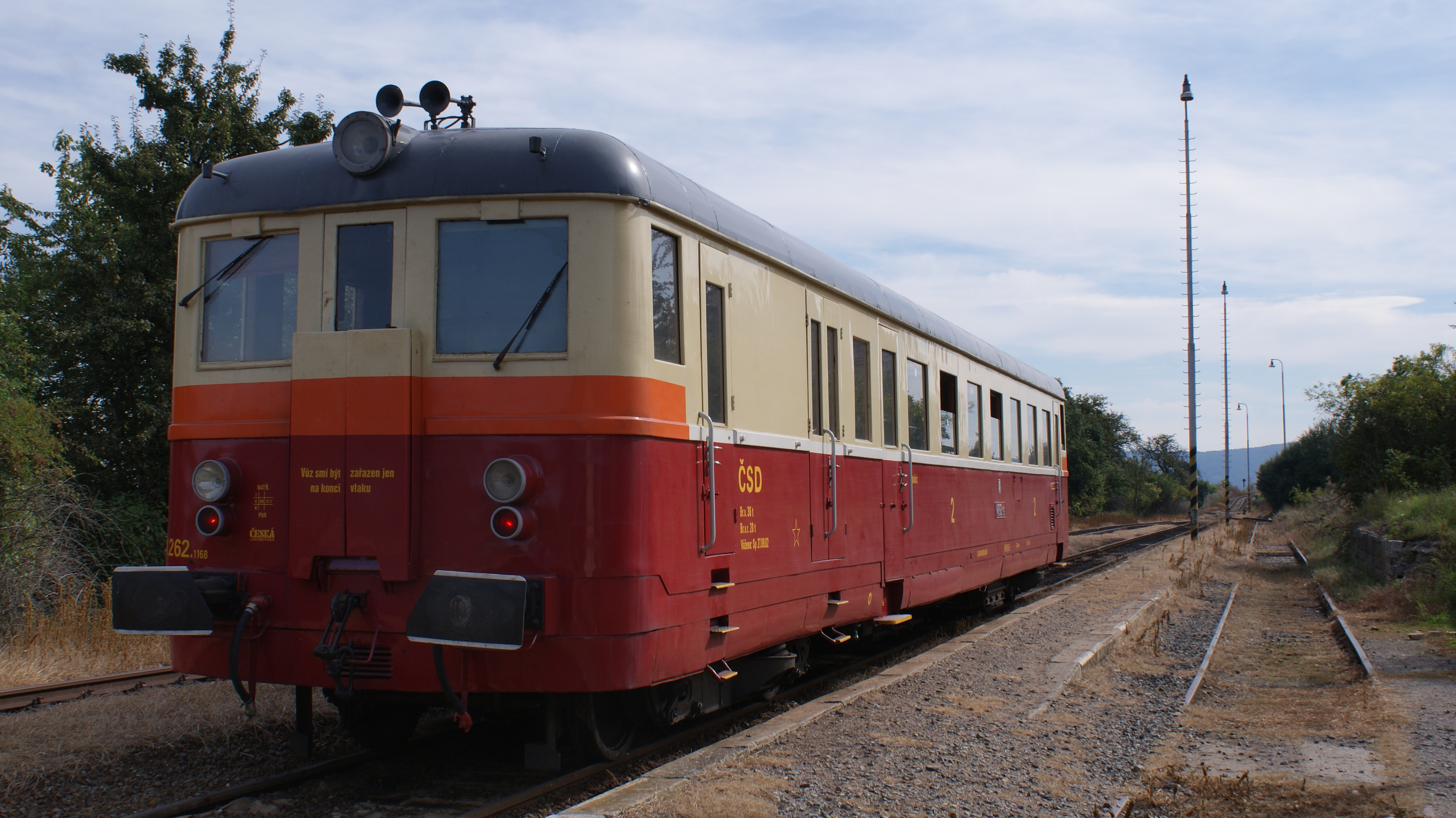
Motorový vůz M 262.1168 v železniční stanici Liteň v září 2013
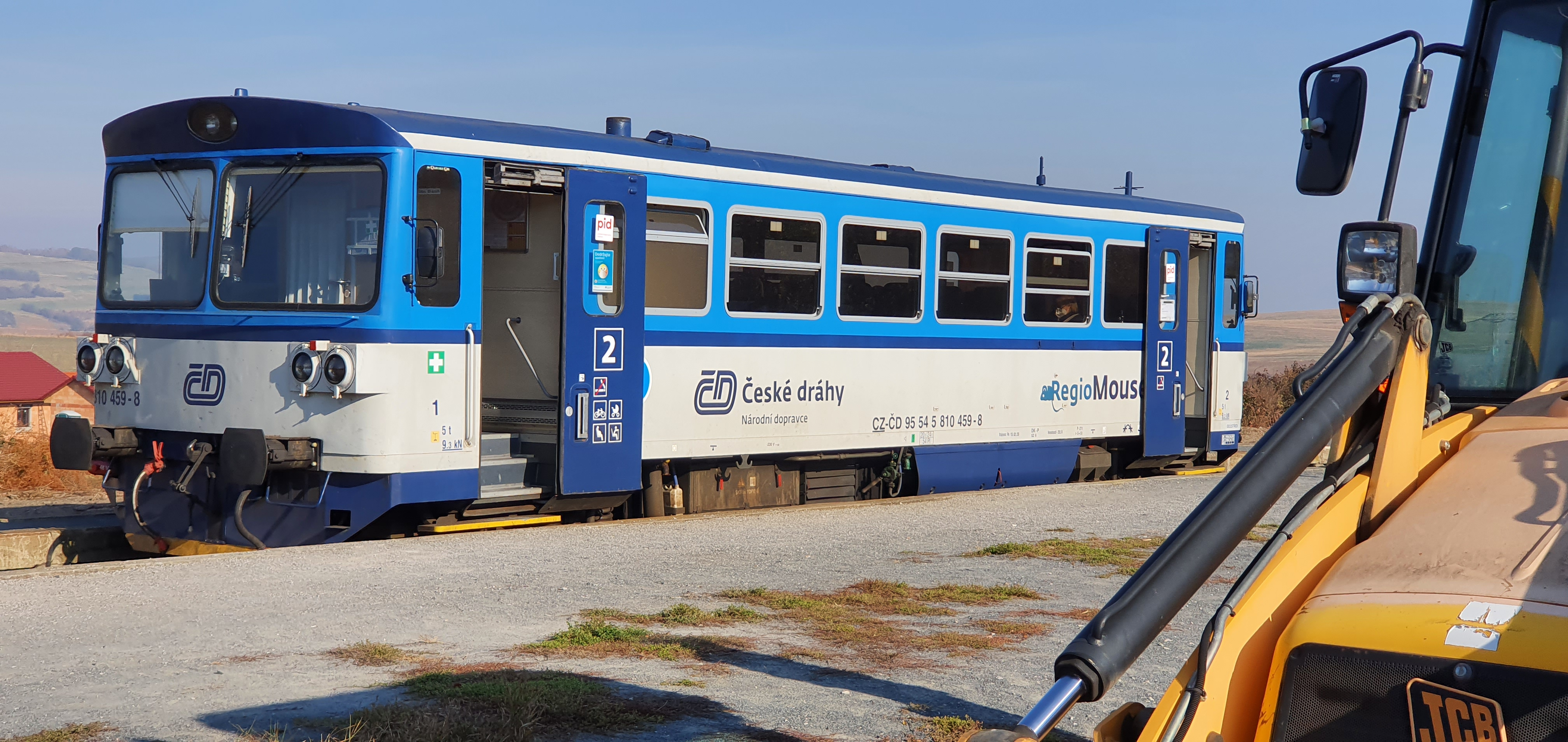
Renovovaný vůz Regio Mouse
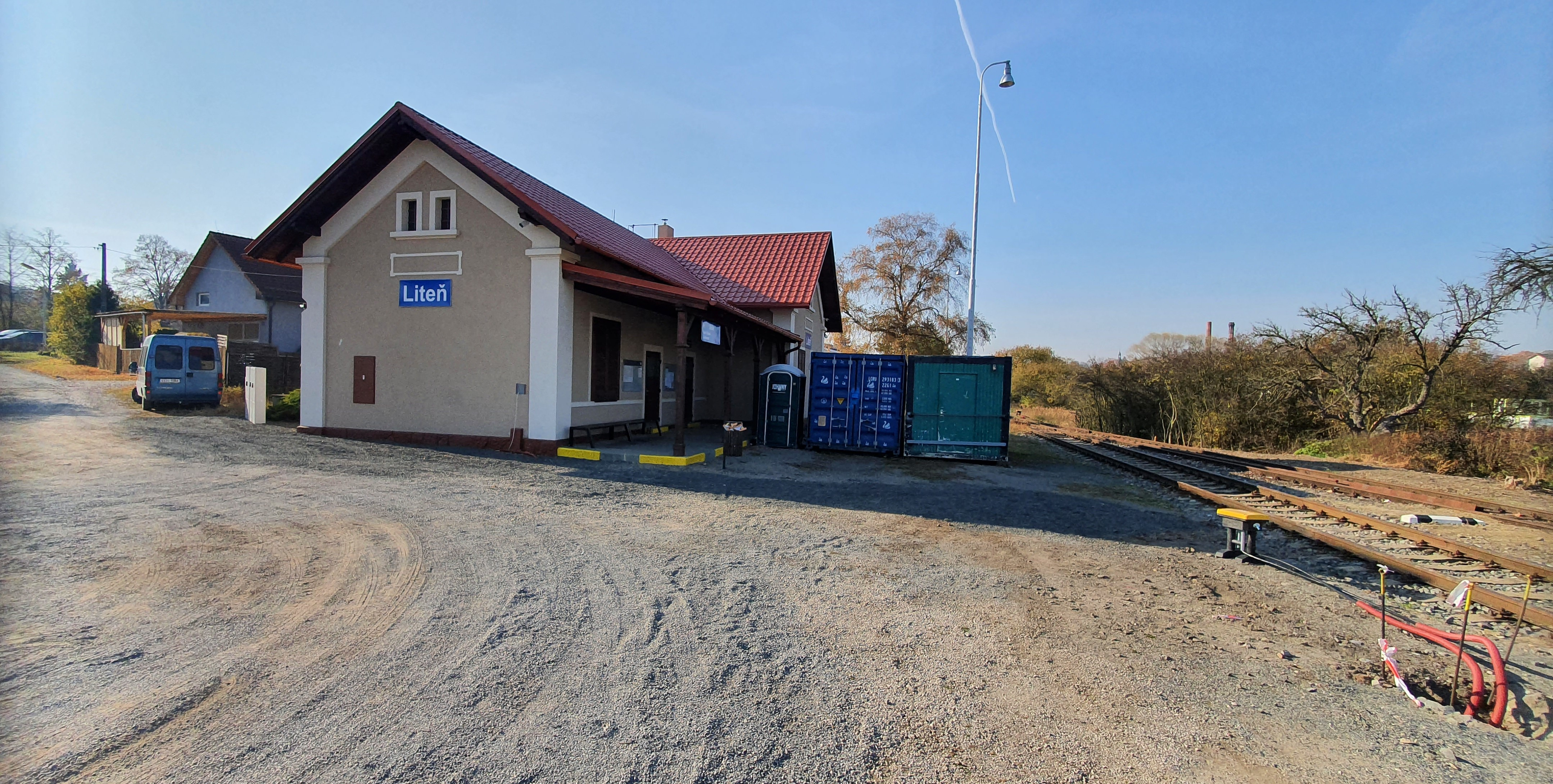
Budova nádraží Liteň

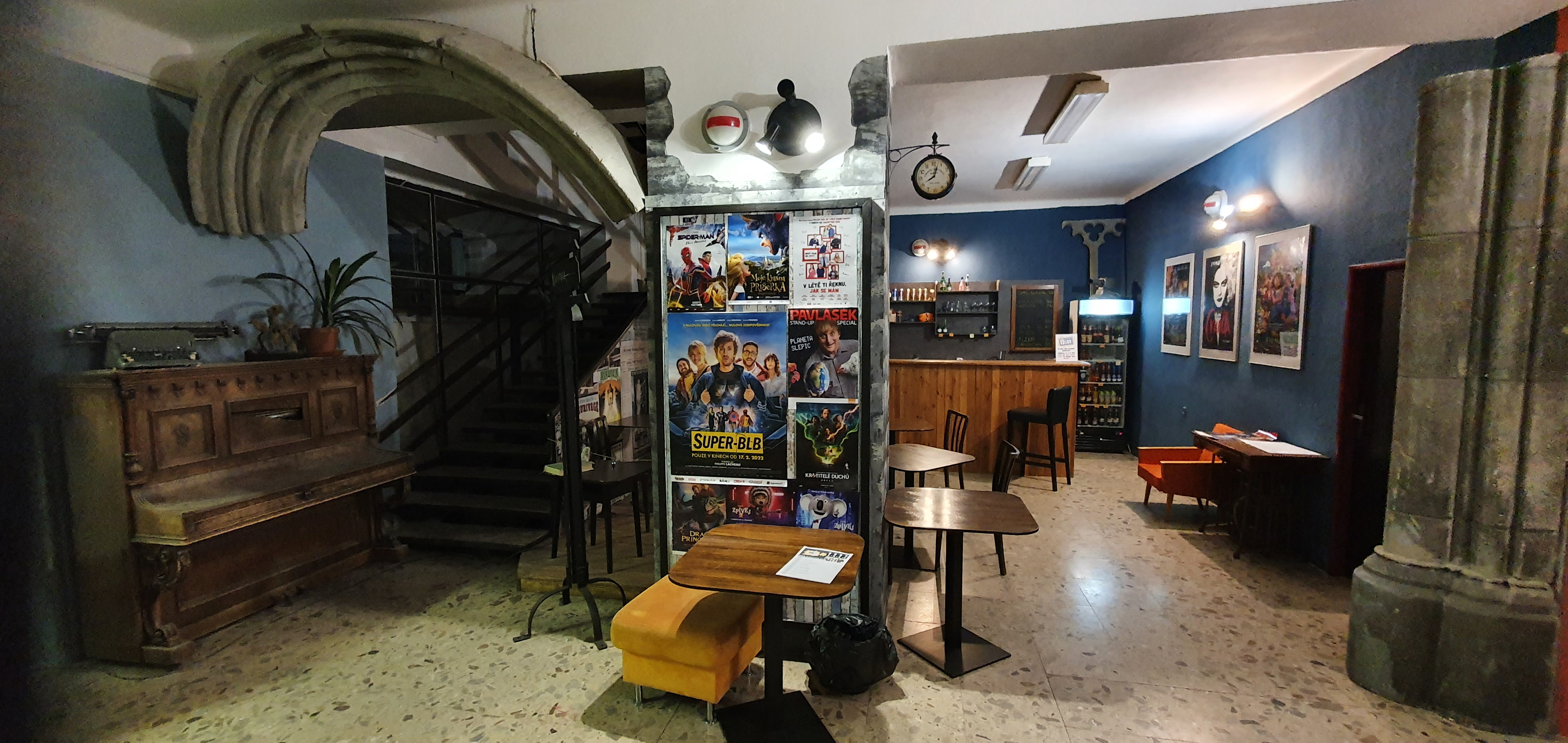
V Litni je ve stálém provozu kino. Ve stejné budově je i pošta.

V Litni je v celoročním provozu kino působící v budově kulturního domu, ve kterém je umístěna i Česká pošta. Zřizovatelem kina je městys Liteň.
Místní knihovna je dislokována ve stejné budově jako kino. Zřizovatelem knihovny je městys Liteň. Knihovna je členěna na oddělení pro dospělé a oddělení pro děti a mládež. V obou odděleních je zastoupena krásná i naučná literatura. K 1. lednu 2002 měla knihovna 10457 svazků a 158 čtenářů, z toho 66 dětí do 15 let. Odebírá také 18 časopisů, převážně odborných.
V Litni působí Muzeum Svatopluka Čecha a Jarmily Novotné. Zřizovatelem muzea je Městys Liteň. Muzeum prezentuje kulturní tradice Litně turistům a návštěvníkům městyse Liteň.
Nezisková organizace Zámek Liteň, z. s., spolupracuje se zájmovými spolky a městysem a pomáhá tak k udržování a zkvalitňování kulturního života v obci. Jednou z jeho předních aktivit je pořádání Festivalu Jarmily Novotné v zámeckém areálu v Litni. Festival vznikl jako vzdání holdu světoznámě operní pěvkyni Jarmile Novotné s cílem navrácení kulturní tradice nejen do samotného areálu, ale celé Litně. S tím souvisí i další činnosti této organizace.

## Zdravotnictví a sociální služby
V Litni je zajištěna základní lékařská péče: pravidelně zde ordinuje praktický lékař pro děti i dospělé a zubař. Sociální služby seniorům a osobám se zdravotním postižením poskytuje i Digitus Mise, o.p.s. Hořovice. Sociální služby pro zdravotně postižené zajišťuje odloučené pracoviště Domeček, o. s. Hořovice.

## Sport a tělovýchova
Pro sportovní vyžití je k dispozici fotbalové hřiště u liteňské Sokolovny a tenisové kurty.

## Život v obci

### Spolky a neziskové organizace
V Litni rozvíjí své aktivity nestátní a neziskové organizace. Do této kategorie spadá sedm spolků (založených podle zákona o občanských sdruženích ještě jako občanská sdružení, 2014 podle platného občanského zákoníku transformována na spolky) a jedna obecně prospěšná společnost.

#### Spolky

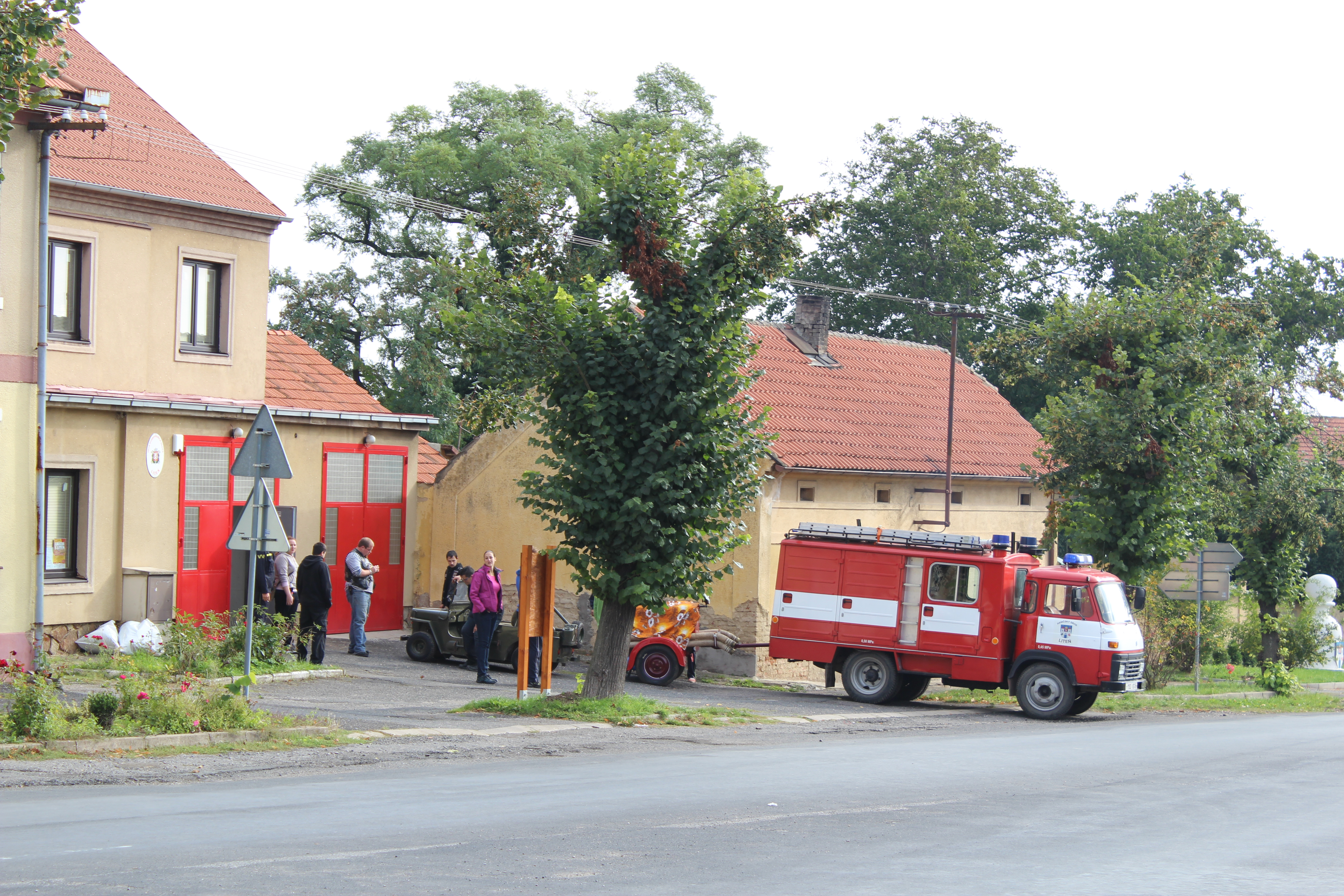
Liteňští hasiči u zbrojnice

##### Sbor dobrovolných hasičů Liteň
V Litni aktivně působí Sbor dobrovolných hasičů Liteň Jednotka SDH Liteň spadá do kategorie JPO III/1. Je schopná zabezpečit výjezd jednoho družstva do 10 minut od vyhlášení mimořádné události. Liteňský sbor je nejstarším nepřetržitě pracujícím sborem na Berounsku. Jeho historie počíná v červenci roku 1877. Od roku 1945 je sídlem sboru bývalá židovská synagoga na náměstí. Sbor organizuje výcvik svých členů a účastní se soutěží v požárním sportu. Nové členy získává mezi mládeží v oddílu mladých hasičů.
Kromě požární represe, prevence a souvisejících branných a vzdělávacích aktivit liteňští hasiči také každoročně pořádají v areálu statku celodenní kulturní program Loučení s létem s ukázkou požární techniky a hasičských dovedností. V rámci požární prevence i spolupráce s dalšími spolky se podílejí na kulturních, společenských, branných a sportovních akcích jiných pořadatelů: stavění a kácení máje, pálení čarodějnic, Zimní běh Litní a další. Liteňští hasiči věnují péči i své tradici. V roce 2012 si pořídili svůj hasičský prapor a historické hasičské obleky. Zajistili kompletní renovaci požární stříkačky R. A. Smekal Slatiňany z roku 1935. Využití historické techniky a stejnokrojů dodává akcím liteňské jednotky SDH dobový kolorit a rozvíjí hasičské tradice.

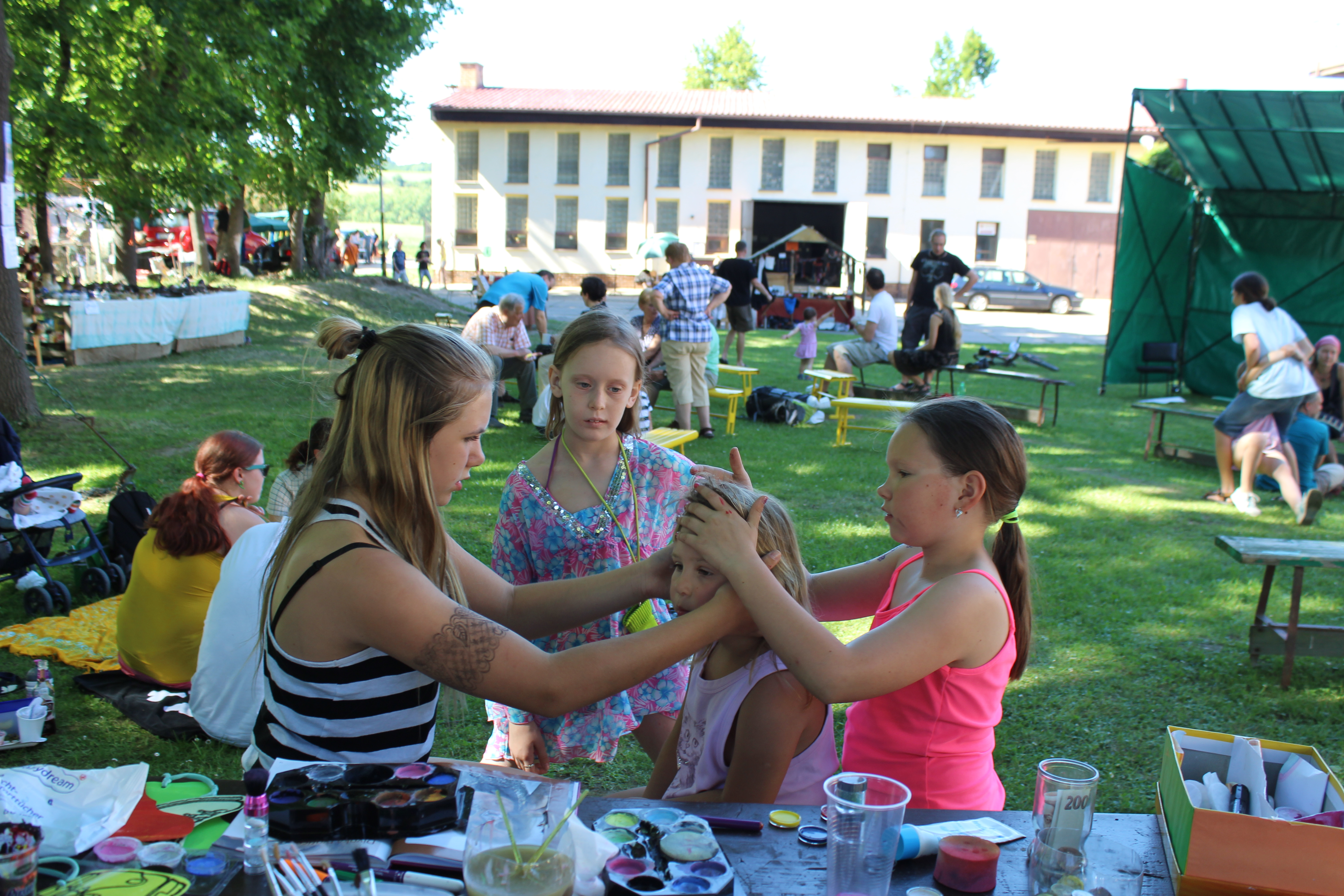
Domeček Hořovice pořádá akce pro děti

##### Domeček Hořovice
Významné místo mezi neziskovými organizacemi v Litni má Domeček Hořovice, středisko volného času, odloučené pracoviště Liteň. Liteňské pracoviště sdružení Domeček se podílí na přípravě a realizaci všech kulturních a sportovních programech pro obyvatele Litně. Specializuje se na aktivity pro děti a rodiny s dětmi. Významně se podílí na organizaci celodenních programů Areálu Liteň, do jejichž programu zařazuje atraktivní aktivity pro děti a oživuje tím nabídkou celodenního programu pro rodiny s malými dětmi z Litně a Berounska. Podobným způsobem ve spolupráci s Domovem pro mentálně postižené z nedalekých Suchomast připravuje motivační aktivity pro své zdravotně postižené klienty z chráněného bydlení Domečku Hořovice v Litni. Tyto specifické aktivity jsou zařazovány i na několikadenní programy v Areálu Liteň (hudební festival LiteňFest, Kováři v Litni, Zimní běh Litní). Tato forma podpory zdravotně postižených přispívá k jejich integraci a terapii.

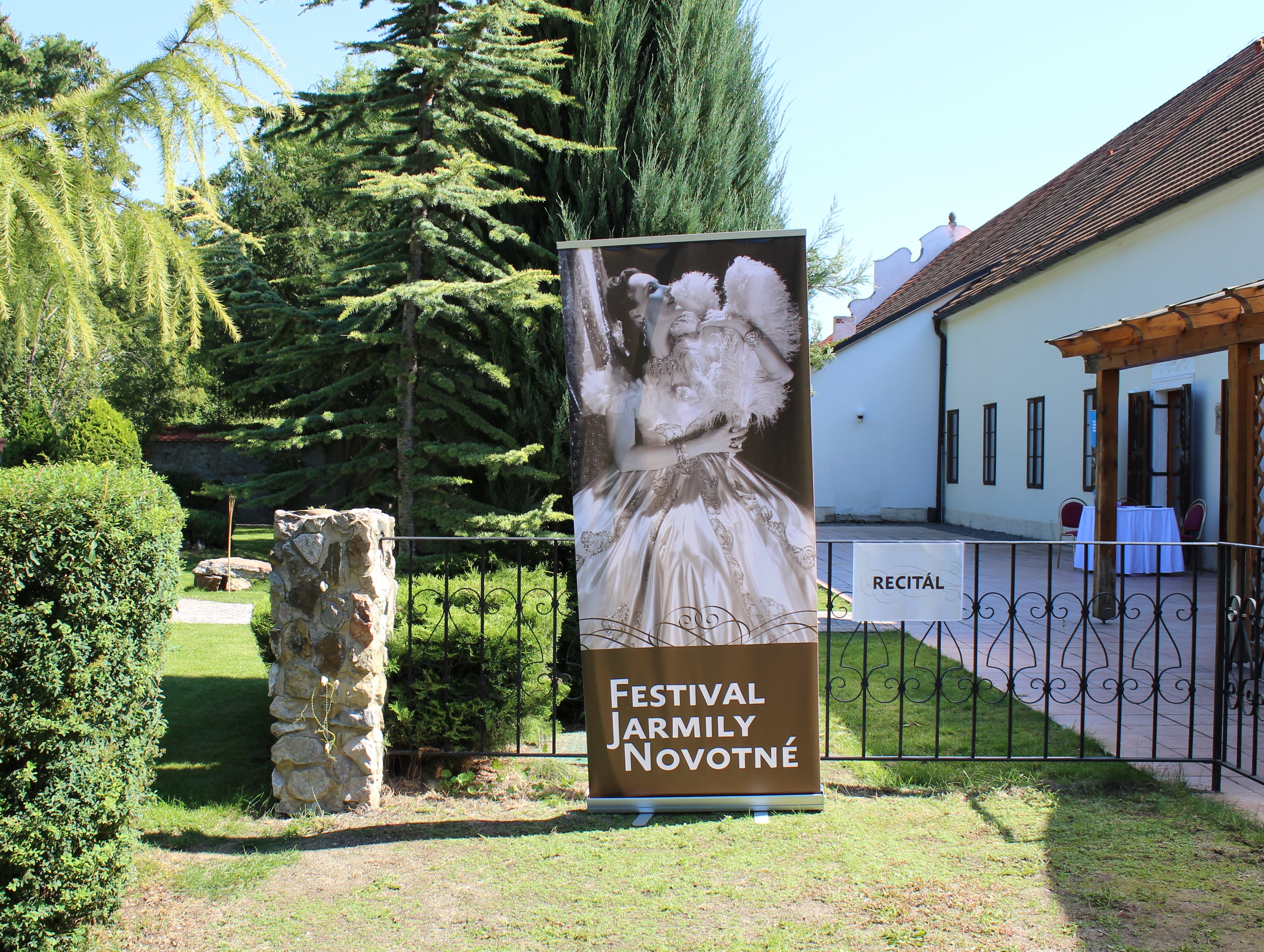
Festival Pocta Jarmile Novotné na zámku v Litni připomíná slavnou pěvkyni

##### Zámek Liteň
Nezisková organizace Zámek Liteň, z. s., vznikla na počátku roku 2012 s cílem obnovit a pozvednout jméno a hudební a morální odkaz světoznámé operní pěvkyně, proslulé osobnosti a velké vlastenky Jarmily Novotné a českého šlechtického rodu Daubků.
Zámek Liteň se snaží:

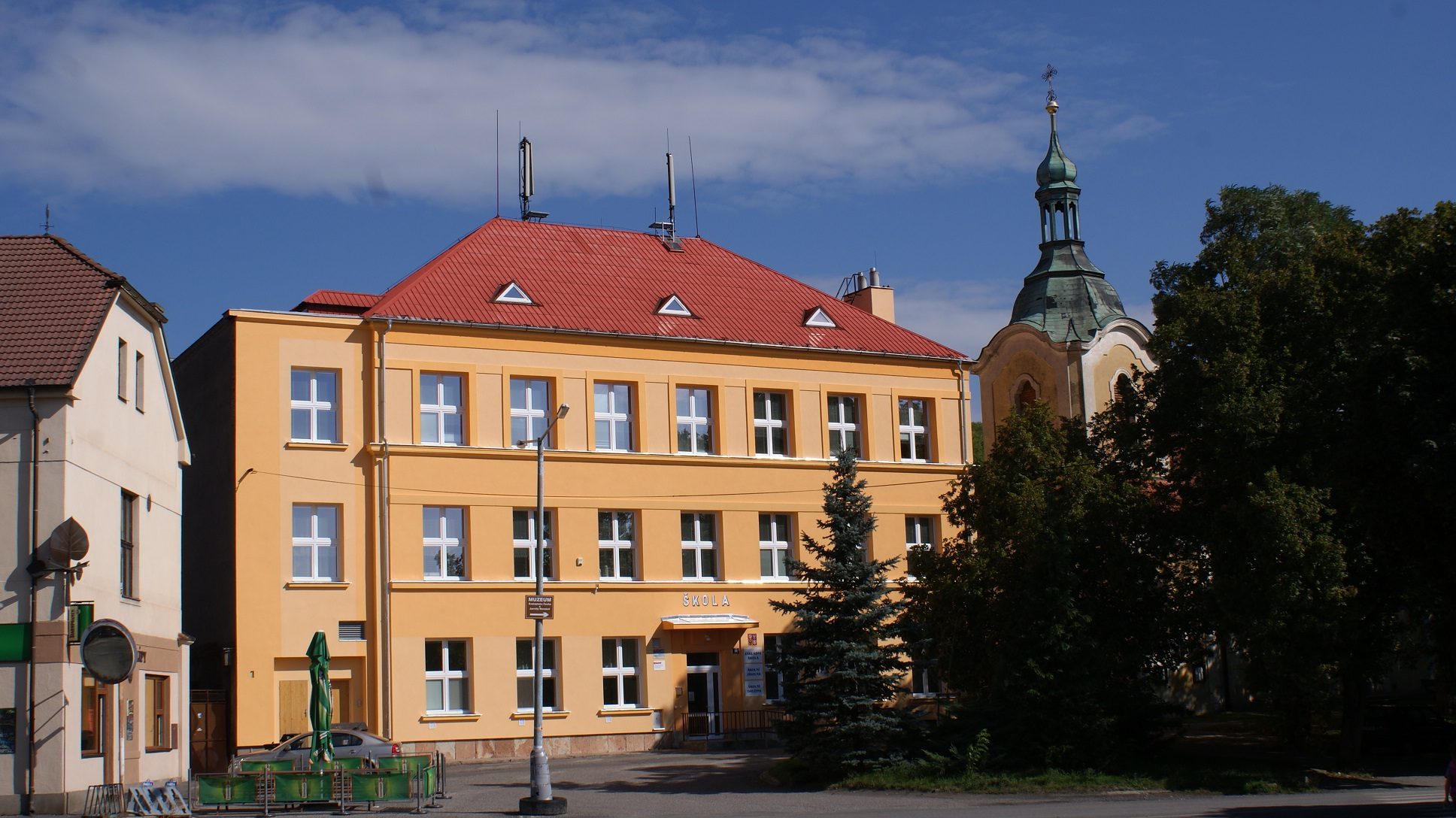
Základní škola v Litni nese jméno Františka Josefa Řezáče (1819–1879)

- obnovovat hudební a kulturní život v zámeckém areálu v Litni prostřednictvím Festivalu Jarmily Novotné,
- shromažďovat, uchovávat a prezentovat cenné artefakty spojené s Jarmilou Novotnou a rodem Daubků,
- podporovat a iniciovat vznik nových autorských počinů v různých kulturních oblastech,
- podporovat dnešní mladé umělce napříč uměleckými žánry,
- zachraňovat a prezentovat kulturní památky areálu Zámku Liteň,
- podporovat a zapojovat se do komunitních projektů,
- spolupracovat se subjekty s obdobným zaměřením v České republice a zahraničí.

##### TILIA – občanské sdružení
V Litni působí spolek TILIA – občanské sdružení, které provozuje mateřské centrum v budově školy bývalého Středního odborného učiliště v Litni.

##### Nová Liteň
Od roku 2014 působí v Litni spolek Nová Liteň, z. s.

#### Obecně prospěšné společnosti
K zajištění provozu areálu bývalého učiliště městys Liteň založil (společně s poskytovatelem sociálních služeb z Hořovic Digitus Mise, o. p. s.) společnost Atelier Svatopluk, o. p. s. Atelier Svatopluk, o. p. s., v roce 2013 k zajištění provozu a marketingu Areálu Liteň a jeho programů vytvořila v roce 2013 s podporou Úřadu práce ČR, krajská pobočka v Příbrami, kontaktní pracoviště v Berouně chráněné pracovní místo pro dvě osoby se zdravotním postižením. Na jednom je zaměstnán údržbář zajišťující údržbu a provoz areálu na dalším fotograf, který se podílí dokumentaci regionu, tvorbě prezentací a na aktualizaci a inovaci prezentací Litně a Naučné stezky Liteň. Vzhledem k počtu obyvatel Litně je vytvoření udržitelných pracovních míst pro osoby se zdravotním postižením významným příspěvkem na úseku zaměstnanosti.

### Areál Liteň

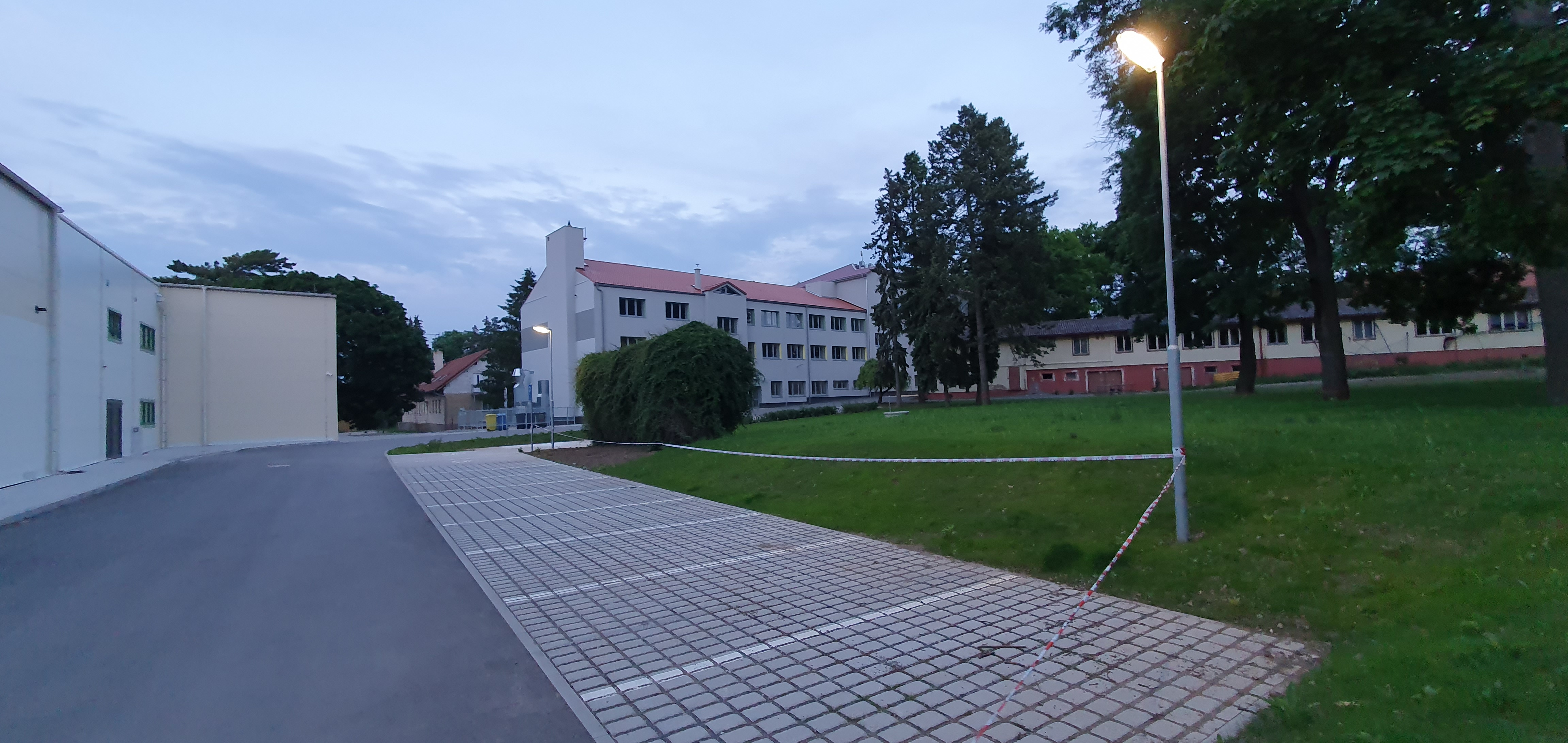
Brána Areálu Liteň z ulice Pode Zděmi

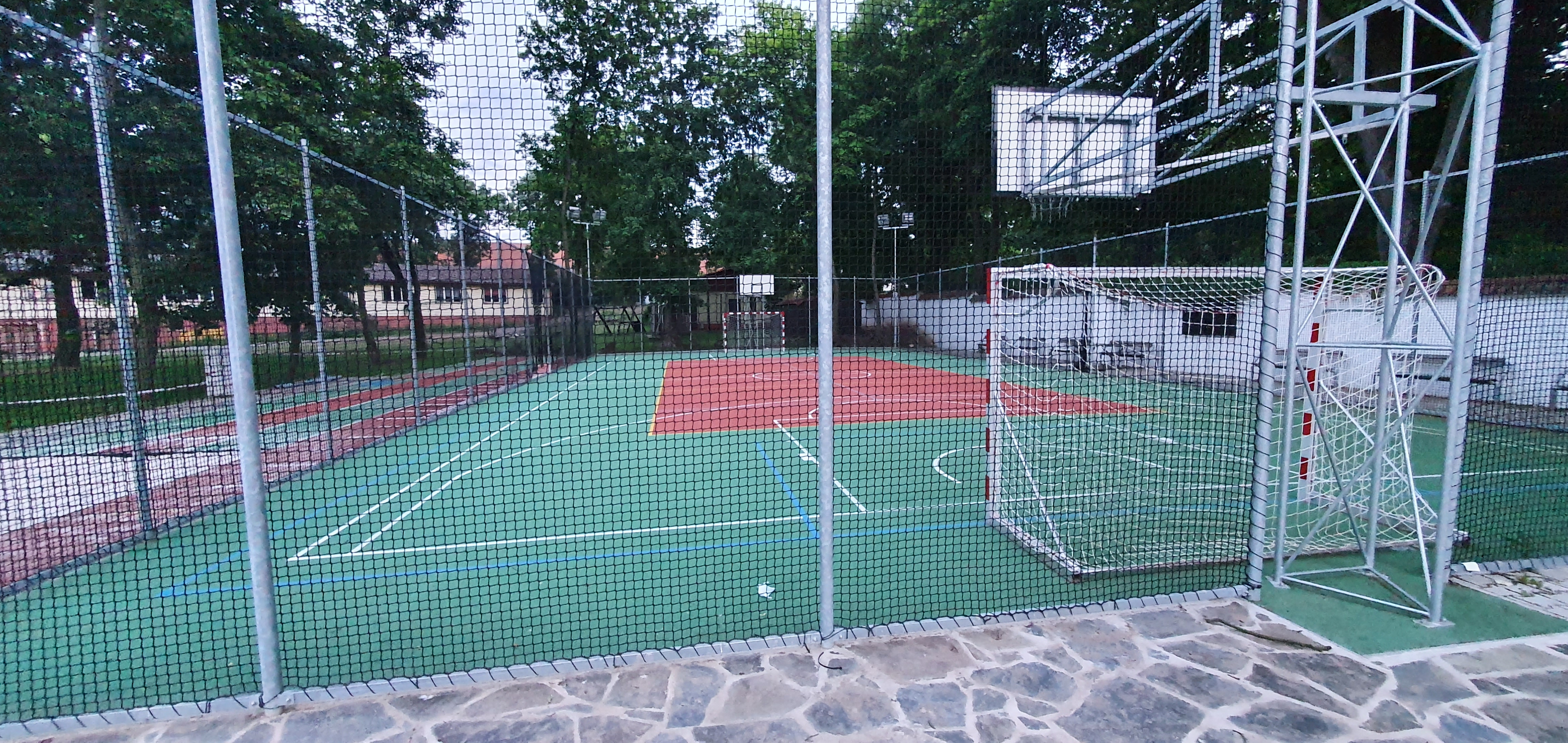
Nové basketbalové hřiště

Do roku 2012 působilo v Litni Střední odborné učiliště s internátem, jehož zřizovatelem byl Středočeský kraj. Navázalo na vzdělávací činnost své předchůdkyně, kterou byla Učňovská škola zemědělská v Litni, obor kovář–podkovář, která se vznikla v 50. letech a na počátku měla k dispozici pouze prostory v zámku Liteň a provizorní budovu čp. 367 uprostřed areálu. Tato budova je proto nazývána Stará škola. Od 50. let byl areál učiliště sousedící se zámkem a propojený se zámeckou zahradou postupně rozšiřován. Pro výuku sloužila na východním křídle areálu dvoupatrová budova školy s učebnami, kabinety a s jídelnou a dvoupatrová budova internátu čp. 402 s kapacitou 40 lůžek. Na severním křídle areál uzavírají dvě budovy dílen praktické výuky vybavené pro práci s kovem a se dřevem. Bývalá budova truhlářské dílny s půdorysem L spojuje severní křídlo s křídlem východním. Na budovu školy navazuje objekt kotelny.

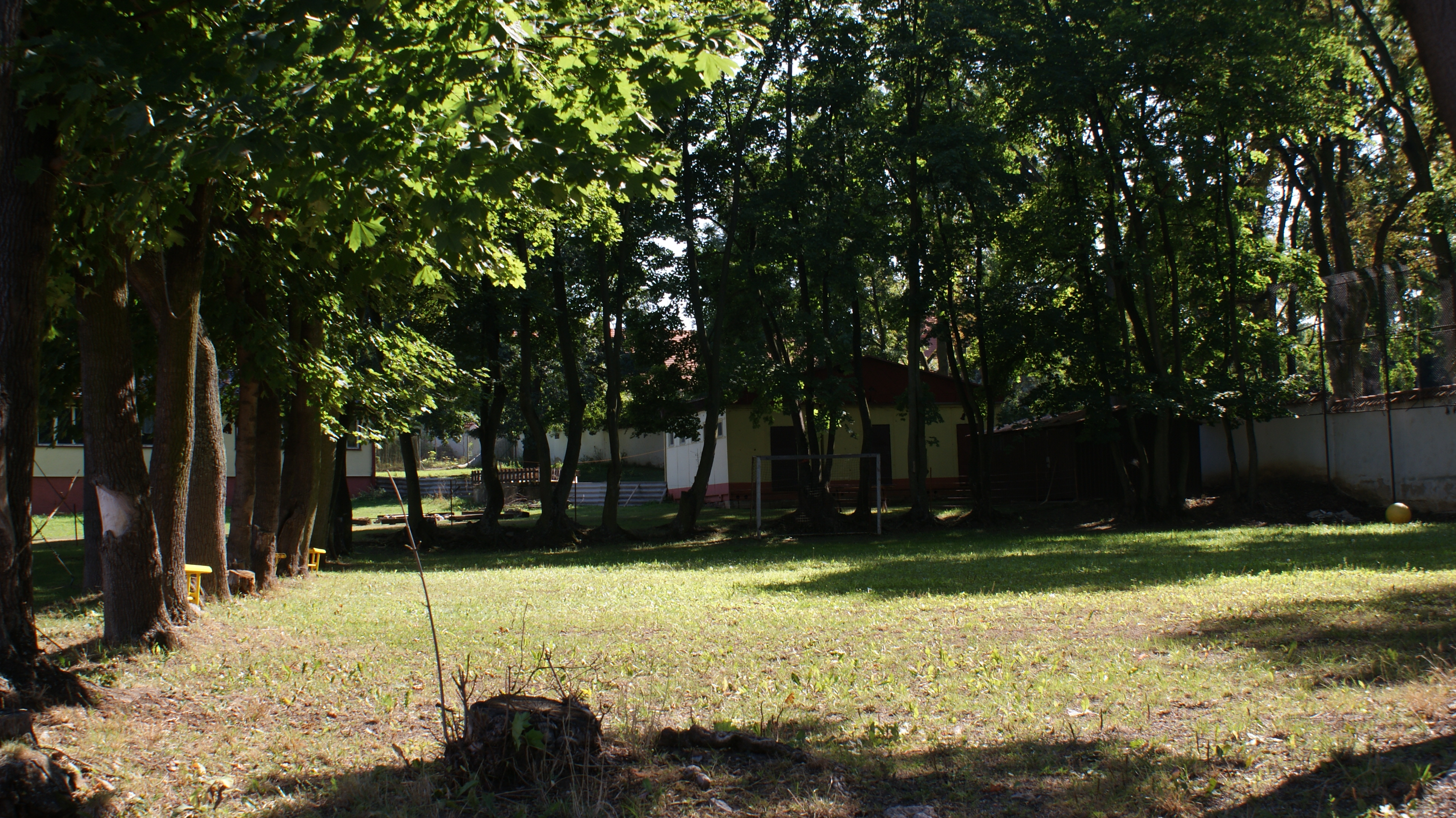
Areál Liteň nabízí zeleň a plochy pro sport, rekreaci a celodenní programy

Výstavbou těchto budov vznikl uzavřený areál s vnitřními komunikacemi, parkovacími plochami a zatravněnou plochou o celkové výměře téměř 10 000 m². Příjezd vozidel z ulice Pode zděmi je zajištěn hlavní branou na severu mezi kovářskou dílnou a zdí zámeckého parku. Propojení areálu učiliště a zámku v době, kdy na zámku sídlilo střední odborné učiliště, dokládá v areálu dlažba a obrubníky chodníčku vedoucího k zazděné jižní brance pod budovou Čechovny a dvě zazděné brány na severním a jižním konci zdi oddělující areál a zámeckou zahradu. Pro pěší slouží branka v jihovýchodní části areálu. Podle usnesení zastupitelstva Středočeského kraje č. 51-13/2010/ZK z 1. 12. 2010 bylo sloučeno Odborné učiliště Liteň se Střední odbornou školou a Středním odborným učilištěm Beroun – Hlinky jako jediné nástupnické organizace k 1. 9. 2011.
Po zrušení středního odborného učiliště byl areál převeden Středočeským krajem na městys Liteň. Liteň a její spádová oblast tak získala zázemí pro obecně prospěšné služby, kulturní, sportovní a vzdělávací programy místního i nadregionálního významu. Areál spolu se zámeckým parkem a zahradou mateřské školy vytváří na severu Litně rozsáhlou klidovou a rekreační zónu. V areálu jsou ordinace lékařů pro dospělé a pro děti. V bývalé školní jídelně nabízí jídelna veřejnosti stravování jídelna s celotýdenním provozem. Provozovatel areálu Atelier Svatopluk, o. p. s., má v budově školy k dispozici učebny a kanceláře. Budova školy poskytuje i zázemí pro pořádání kulturních, sportovních a vzdělávacích akcí v areálu i obci. Při vícedenních programech v areálu jsou zde umístěny šatny účinkujících a účastníků, skladovací prostory, kanceláře pro organizátory a rozhodčí a občerstvení.

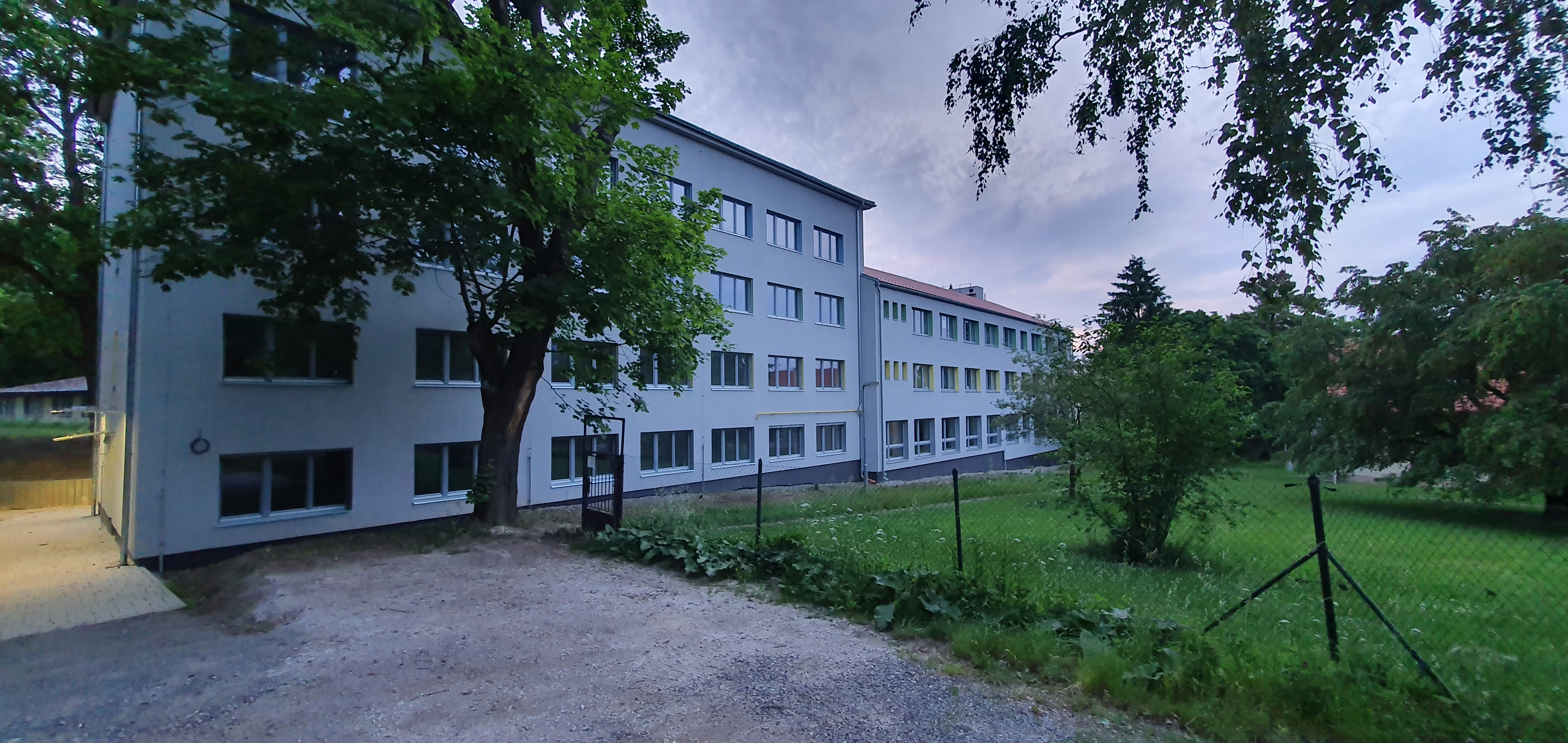
Zastavení Naučné stezky Liteň v areálu nové základní školy

Budova školy a TESKO objekt původní kovářské školy umožňuje i pořádání výstav jako například při akci „Kováři v Litni“. Zatravněná plocha areálu slouží též pro děti ze sousední mateřské školy a děti návštěvníků celodenních programů. Dětem a jejich rodičům a učitelkám je k dispozici dětský koutek a původní sportoviště Středního odborného učiliště. K dispozici je malé fotbalové hřiště, hrazdy, lana pro šplh. Provozovatelé bývalé dílny praktického výcviku zajišťují dostupnost řemeslných služeb pro obyvatele Litně a okolí. Původní kovářská a zámečnická dílna také slouží i jako externí pracoviště pro praktickou výuku oboru kovář Střední školy umělecké a řemeslné v Praze 5 – Zlíchově, takže původní náplň areálu je zčásti v nových podmínkách zachována. V letním období slouží původní internát Středního odborného učiliště jako turistická ubytovna a cyklopenzion. Nabízí turistům kapacitu 40 lůžek. Parkovací plochy, prostory pro bezpečné uložení kol a možnost posezení a grilování u ohniště v uzavřeném areálu jsou odpovídajícím zázemím pro akce uzavřených skupin, pobyty škol v přírodě, outdoorové, cyklistické a turistické akce a školení.
Vzhledem ke své historii, poloze a novému zaměření se stal Areál Liteň i jedním ze zastavení nové Naučné stezky Liteň, jejíž panely byly instalovány v průběhu roku 2013. Návštěvníci akcí v areálu i ubytovaní turisté jsou tak orientováni pro všech čtyřech tematických stezkách Naučné stezky Liteň odlišených barevným značením a směrovkami (červená, modrá, zelená, žlutá).

### Kulturní, sportovní a společenské programy
V Litni jsou každoročně pořádány celodenní a vícedenní kulturní, sportovní a společenské programy, které si již našly svoje účastníky mezi místními i zájemci z jiných krajů ČR. Na jejich organizaci se podílí Úřad městyse Liteň, Základní škola Františka Josefa Řezáče v Litni, spolky a instituce z Litně a Berounska a tým dobrovolníků z řad občanů Litně. Například v hodnocení Zimního běhu Litní v roce 2014 uvádí ve svém poděkování organizátoři Eva Knopová, Stanislav Krtek a Jana Krtková 32 osob, které jim pomáhaly a které se na organizaci a realizaci závodu podílely.

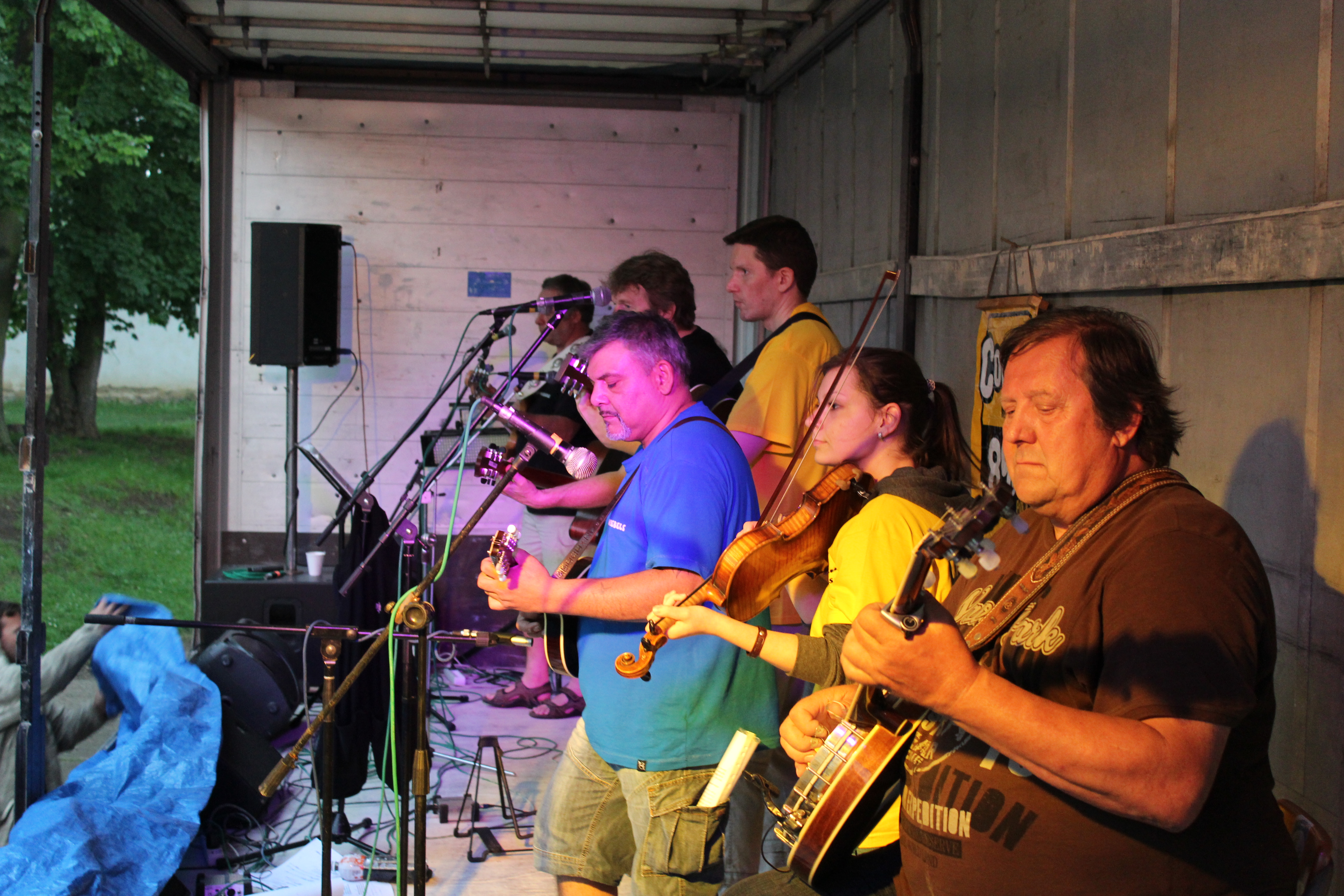
LiteňFest 2014

#### LiteňFest
Od roku 2012 se v Areálu Liteň koná hudební multižánrový festival folkové hudby a country „LiteňFest“, který pořádá Atelier Svatopluk, o. p. s., spolu s milovníky folkové hudby a country z Berouna. Na festivalu vystupují kapely z Berounska i celé ČR (např. 2013 Braboux, New Rebels, Ž.Z. (Želkovický Zbytek), RUDOLFINUM, Broucy na Zádech, Půl dechu do měchu, MODROLIT, Hon na medvídka, Petrolej & Co. Většina folkových skupin, které zde již vystoupily, si LiteňFest zařadila do svého koncertního kalendáře na další léta. Velikost plochy areálu a jeho vnitřní komunikace umožňují využití mobilního pódia na návěsu kamionu. Pro vyhraněný okruh zájemců o žánr folk a country je zajímavé, že v areálu Liteň lze i stanovat. Dvoudenní koncertní program folkových a country kapel doplňují doprovodné programy pro děti a mládež.

#### Kováři v Litni

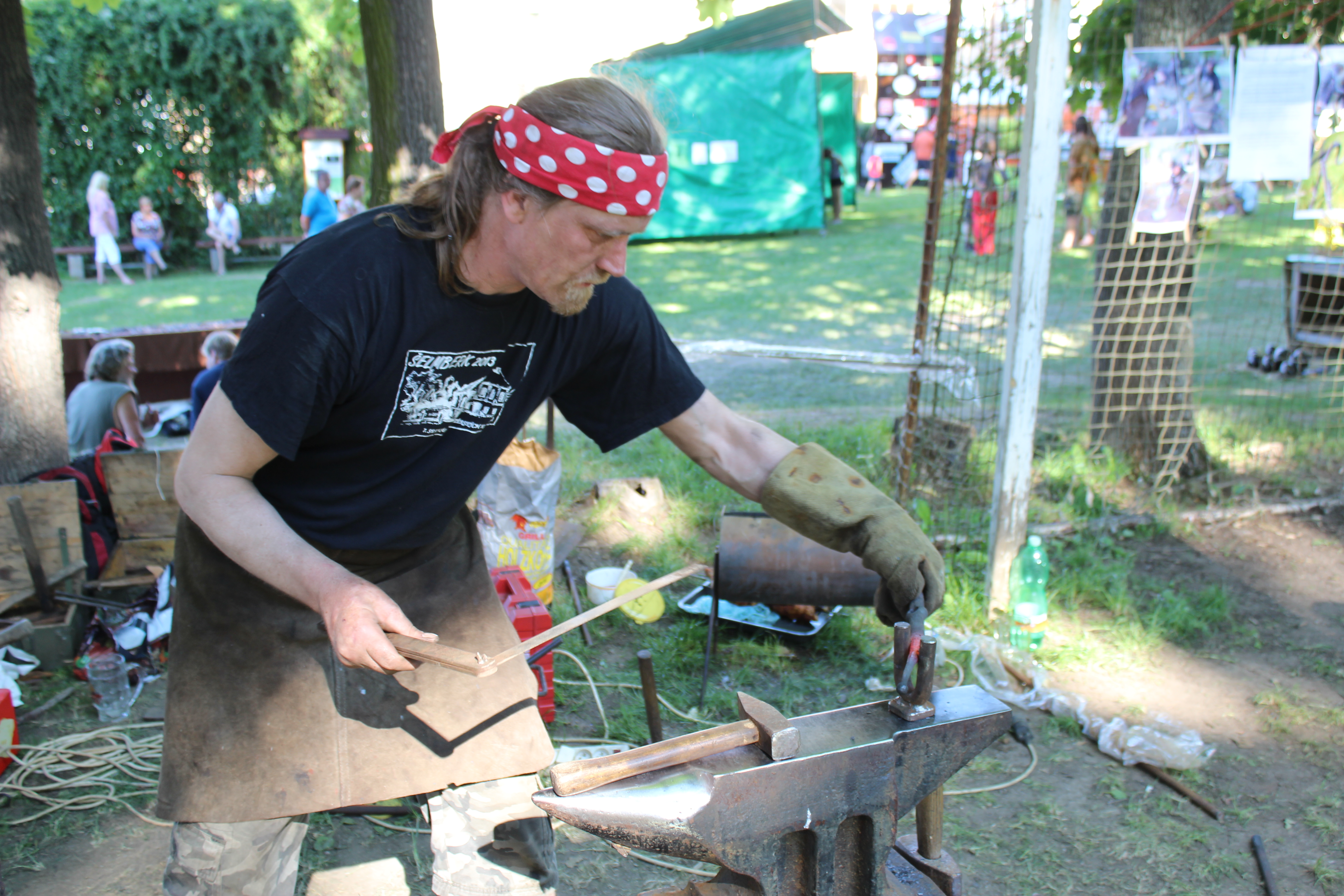
Kováři v Litni 2014

Od roku 2014 je v areálu bývalého (původně kovářského učiliště) pořádáno celostátní setkání kovářů, podkovářů, dráteníků, klempířů a dalších profesí pracujících s kovem. Pořadatelem akce „Kováři v Litni“ je Atelier Svatopluk, o. p. s., a Kovárna pro radost v nedaleké středočeské obci Kytín. Projekt Kováři v Litni navazuje na podobou akci „Svinařské řetězení“, která se konala na zámku v obci Svinaře na Berounsku. Kromě zkušených kovářů se na setkání „Kováři v Litni“ prezentuje kovářské mládí. Střední škola umělecká a řemeslná v Praze 5 – Zlíchově zde má i své externí pracoviště praktické výuky. Setkání kovářů se aktivně účastní i Střední odborná škola v Hradci Králové. Ke kovářskému setkání jsou rovněž připraveny doprovodné programy: koncerty stylové hudby, vystoupení skupiny historického šermu. Pro malé děti jsou připraveny speciální programy. I toto setkání je tak vhodnou nabídkou celodenního programu pro rodiny s malými dětmi. Setkání „Kováři v Litni“ tematicky navazuje na původní zaměření školy, která v areálu působila. Účast na setkání kromě toho nabízí absolventům této školy, jejím učitelům a vychovatelům, aby se vrátili do učňovských let svého mládí a na své bývalé pracoviště. Tím „Kováři v Litni“ přispívají k oživení nejen nabídky kulturních programů, ale i života obce.

#### Zimní běh Litní

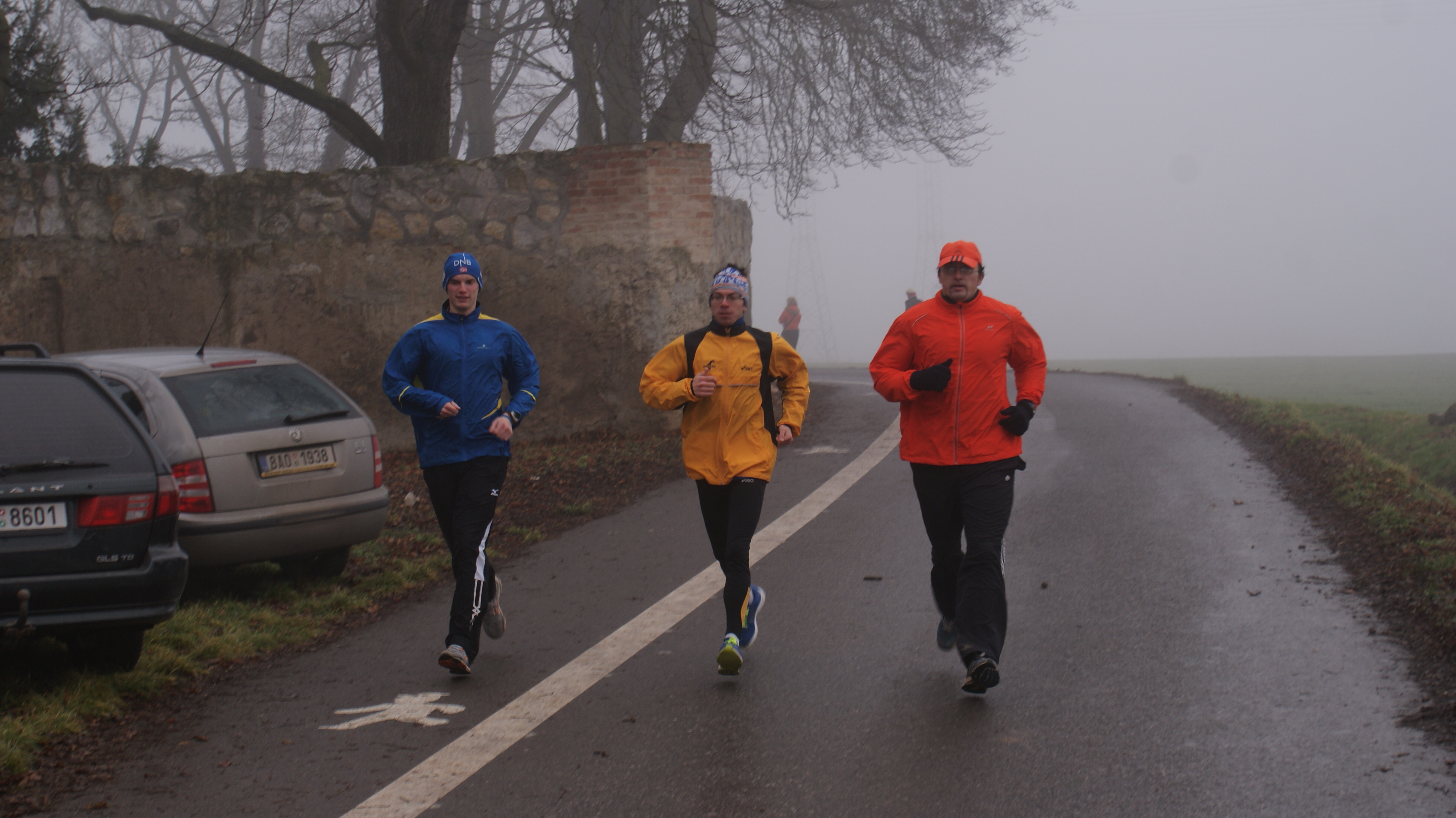
Závodníci na Zimním běhu Litní 2014 18. 1. 2014

Od roku 2013 je pořádán Zimní běh Litní, jehož trasa veden ulicemi městysu a zámeckým parkem. Start a cíl závodu a zázemí pro účastníky a organizátory závodu je v areálu bývalého učiliště. Běh je pořádán ve věkových kategoriích pro muže, ženy a mládež. Například II. ročníku 17. 1. 2014 se zúčastnilo 251 závodníku z celé ČR (Kroměříž, Mariánské Lázně či Kout na Šumavě). Nejmladšímu běžci bylo 15 měsíců a nejstaršímu 85 let. Návrh trasy, soutěžní podmínky odpovídají parametrům podobných soutěží a jsou výsledkem aktivity třech desítek místních sportovců a organizátorů Závod „Zimní běh Litní“ organizuje Středisko volného času Domeček Hořovice – odloučené pracoviště Liteň a podílejí se na něm: občanské sdružení Zámek Liteň, Sdružení dobrovolných hasičů Liteň, městys Liteň, Základní škola Františka Josefa Řezáče a Atelier Svatopluk, o. p. s. Závodu se účastní i zdravotně postižení běžci z liteňského centra chráněného bydlení Domeček Hořovice, občanské sdružení, a z Domova pro mentálně postižené v Suchomastech, pro které je účast na závodě motivující a je součástí jejich terapeutického a rehabilitačního programu. Závod je podporují liteňští podnikatelé jako sponzoři a partneři. Zimní běh Litní podporují mediálně periodika Berounska a servery specializované na sport a běžecké soutěže.

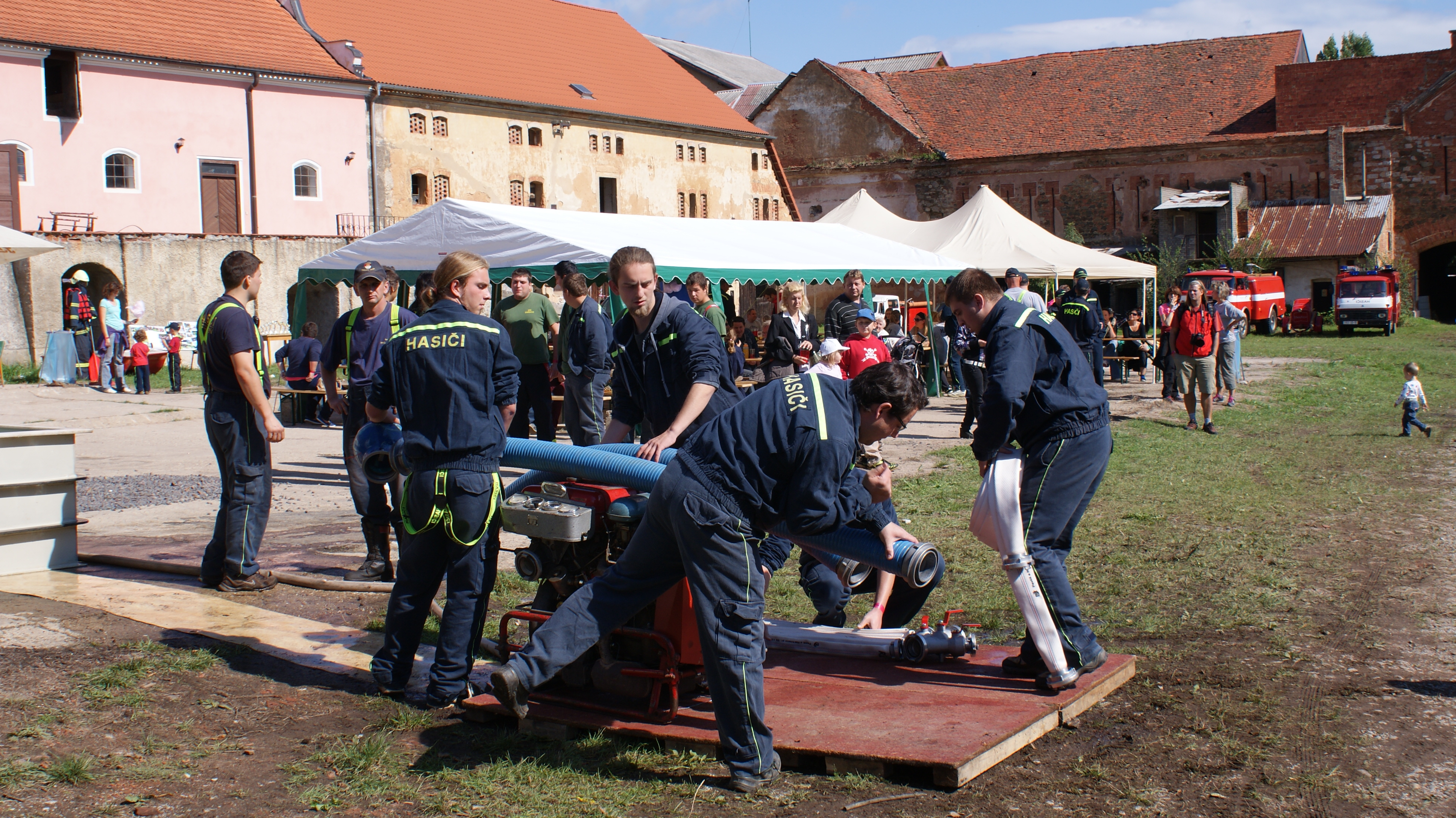
Liteňští hasiči: Loučení s létem 2013

#### Loučení s létem
Tradiční kulturní, společenský a branný program, který každoročně na počátku září pořádá Sbor dobrovolných hasičů Liteň ve spolupráci s Domečkem Hořovice a Lucií Smíškovou. Místem konání programu „Loučení s létem“ je Statek Liteň u liteňského zámku, který je v průběhu roku veřejnosti uzavřen. Liteňští hasiči využívají „Loučení s létem“ k prezentaci své požární techniky a svých odborných dovedností. Diváci mohou sledovat družstva hasičů při požárním útoku, ukázky zásahu hasičů při požáru auta, výcvik služebních psů Policie ČR. Program je doplněn různými zábavnými disciplínami, koncertem hudebních skupin a trhy místních produktů. Loučení s létem podporují liteňští podnikatelé jako sponzoři a partneři. Akci podporují mediálně periodika Berounska a servery specializované na požární sporty a práci sborů dobrovolných hasičů.

#### Rozsvěcení vánočního stromu
V době adventu je tradičně v prostoru před kostelem sv. Petra a Pavla a Základní školou F. J. Řezáče v Litni ozdoben jeden ze smrků jako vánoční strom městyse Liteň. Jeho první rozsvícení je spojeno s kulturním programem a místními trhy a ukázkou tradičních liteňských řemesel. Program tradičně pořádá městys Liteň, Sbor dobrovolných hasičů Liteň, Domeček Hořovice, středisko volného času, odloučené pracoviště Liteň, Základní škola Františka Josefa Řezáče v Litni a v roce 2014 nově založený spolek Nová Liteň.

## Galerie ze života obce

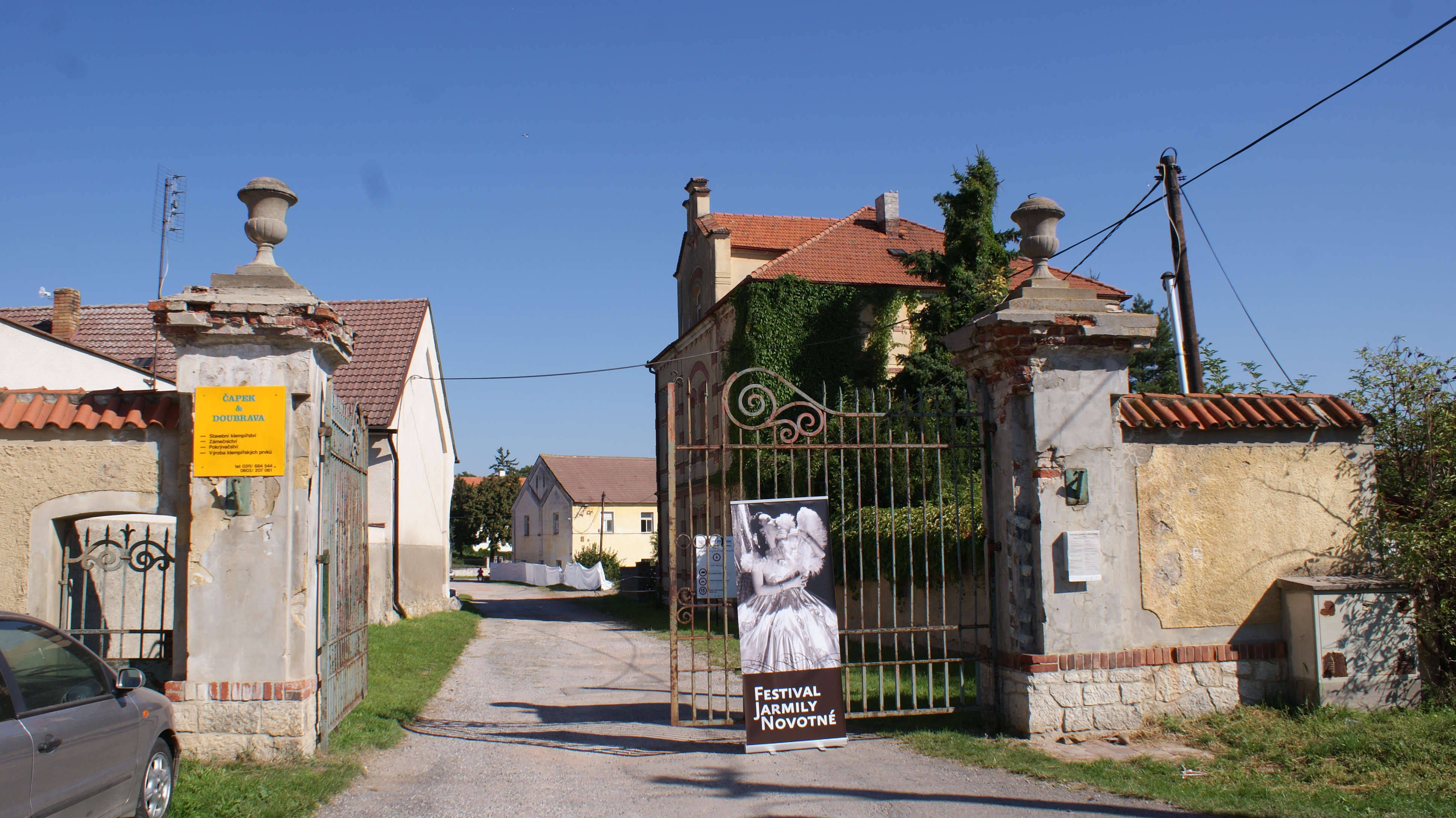
Brána Statku Liteň z Nádražní ulice
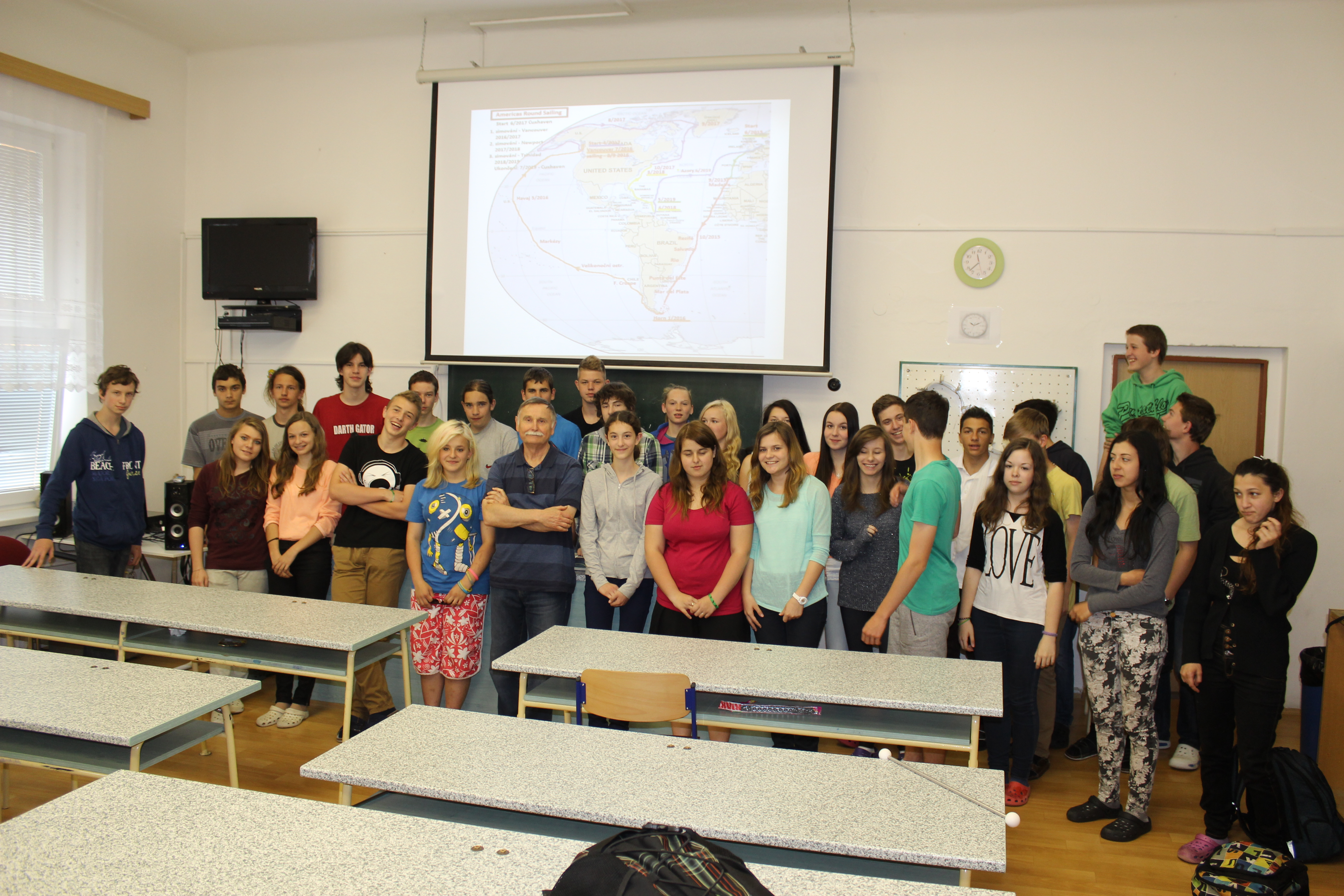
Žáci ZŠ Liteň po přednášce Ing. Petra Ondráčka NON STOP PLAVBA 27. 5. 2014
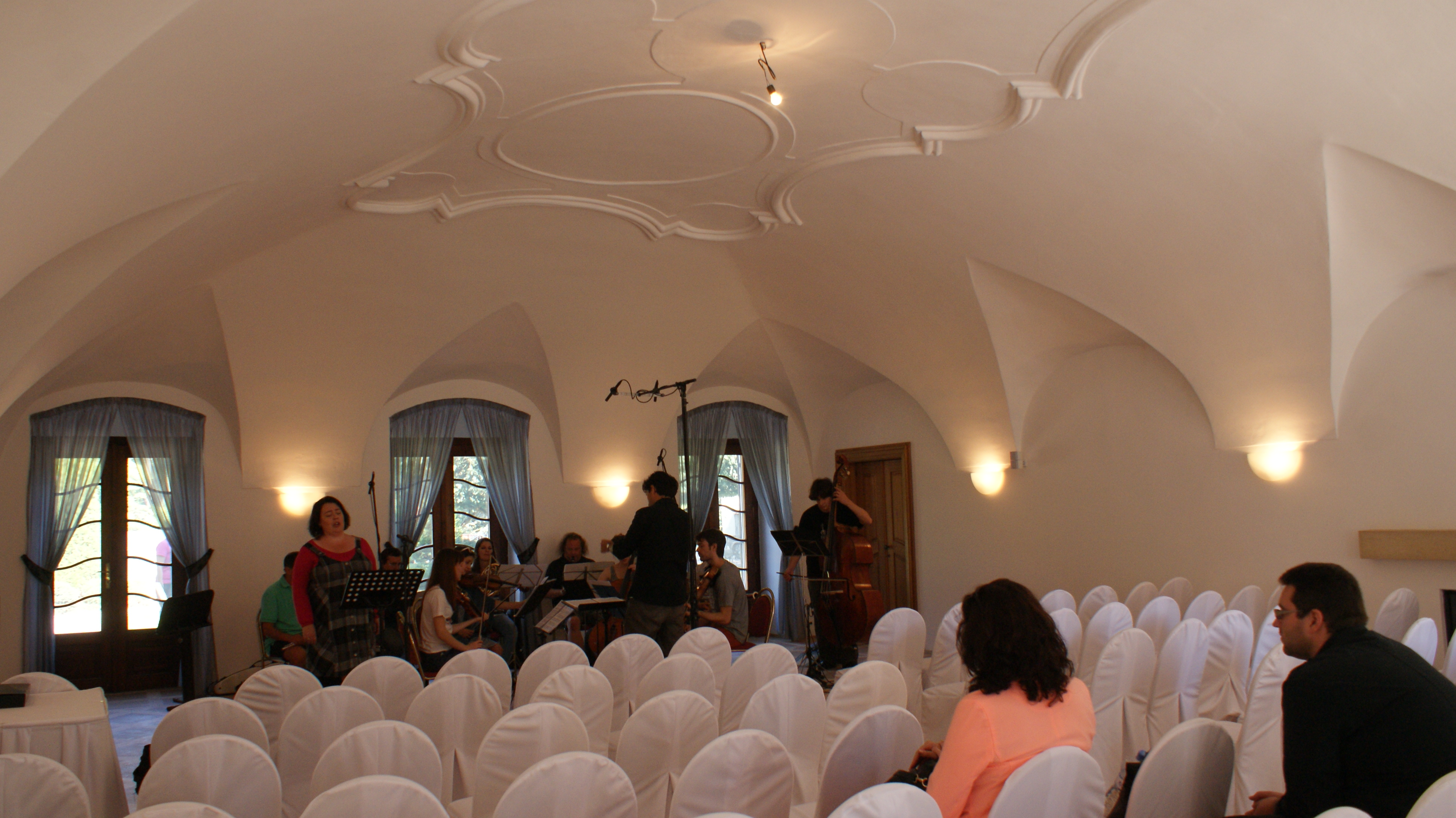
Zkouška před koncertem v Čechovně 7. 9. 2013
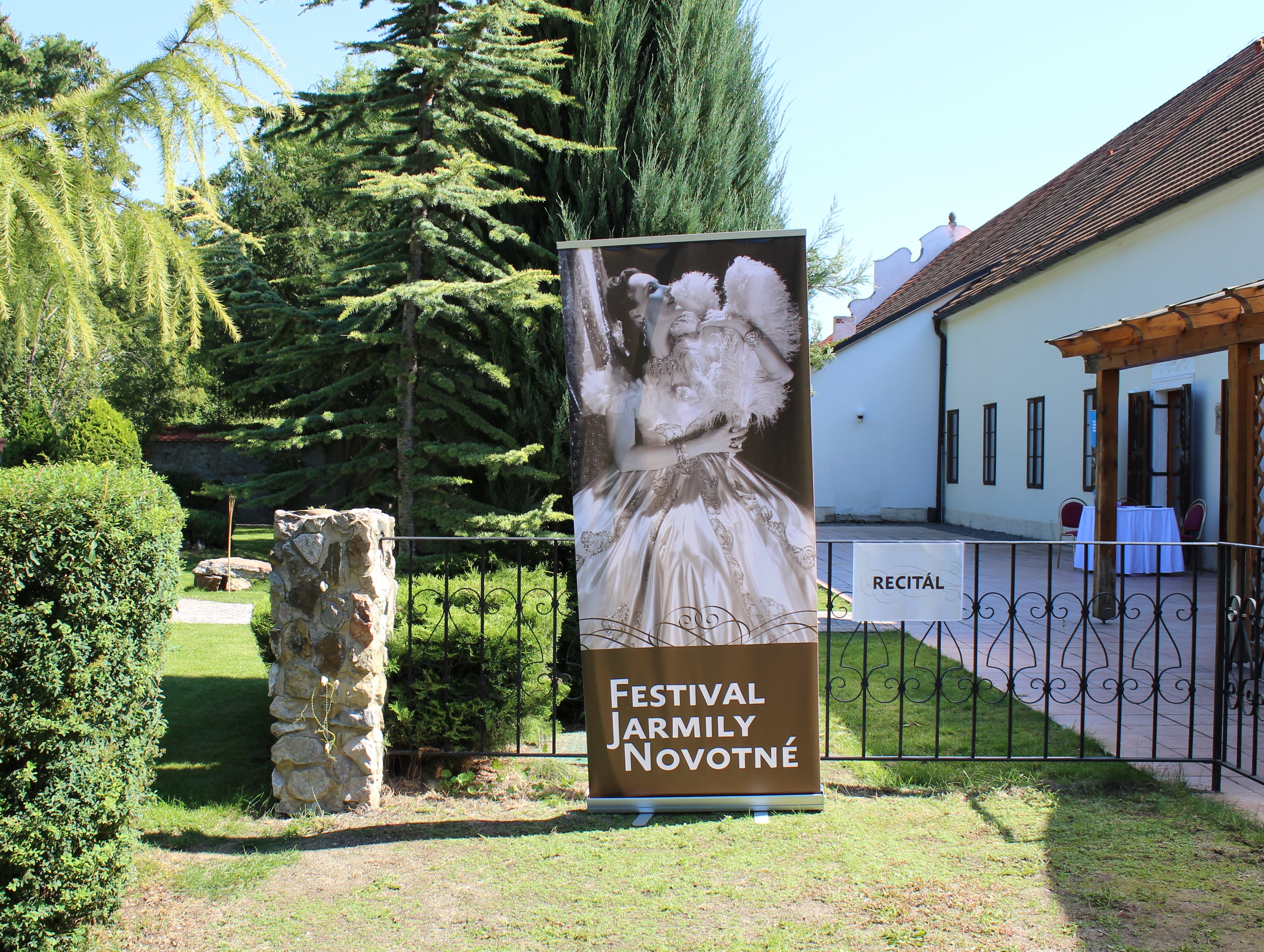
Pocta Jarmile Novotné – zámecký park pod Čechovnou
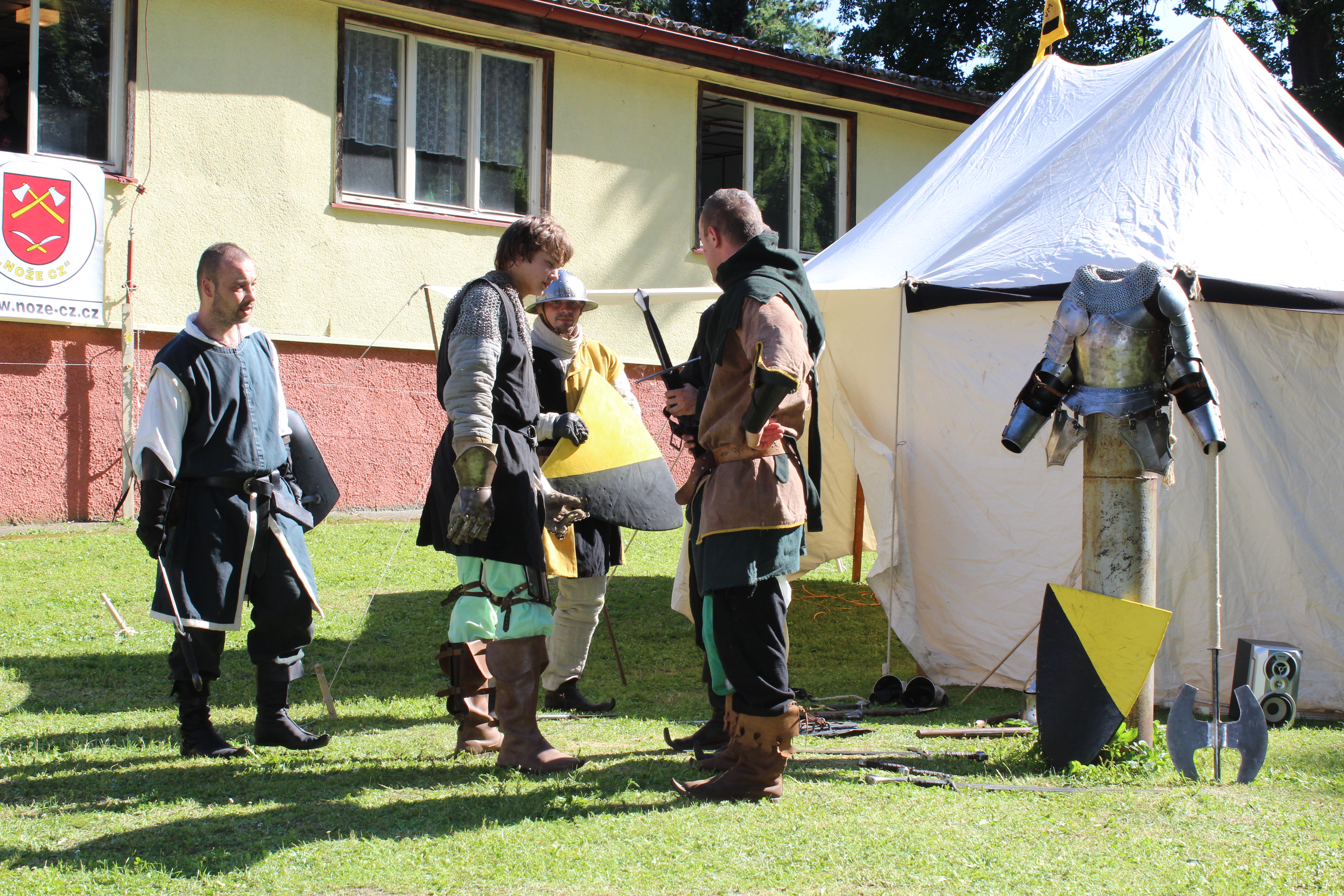
Skupina historického šermu v Areálu Liteň
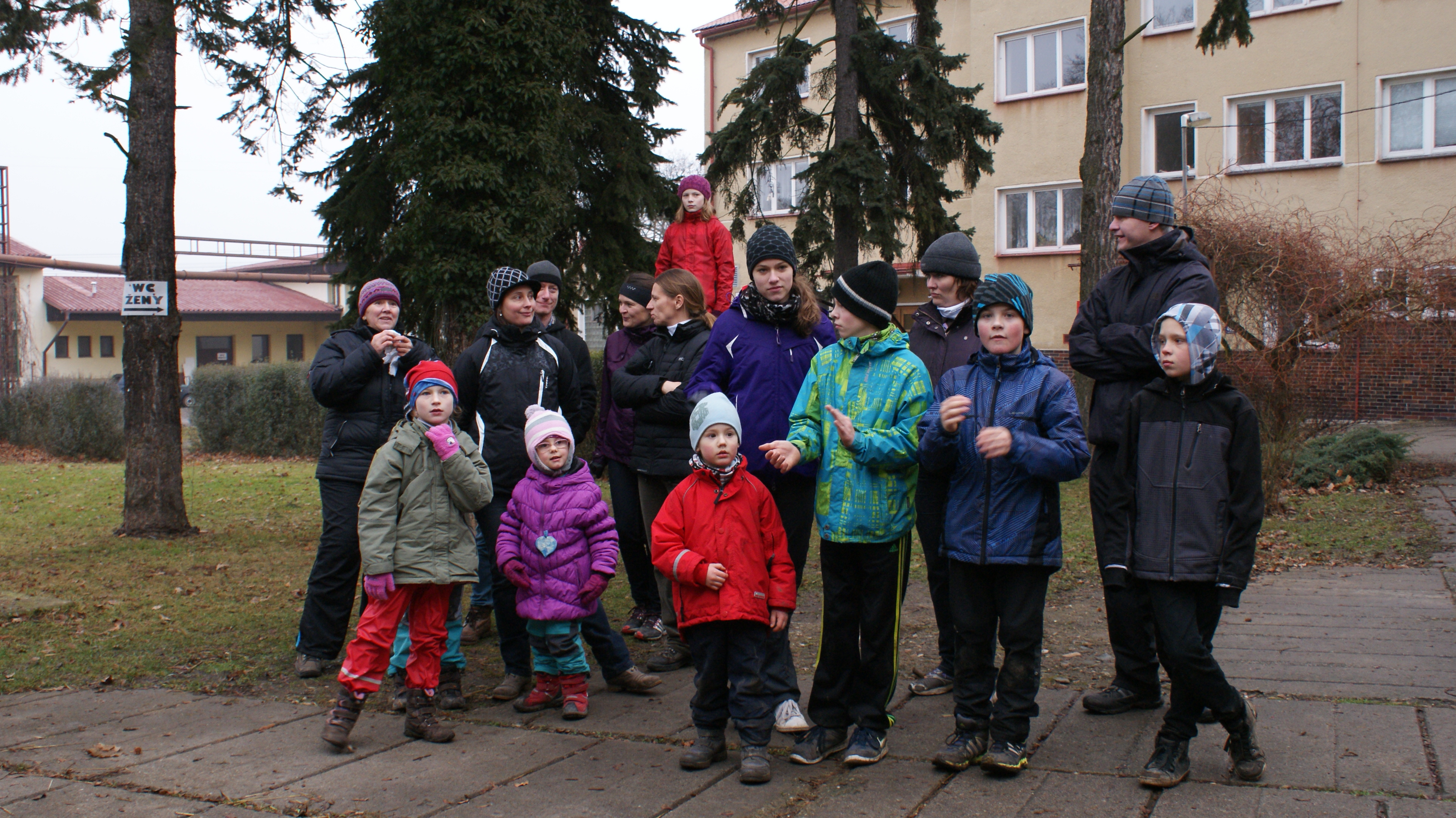
Malí závodníci na Zimním běhu Litní 2014 18. 1. 2014
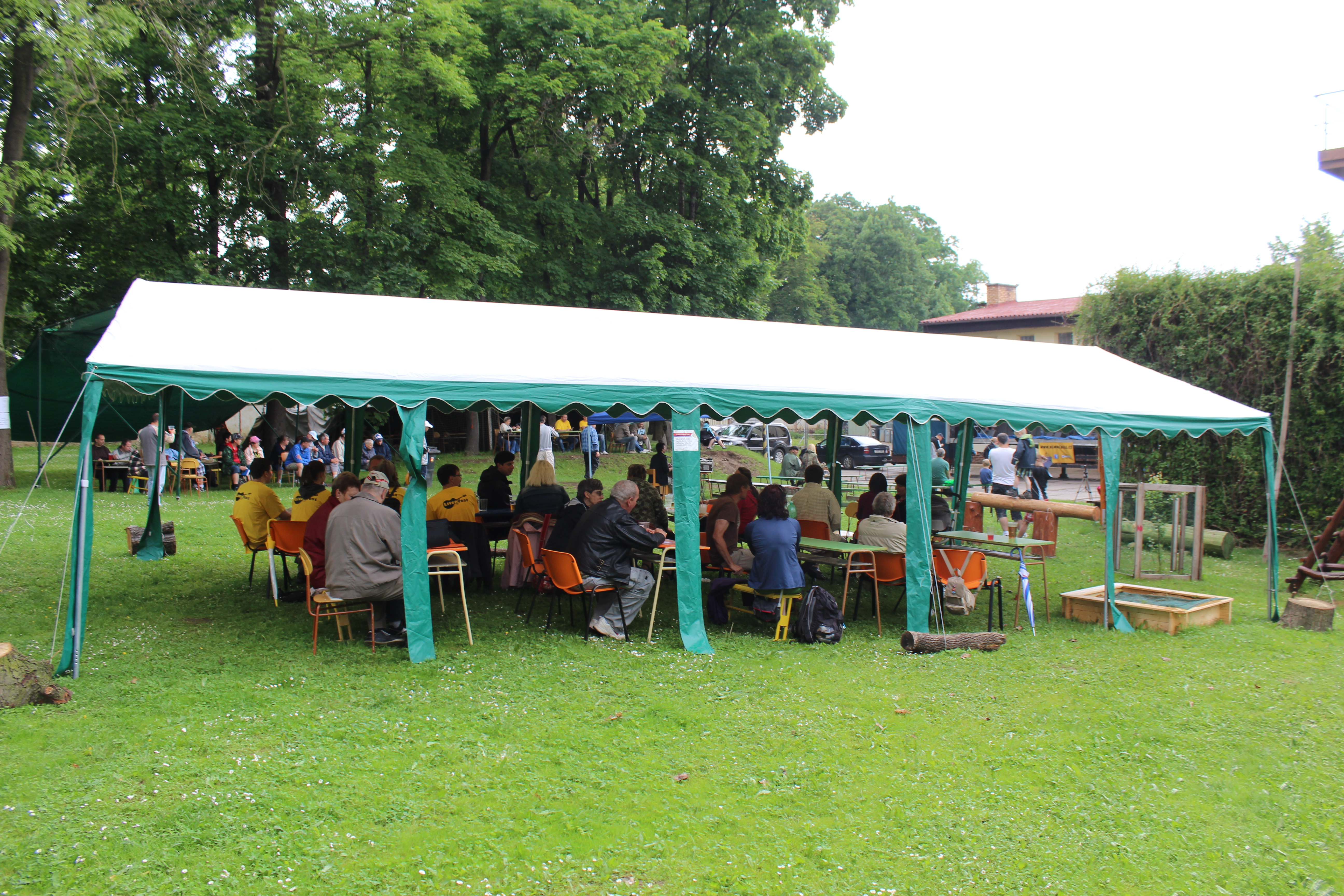
Areál Liteň poskytuje zázemí pro celodenní programy

## Doprava

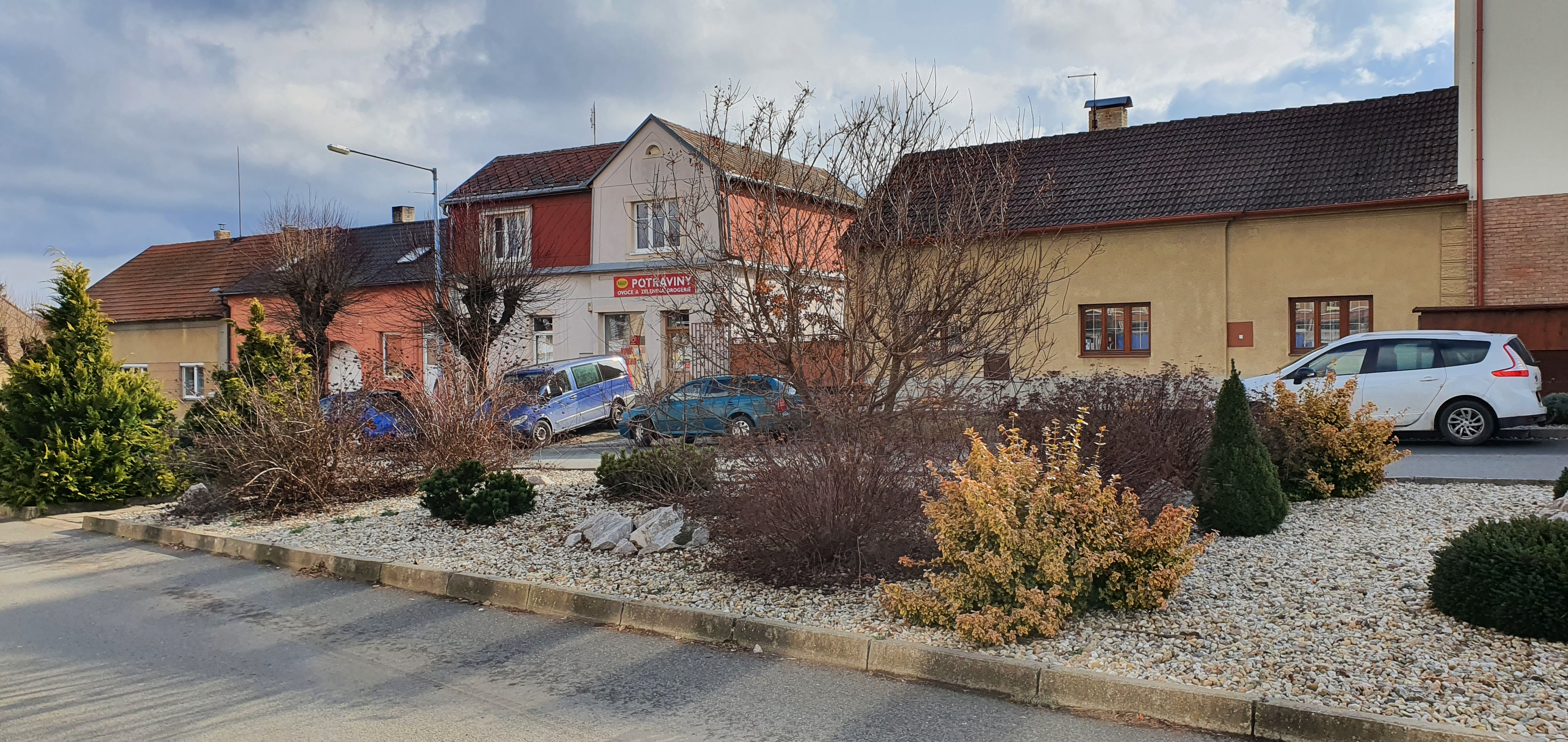
Z liteňského náměstí vede Nádražní ulice

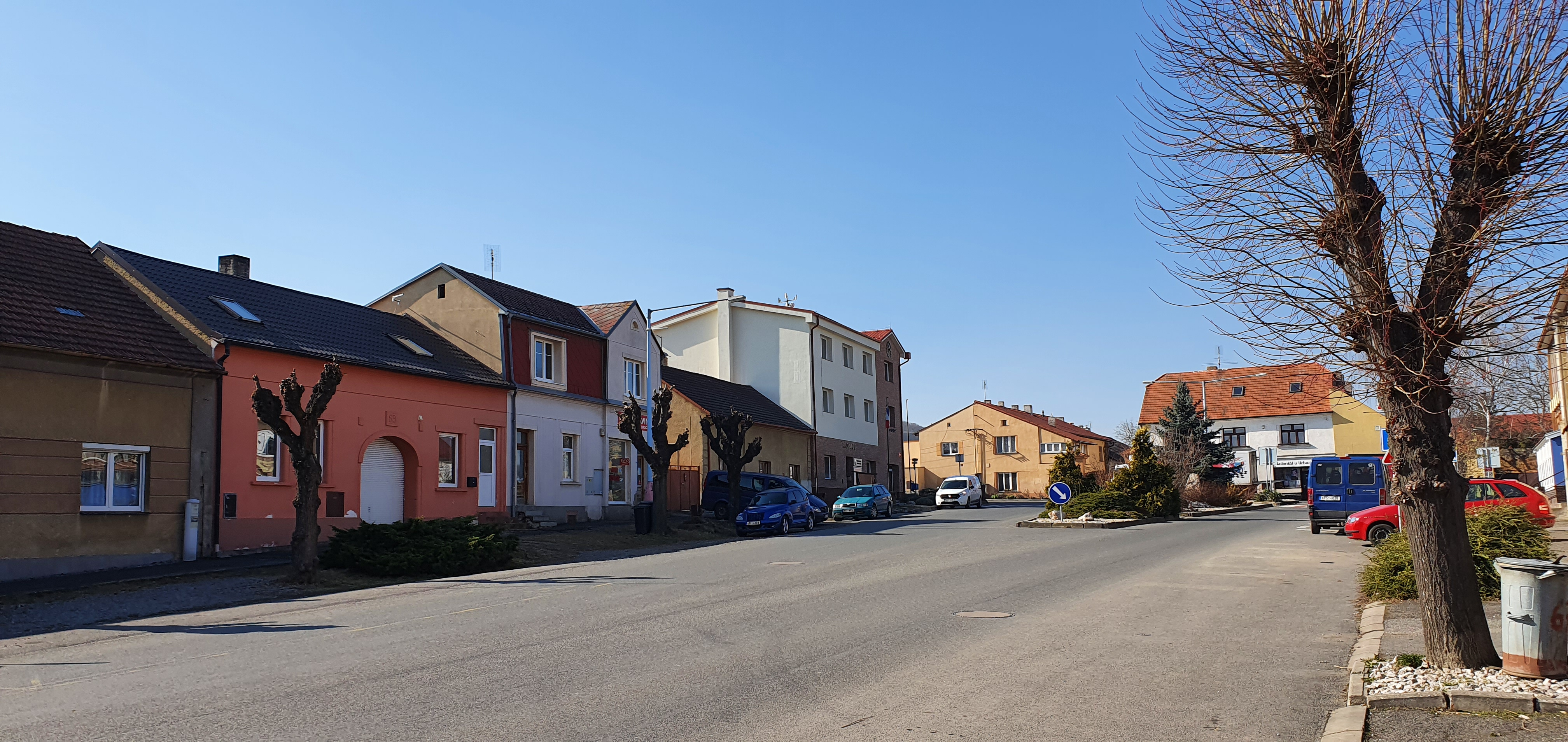

- Pozemní komunikace: Do městyse Liteň vedou silnice III. třídy ze západu ze směru od Berouna, z východu od obcí Svinaře a Zadní Třebaň, ze severu od městyse Karlštejn a z jihozápadu od obce Nesvačily. Centrem Litně z východu na západ prochází hlavní ulice Nádražní, která pokračuje jako Náměstí a na západě u budovy Úřadu městyse Liteň končí křižovatkou ve tvaru T. Na jih od náměstí vede silnice směrem na Nesvačily, na sever pak ulice směrem ke škole a kostelu. Od školy na západ pak směřuje silnice směrem na Beroun a na východ pokračuje ulice Pode Zděmi podél hřbitova a zámecké zdi, kde se otáčí směrem k areálu bývalého učiliště. U čerpací stanice je na Nádražní ulici kolmá ulice Jana Bašty ve směru na Karlštejn. Z křižovatky na hranici Litně je na ulici Jana Bašty kolmá ulice Pode Zděmi, která vede po jejím severním okraji vede kolem mateřské školy, Areálu Liteň a zámecké zahrady směrem ke hřbitovu a parku u kostela sv. Petra a Pavla ulice Pode Zděmi.

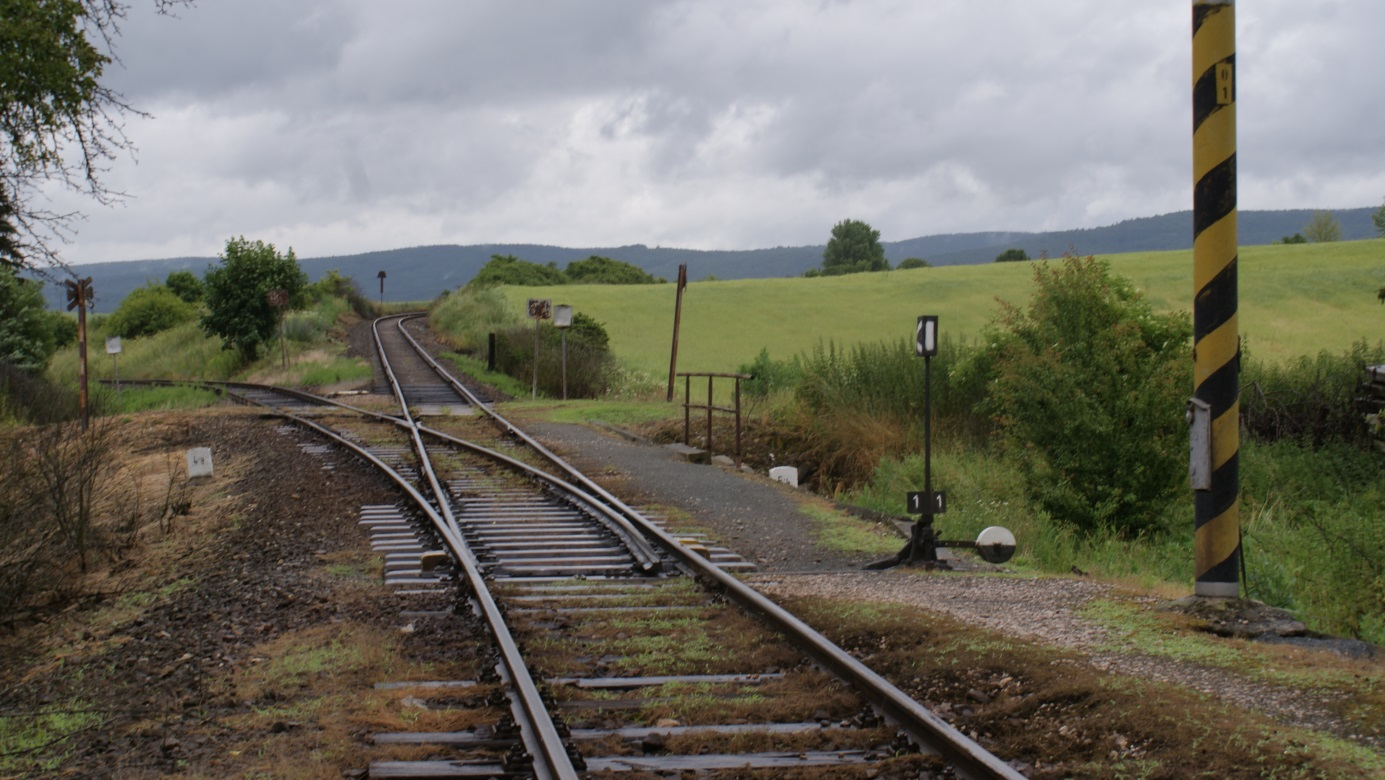
Výhybka pro změnu směru jízdy vlaku v úvraťové stanici Liteň. Vlevo směr Zadní Třebaň, vpravo směr Lochovice

- Železniční stanice Liteň: Liteň protíná železniční trať Zadní Třebaň – Lochovice jako jednokolejná regionální trať. Provoz trati byl zahájen roku 1901. V té době po trati kromě osobních vlaků jezdily i vlaky nákladní zajišťující především dovoz surovin a odvoz zemědělských produktů liteňského velkostatku, jeho pivovaru a lihovaru. Tuto dobu dnes připomínají jen skladovací objekty a nákladová rampa na východním konci nádraží před železničním přejezdem a kolejiště stanice. Tyto skladovací prostory byly v 2. polovině 20. století rozšířeny. Na území městyse Liteň je dodnes v provozu úvraťová železniční stanice Liteň. Budova nádraží již neslouží svému účelu. Zajímavé jsou původní keramické dlaždice pod přístřeškem pro cestující. V úvraťové železniční stanici Liteň vlak mění směr, aby pokračoval v jízdě do cílové stanice. Období parní trakce, kdy musela být parní lokomotiva odpojena a následně připojena na opačný konec vlaku, dnes připomíná kolejiště stanice. Železniční stanice Liteň je zastavením C 2 modré trasy Naučné stezky Liteň otevřené v roce 2013. Panel u nádraží informuje cestující i turisty o historii nádraží i trati. Panel u nádraží seznamuje turisty s historií nádraží a trati i s tím, co to je úvrať v drážní dopravě. V současné době již není stanice obsazena a jízdenky prodává průvodčí ve vlaku.[41]

- V obvodu městyse Liteň je na trati Zadní Třebaň – Lochovice ještě železniční zastávka Běleč. I v Bělči již původní nádražní budova neslouží svému původnímu účelu a cestujícím je k dispozici pouze přístřešek. Železniční zastávka Běleč (stejně jako železniční stanice Liteň) je zastavením A 12 zelené trasy Naučné stezky Liteň otevřené v roce 2013. Panel u nádraží informuje cestující i turisty o historii nádraží i trati Zadní Třebaň – Lochovice.[42]

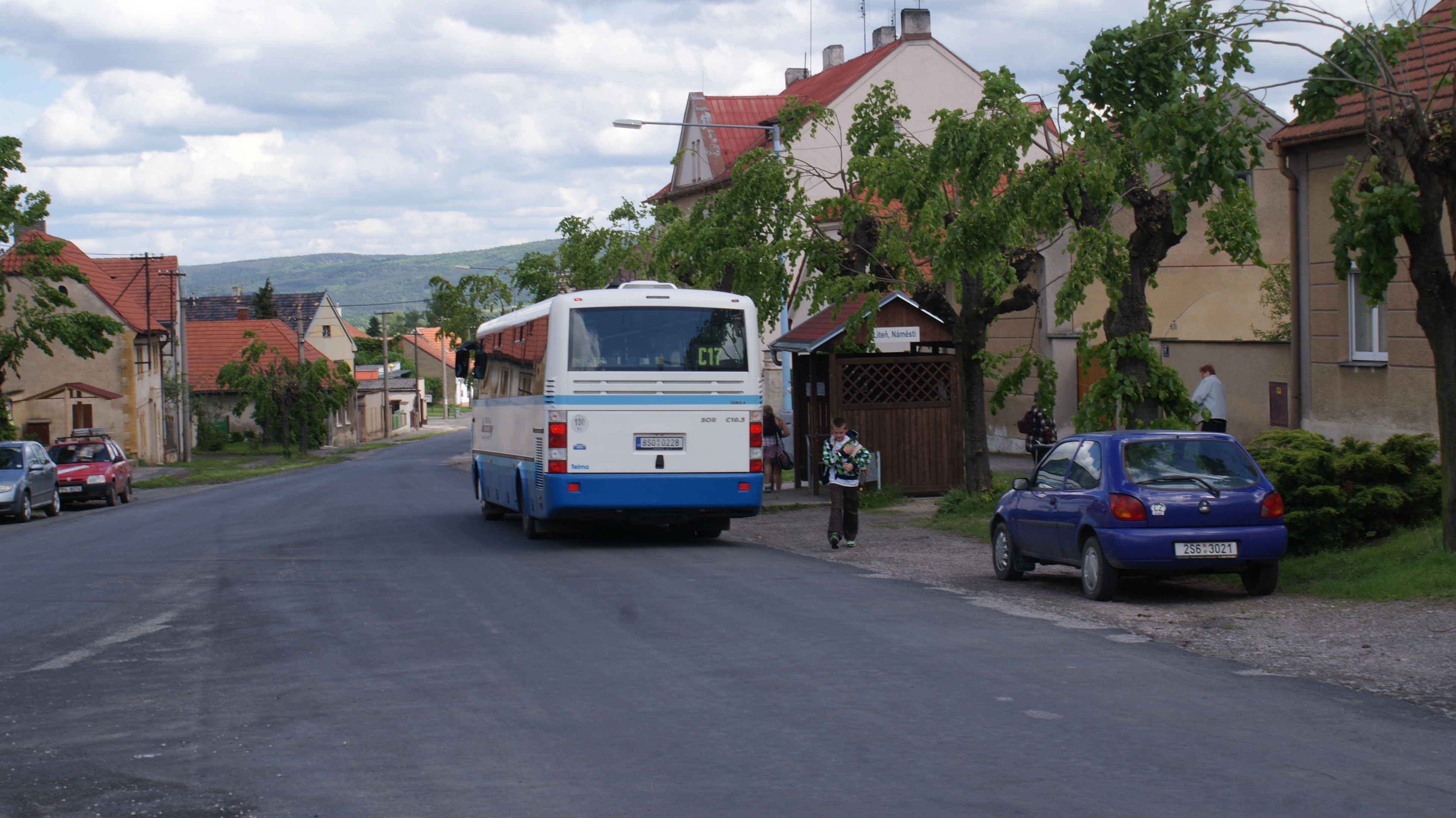
Zastávka autobusu na Náměstí Liteň

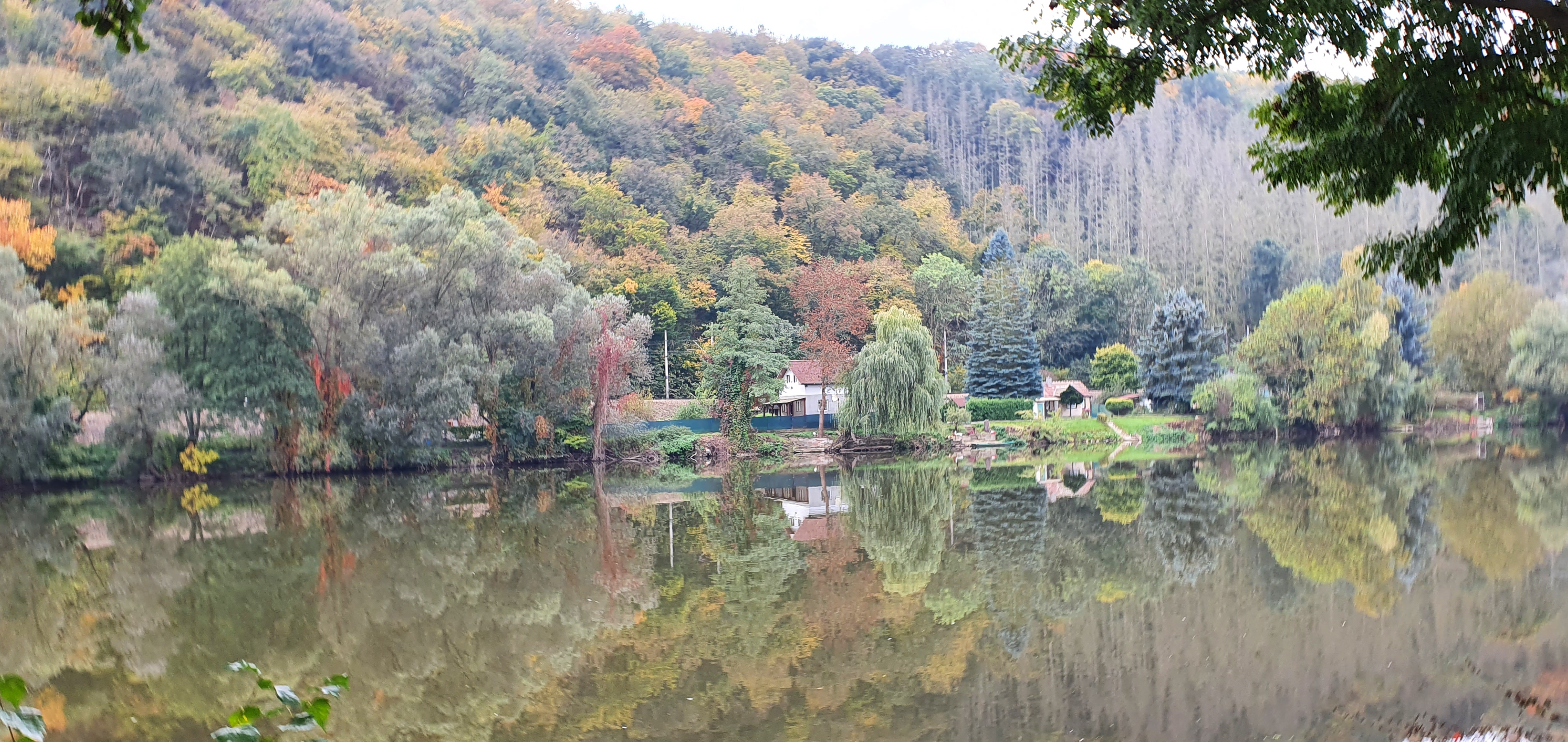
Liteň/Běleč - břeh Berounky

- Autobusová doprava: V městysi měly v roce 2011 zastávku autobusové linky Králův Dvůr – Liteň – Svinaře – Zadní Třebaň (v pracovních dnech 4 spoje), Králův Dvůr – Tetín – Liteň (v pracovních dnech 4 spoje) a Beroun – Zadní Třebaň (v pracovních dnech 3 spoje) Pokrytí autobusovou dopravou zajišťuje společnost Probo Trans, která provozuje 3 linky. které zajišťují spojení obce s místy, odkud obyvatelé Litně dojíždějí za prací a žáci do ZŠ Liteň. V obci je celkem pět autobusových zastávek vybavených jednotně řešenými přístřešky v přírodním provedení.

- Železniční doprava: Po trati Zadní Třebaň – Lochovice jezdilo v roce 2011 v pracovních dnech 8 párů osobních vlaků, o víkendu 7 párů osobních vlaků. Vlaky jedoucí z Litně do Zadní Třebaně mají přípoj na osobní vlaky S na trati Praha–Beroun v obou směrech a jsou uzpůsobeny pro přepravu kol.[43] Na trati Praha–Beroun jsou používány elektrické jednotky 471 City Elefant.[44] přezdívané Hliník, Ešus nebo Ledovec). Dopravu ze Zadní Třebaně do Litně a dále do Lochovic (a zpět) zajišťuje motorový vůz M 810 přezdívaný Autobus. V úvraťové železniční stanici Liteň vlak při vjezdu před stanicí zastaví, průvodčí nastaví výměníkem č. 1 výhybku pro výjezd vlaku ze stanice na druhou příjezdovou kolej. Strojvedoucí se přemístí na stanoviště strojvedoucího na opačném konci vozu. Vlak pokračuje v další jízdě proti směru, ve kterém do stanice přijel.

- V letní sezoně (od června do září) podle zvláštního jízdního řádu od roku 2008 zajišťuje[zdroj?] přepravu na trati Zadní Třebaň – Liteň – Lochovice a dále na Příbram nostalgický Podbrdský motoráček společnosti KŽC Praha. Trať je nazývána podle úvraťové stanice Liteňka. Milovníky železniční historie do Litně zpravidla doveze legendární motorový vůz M 262. Na zpáteční cestě je cílovou stanicí Karlštejn.[45]
- Cykloturistika: Litní vede cyklotrasa: Beroun – Tetín – Koněprusy (Tetín – Koda – Liteň – Pod Vinnou – Koněpruské jeskyně – Havlíčkův mlýn – Beroun – Tetín) o délce 27 km středně náročné trati vhodné pro horská (MBT) kola. [46] Liteň a Berounsko jsou vyhledávaným cílem cykloturistů. Silnice III. třídy ze všech směrů Liteň spojují s hustou sítí cyklotras Berounska, Karlštejnska a Prahy. Region nabízí velký počet turistických cílů a atraktivit přírodních, historických, architektonických a technických. Cykloturisty při volbě jednodenních výletu do okolí Litně orientují čtyři tematické stezky Naučné stezky Liteň, z nichž tři vedou v různých směrech mimo obvod městyse Liteň nebo do vesnic spadajících do obvodu Městyse. Turistická ubytovna a cyklopenzion nabízí pro cykloturisty možnost bezpečného uložení kol. Cílem cykloturistů mohou být též kulturní programy pořádané v Litni.
- Turistika: Litní[47] procházejí turistické trasy vyznačené turistickými značkami, které vytyčuje a udržuje Klub českých turistů.[48] Podle značení Klubu českých turistů je Liteň turistické informační místo číslo BE086.[49]

- : Beroun – Koda – Korno – Liteň – Svinaře – Halouny – Jezírko – Řevnice – Dobřichovice – Všenory – Jíloviště – Trnová – Měchenice
- : Tetín – Tobolka – Vinařice – Liteň – Běleč – Zadní Třebaň – Halouny – Kytín – Malá Svatá Hora – rozcestí (Mníšek pod Brdy)

## Naučná stezka Liteň

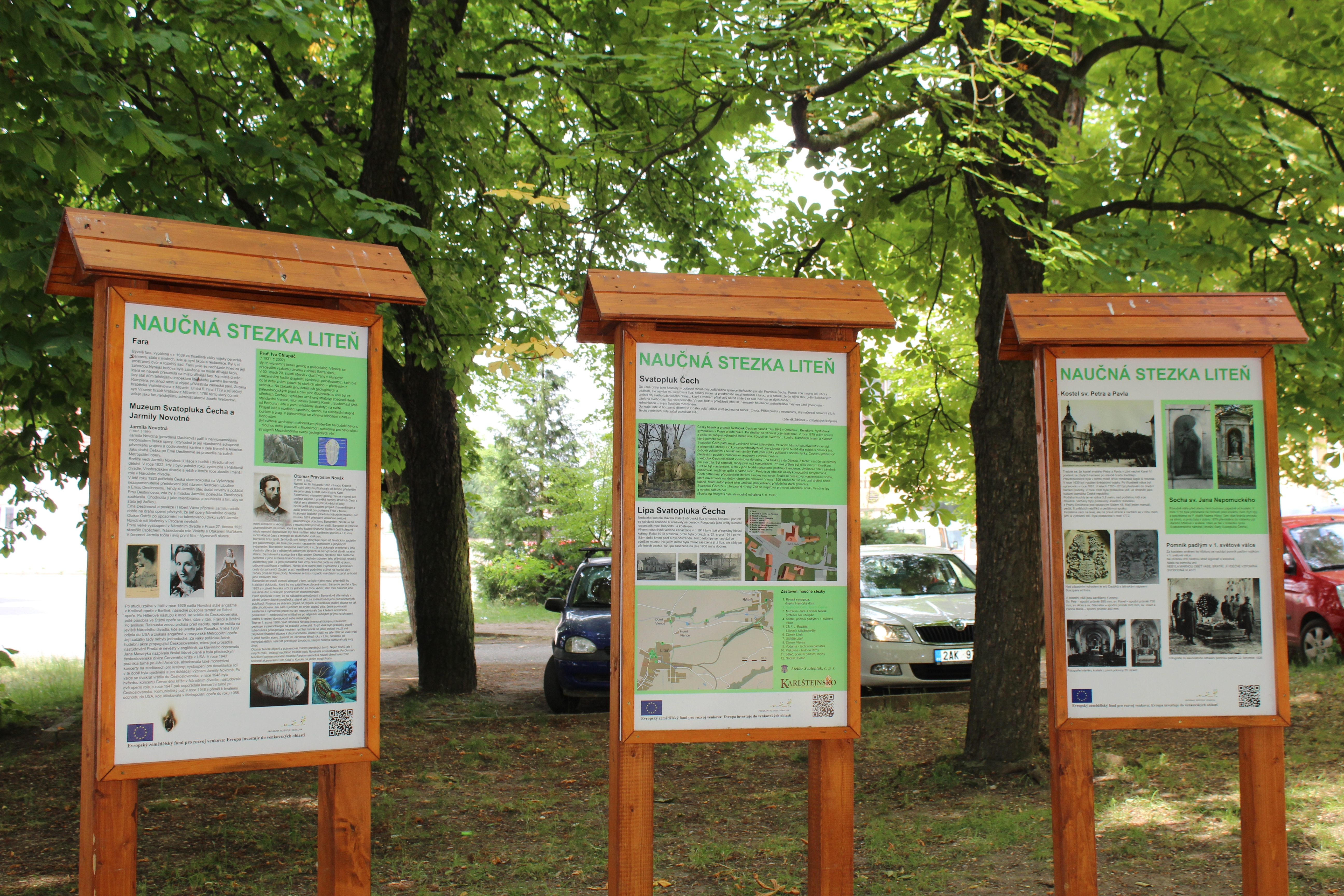
Panely v parku u kostela

Naučná stezka Liteň je vytvořena na území městysu Liteň a obcí v obvodu městyse (Běleč, Vlence) v okrese Beroun a CHKO Český kras. Projekt Naučné stezky Liteň realizovala společnost Atelier Svatopluk, o. p. s., v Litni,  jejímž zakladatelem je městys Liteň. Stezka byla vytvořena s podporou Region Karlštejnsko, o. s., a financována dotací Státního zemědělského a intervenčního fondu z programu Podpory rozvoje venkova ve výši 994 806 Kč. Celkové náklady na realizaci stezky činily 1 048 100,79 Kč. Zařadila se tak k dalším naučným stezkám, které byly v mikroregionu Karlštejnsko již vytvořeny. Obsahová příprava a instalace panelů se uskutečnila v průběhu roku 2013. Realizace naučné stezky proběhla v těchto fázích: výběr témat zastavení, výběr míst pro instalaci informačních panelů a stavební řízení, výběrové řízení, výroba a instalace panelů, sazba textů a fotografií na informační panely, výroba plastových informačních tabulí a jejich osazení na panely v terénu. Vlastní realizaci provedla jako veřejnou zakázku malého rozsahu v termínu od 1. 6. do 31. 10. 2013 firma Ing. Vladimír Glaser podle smlouvy o dílo uzavřené s Atelier Svatopluk, o. p. s., dne 20. 5. 2013.
V rámci projektu Naučné stezky Liteň byly vytištěny a distribuovány propagační materiály, především mapky s vyznačením čtyř tematických stezek a jejich zastavení. Obsah informačních panelů naučné stezky byl v roce 2014 zveřejněn v digitální podobě na Internetu. Průběh přípravy stezky a instalace informačních panelů byl průběžně dokumentován. Informace o zprovoznění stezky byly průběžně poskytovány serverům specializovaným na propagaci naučných stezek.
Naučná stezka Liteň je tvořena čtyřmi tematickými barevně odlišenými stezkami: modrá, zelená, červená a žlutá. Na panelech a digitální prezentaci jsou stezky značeny velkými písmeny A (zelená), B (žlutá), C (modrá), D (červená) a pořadovým číslem zastavení v každé ze stezek. Nejvíce zastavení má zelená stezka (12), žlutá (7), modrá (4), červená (4). Začátek stezek je na Náměstí v Litni, kde jsou panely Vítejte v Litni a Špejchar označený jako 0. Zastavení naučné stezky jsou značena dřevěnými panely s informacemi a fotografiemi. Trasa stezky je vyznačena barevnými kovovými směrovkami podle barvy každé ze stezek. Každá z tematických stezek nabízí zajímavý program na jednodenní výlet.
Naučná stezka Liteň je svým zaměřením určena všem turistům a návštěvníkům městyse Liteň a jeho nejbližšího okolí. Zastavení těchto stezek upozorňují na historické, architektonické, přírodní a technické pozoruhodnosti Litně a okolních obcí. Tím naučná stezka oslovuje zájemce o všechny kategorie atraktivit.
Největší počet zastavení je v parku u kostela sv. Petra a Pavla (dříve Svatopetrské náměstí). Park u Liteňského pomníku byl v roce 2013 nově upraven a proti pomníku jsou tři informační panely Naučné stezky Liteň k zastavením Zámek, Svatopluk Čech, kostel sv. Petra a Pavla a Základní škola Františka Josefa Řezáče v Litni.

### Vítejte v Litni

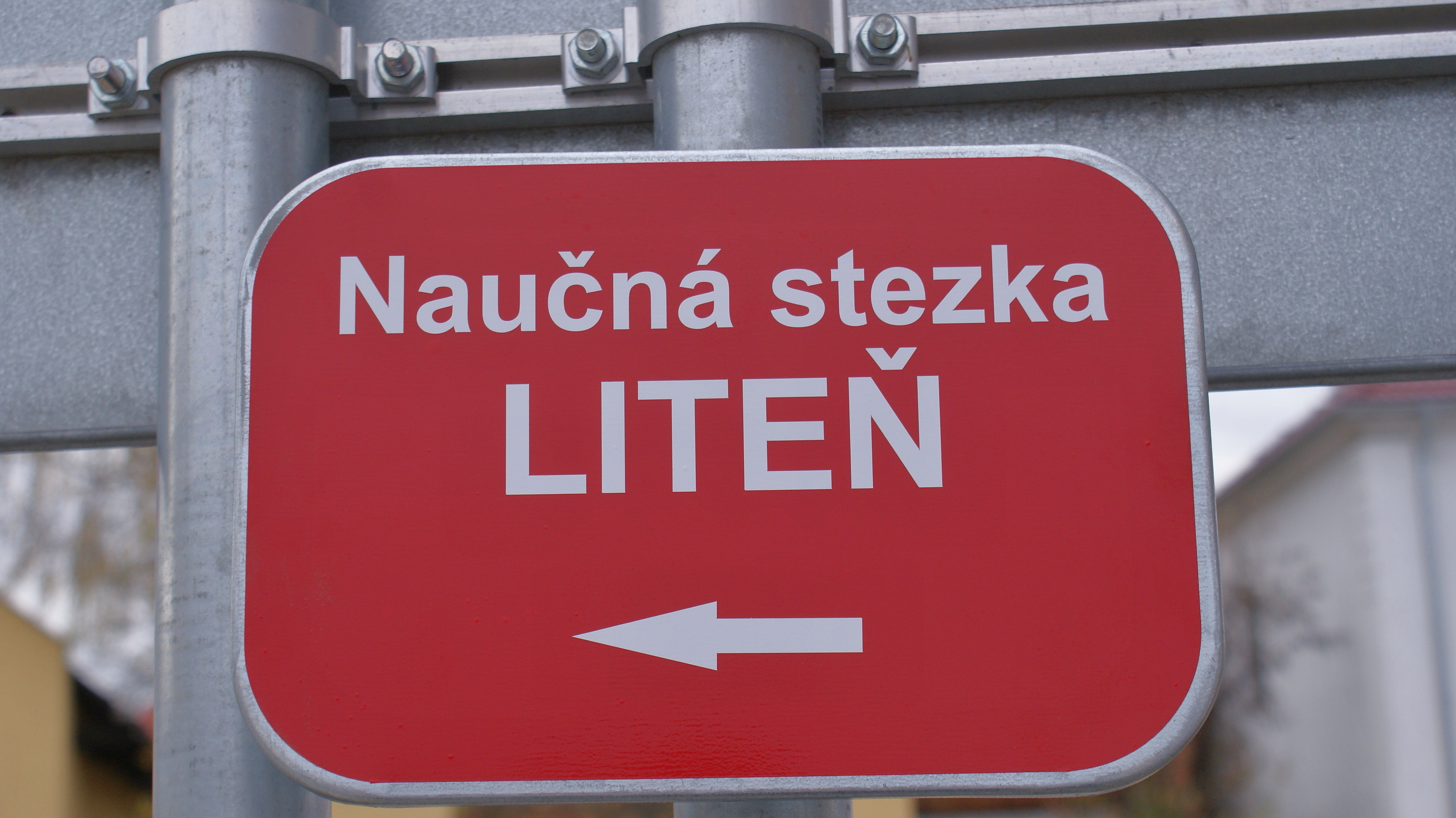
Značení červené stezky

Výchozím bodem všech čtyř stezek je Náměstí v Litni. Zde je také zastavení 0 Špejchar. Jednotlivé stezky nabízejí návštěvníkům tato zastavení:
Zelená stezka
A1. Synagoga, A2. Svatopluk Čech, A3. Muzeum, A4. Kostel, A5. Škola, A6. Zámek, A7. Učiliště, A8. Vlence, A9. Vodárna, A10. Pískovna, A11_1. Pomník, A11_2. Mlýny, A12. Nádraží Běleč
Žlutá stezka
B1. Obora, B2. Skuhrov, B3. Mlýny, B4. Leč, B5. Obora, B6. Babka, B7. Hřbitov
Modrá stezka
C1. Čechovna, C2. Nádraží Liteň, C3. Kapličky, C4. Hrobka rodiny Daubkovy
Červená stezka
D1. Vyhlídky Liteň, D2. Skuhrov, Hatě, D3. Obora, D4. Korno

## Pamětihodnosti

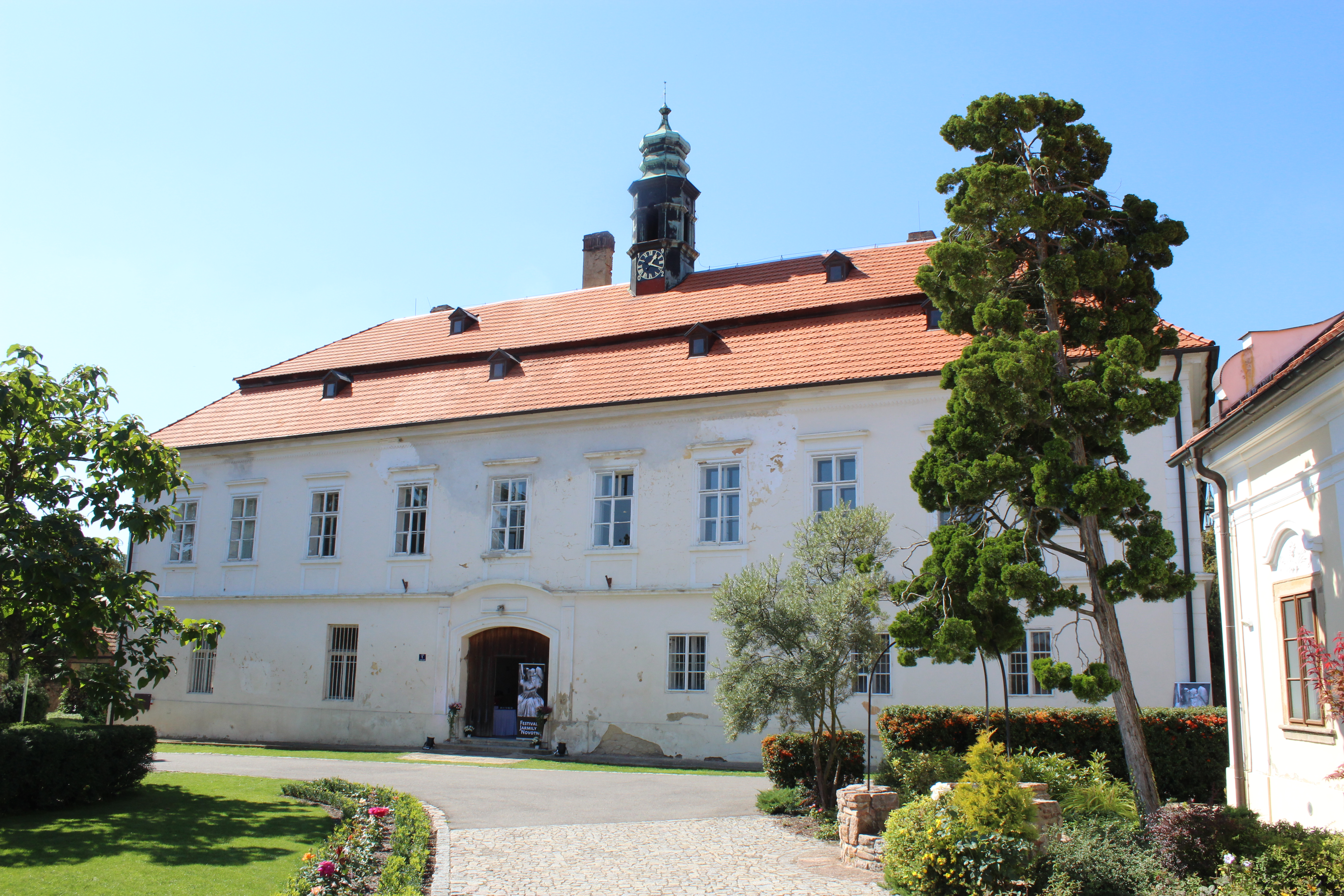
Zámek v Litni

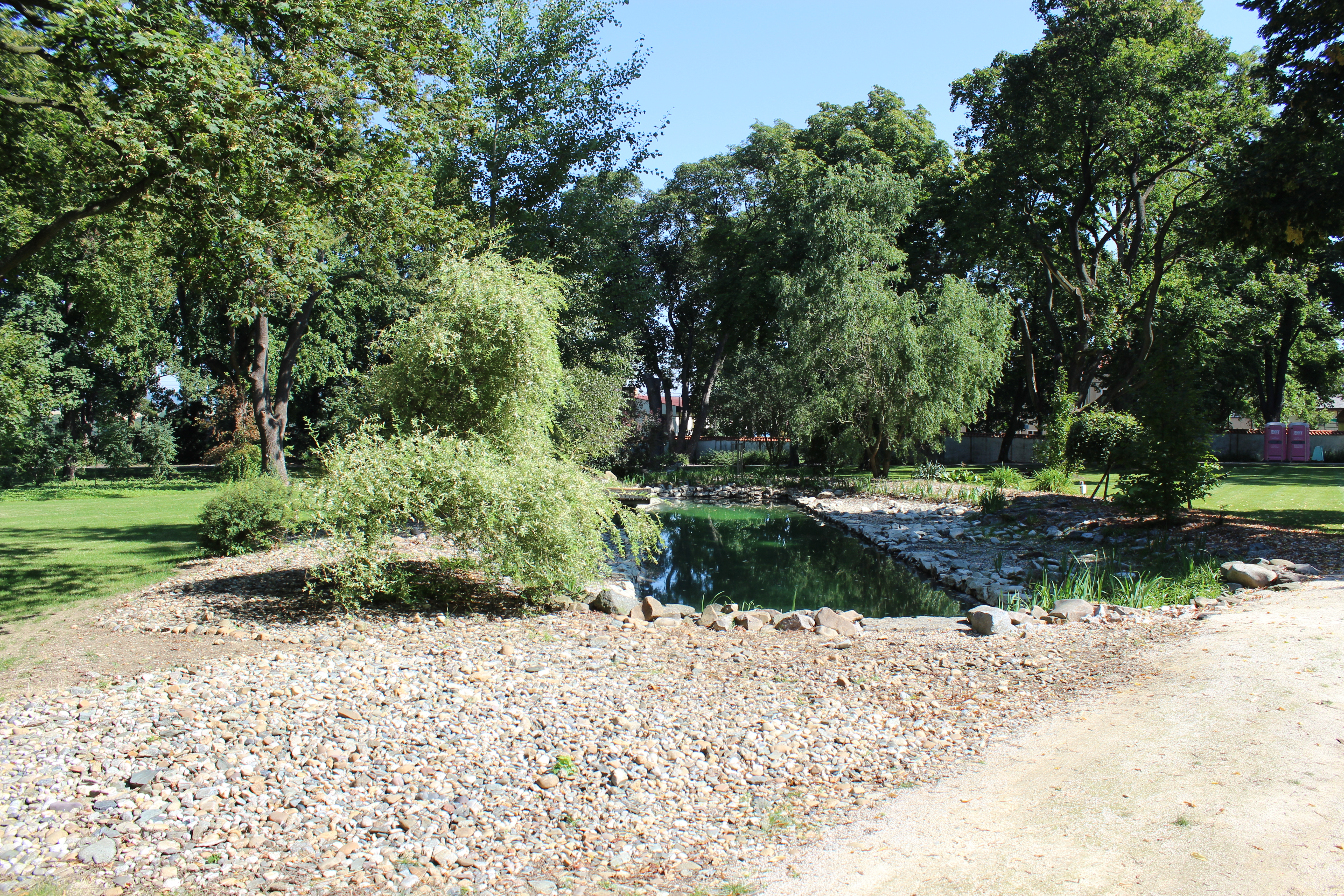
Jezírko v zámeckém parku

- Zámek Liteň (čp. 1) byl založen 1195 jako tvrz. Po roce 1648 byl přestavěn do barokní podoby a získal současnou dispozici. Zámek tvoří jednoposchoďová budova obdélníkového půdorysu se čtyřmi křídly a atriem. Barokní sloh je zastoupen mansardovou střechou ozdobenou věžičkou. Vnější výraz zámku vytváří bílá klasicistní fasáda s charakteristicky rytmizovanými okny. Výzdobu oken tvoří ve štuku šambrány a suprafenestry. Na zdi západního křídla jsou dvě okna iluzivní. První poschodí zámku sloužilo reprezentačním účelům a byla zde instalována sbírka obrazů významných autorů (Hynais, Brožík, Švabinský a další). Po znárodnění v roce 1949 byla pro účely středního odborného učiliště provedena řada znehodnocujících zásahů (v roce 1893 měl zámek 42 místností, v roce 1990 pouze 28). Zachovaly se však stropní fresky, jejichž autorem Quido Mánes a kazetové podlahy v prvním patře. Významnou érou zámku je panství Daubků po roce 1850, kdy se stal centrem moderně koncipovaného velkostatku. První z Daubků byl i významným politickým činitelem české společnosti 2. poloviny 19. století. Proto zámek hostil řadu významných osobností té doby. V této tradici pokračoval i poslední z Daubků – Jiří v období před druhou světovou válkou. Po roce 1948 byl zámek vyvlastněn. Po roce 1989 byl zámek vydán v restituci[57] a později prodán. Současný vlastník provádí postupně obnovu budovy zámku, přiléhajících hospodářských budov a parku. Zámek je společně se zámeckým parkem a dalšími budovami a pozemky v parku a hospodářském dvoře (zahrada, ohradní zeď vč. torza domku oranžérie, salla terrena, oranžérie, budova hosp. dvora čp. 150, úřednický dům čp. 187, budova hosp. dvora, špýchar, kovárna, studna, brána I. a II.) zapsán v Ústředním seznamu kulturních památek ČR pod rejstříkovým číslem 19638/2-341 s účinností od 3. 5. 1958.[58]

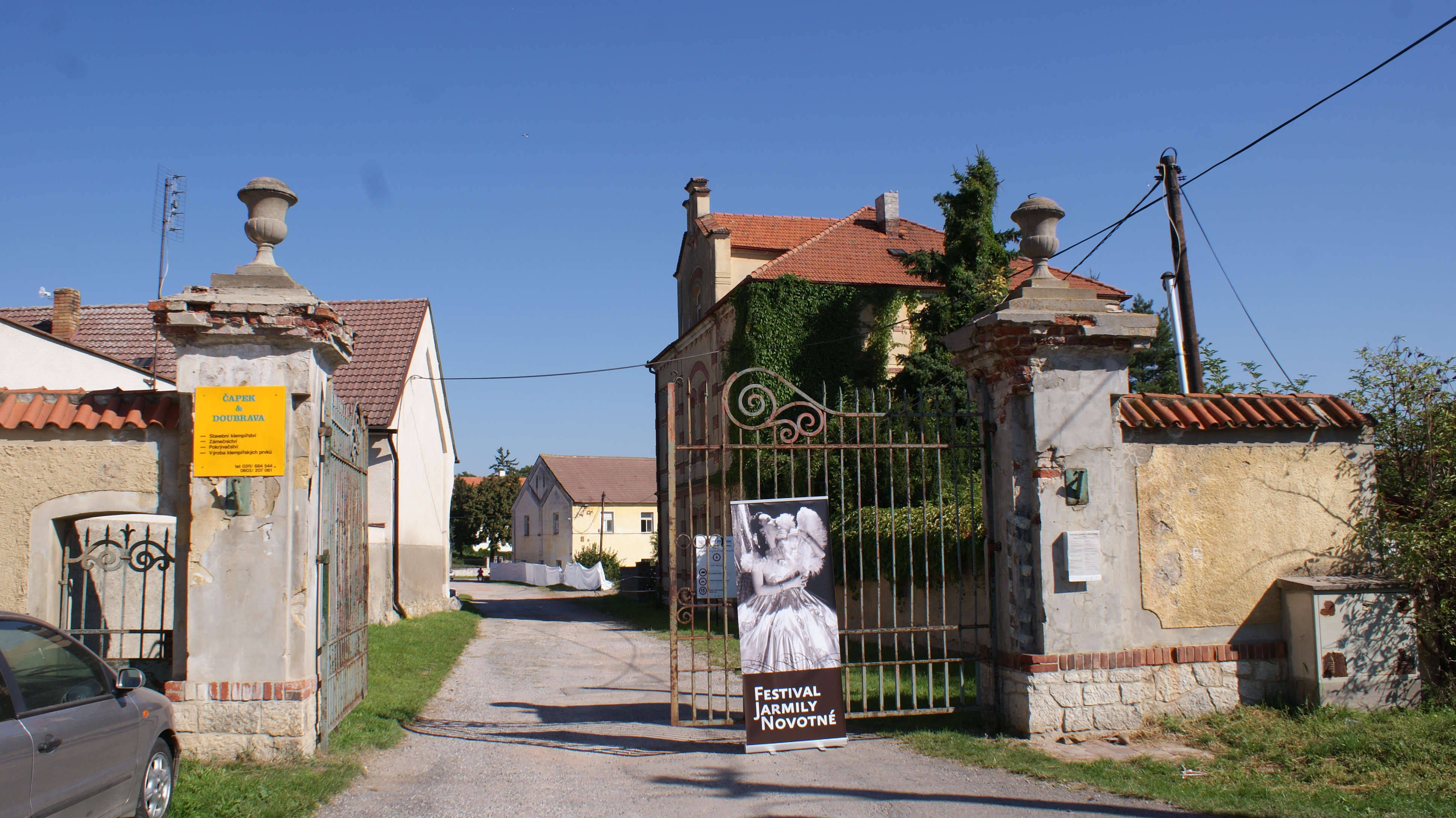
Brána Statku Liteň z Nádražní ulice

- Zámecký park v Litni. Na sever k zámku přiléhá francouzský park založený při barokních úpravách. Na severní straně je park uzavřen severní stěnou zámku a částečně severní stěnou budovy Čechovny, na západě směrem ke kostelu a hřbitovu a na severu ohradní zdí, která park odděluje od ulice Pode Zděmi. Na východě je park ohraničen zdí, která jej odděluje od areálu bývalého Středního odborného učiliště. V této zdi jsou na severním a jižním konci patrné zazděné vchody do areálu, které původně obě plochy spojovaly. V období 50.–70. let byla z parku funkčně a stavebně oddělena plocha areálu učiliště. V parku roste větší počet vzrostlých stromů. Výsadba nových stromů po roce 1990 je spojována s patronátem uměleckých osobností účastnících se festivalu Pocta Jarmile Novotné. Poprvé zasadil nový strom v roce 2012 americký herec John Malkovich, dále prof. Jiří Bělohlávek, v rámci 3. ročníku festivalu pěvci Martina Janková, Dagmar Pecková, Štefan Margita a Adam Plachetka.[59] V parku jsou stavby a části typické pro barokní zámky a parky. U západní zdi směrem ke kostelu je sala terrena. Pod severní stranou zámku je ve svahu vytvořena grotta, pod kterou je upraven prostor amfiteátru využívaného při koncertech. Podobné terénní úpravy jsou pod terasou Čechovny. Další architektonicky zajímavou stavbou je oranžérie. V centrálním trávníku parku je umělé jezírko. Po obvodě parku jsou upraveny cesty stíněné vzrostlými stromy. Plán parku z roku 1922 však uvádí podstatně více cenných druhů stromů. V letech 2012 a 2013 byla zahájena revitalizace parku. Ohradní zdi jsou zdobeny zvířecími figurami.[60]
- Hospodářský dvůr nazývaný Statek Liteň. Jak bylo běžné u českých tvrzí a později zámků, přiléhal k nim hospodářský dvůr jako průchozí předpolí tvrze nebo zámku. Hospodářský dvůr liteňského zámku je situován na východ od zámku. Budova správcovského domu Čechovna sousedí s bývalou sýpkou. Na severní straně tvoří jeho hranici areál Středního odborného učiliště, na východě zástavba v ulici Jana Bašty a na jižní Nádražní ulice, ve které je stále používaná hlavní brána. Ve starší době zde vznikla kovárna a další řemeslnické dílny. Pro zemědělskou produkci a skladování sloužily hovězí, koňské a volské stáje, sýpka a budovy správní. V 19. století v době rozvoje a modernizace velkostatku v 2. polovině 19. století zde byl postaven pivovar se sladovnou, lihovar, bednářská dílna na výrobu sudů a působila zde i lihovarnická škola. O významu lihovarnické školy ve své době svědčí fakt, že byla první školou tohoto zaměření v Předlitavsku a že její zakladatel Josef Šebestián Daubek[61] na jejím založení spolupracoval s profesorem Karlem Kruisem, profesorem kvasné chemie a fotografie na pražské polytechnice, průkopníkem mikrofotografie pod UV světlem a autorem patentu na lisované droždí z cukrové řepy. Kruis zde také po určitou dobu po roce 1881 působil a prováděl výzkum.[62] Vznikl tak rozsáhlý výrobní prostor v centru městyse s vlastními vnitřními komunikacemi a dvory. Stavby, o které byl hospodářský dvůr v 19. století rozšířen jsou situovány v blízkosti železniční stanice na trati do Třebaně a Lochovic, která plánována a realizována v letech 1892–1901. Budovami pivovaru a lihovarnické školy je v zástavbě centra Litně zastoupena typická industriální architektura konce 19. a počátku 20. století.[63]

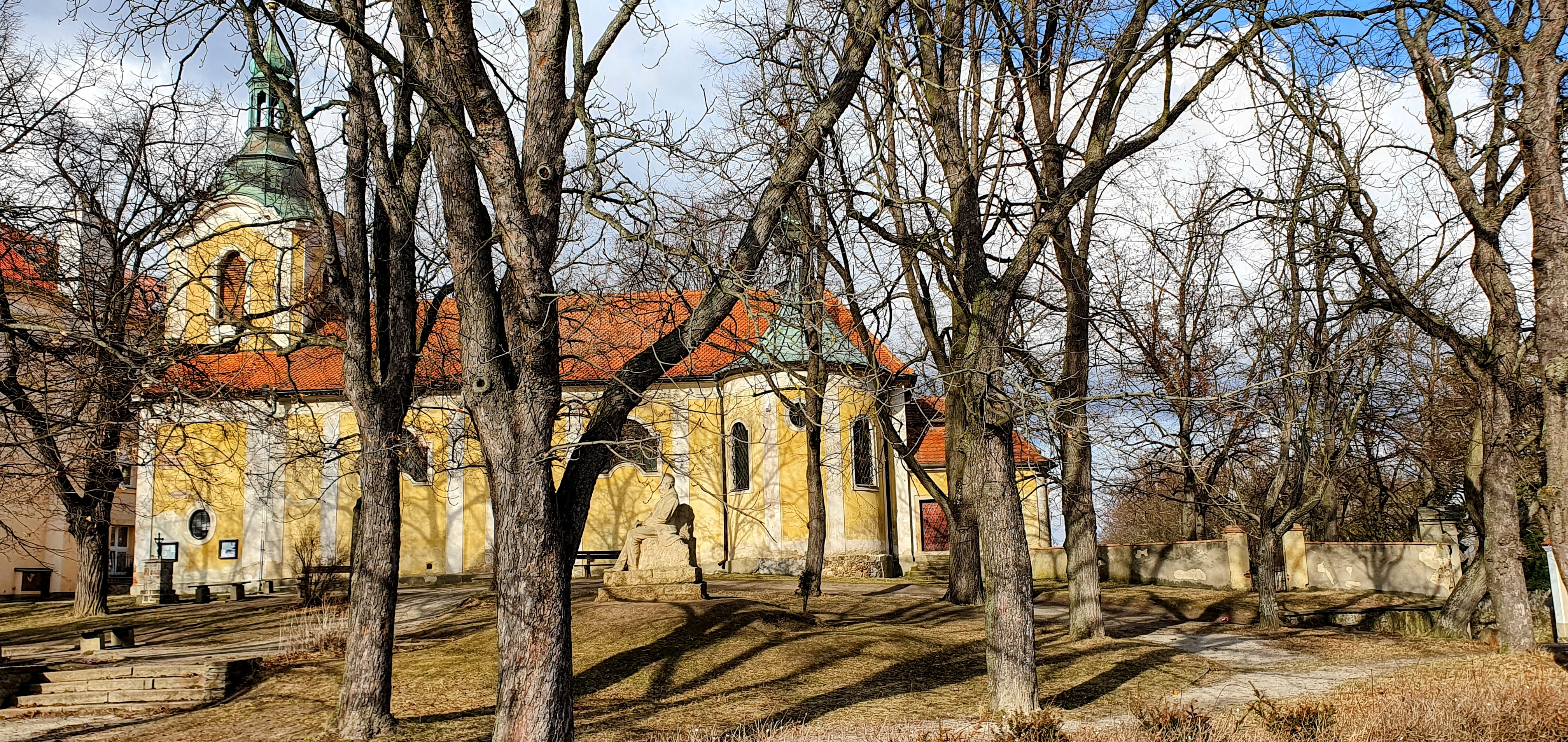
Kostel sv. Petra a Pavla v Litni

- Kostel sv. Petra a Pavla v Litni. Původně gotický kostel byl vystavěn 1352–1357. Za třicetileté války byl v roce 1639 zcela vypálen Švédy. Roku 1661 musel být znovu postaven v barokním slohu. V letech 1756–1767 byl jednolodní kostel obdélníkového půdorysu se čtvercovým presbytářem rozšířen o sakristii na severní straně a o půlkruhové a přístavky po stranách. V letech 1800 a 1880 byl opravován. V roce 1892 upraven v novorománském slohu. V roce 1906 byla přistavěna věž a průčelí upraveno novobarokně. Při těchto úpravách byla snesena dřevěná zvonice na jižní straně kostela. Na kruchtě jsou varhany z roku 1906 instalované při přístavbě kostelní věže. Erb Daubků nad vchodem kostela s heslem Suscipere finire (Omezit závazky) připomíná jejich podporu kostela a financování jeho úprav a rozšíření v letech 1880–1906. U na jižní zdi kostela v zahradě stojí pomník padlým v první světové válce. V jižní zdi kostela jsou zazděna torza náhrobních kamenů. V ohradní zdi kostela v parku jsou zazděny kamenné segmenty ze Staroměstské radnice v Praze. Kostel sv. Petra a Pavla je společně s ohradní zdí a výklenkovou kaplí se sochou sv. Jana Nepomuckého zapsán v Ústředním seznamu kulturních památek ČR pod rejstříkovým číslem 19453/2-343 s účinností od 3. 5. 1958.[64]
- Kaple svatého Jana Nepomuckého. V ohradní zdi za kostelem v ulici Pode Zděmi je výklenková kaple sv. Jana Nepomuckého.[65]

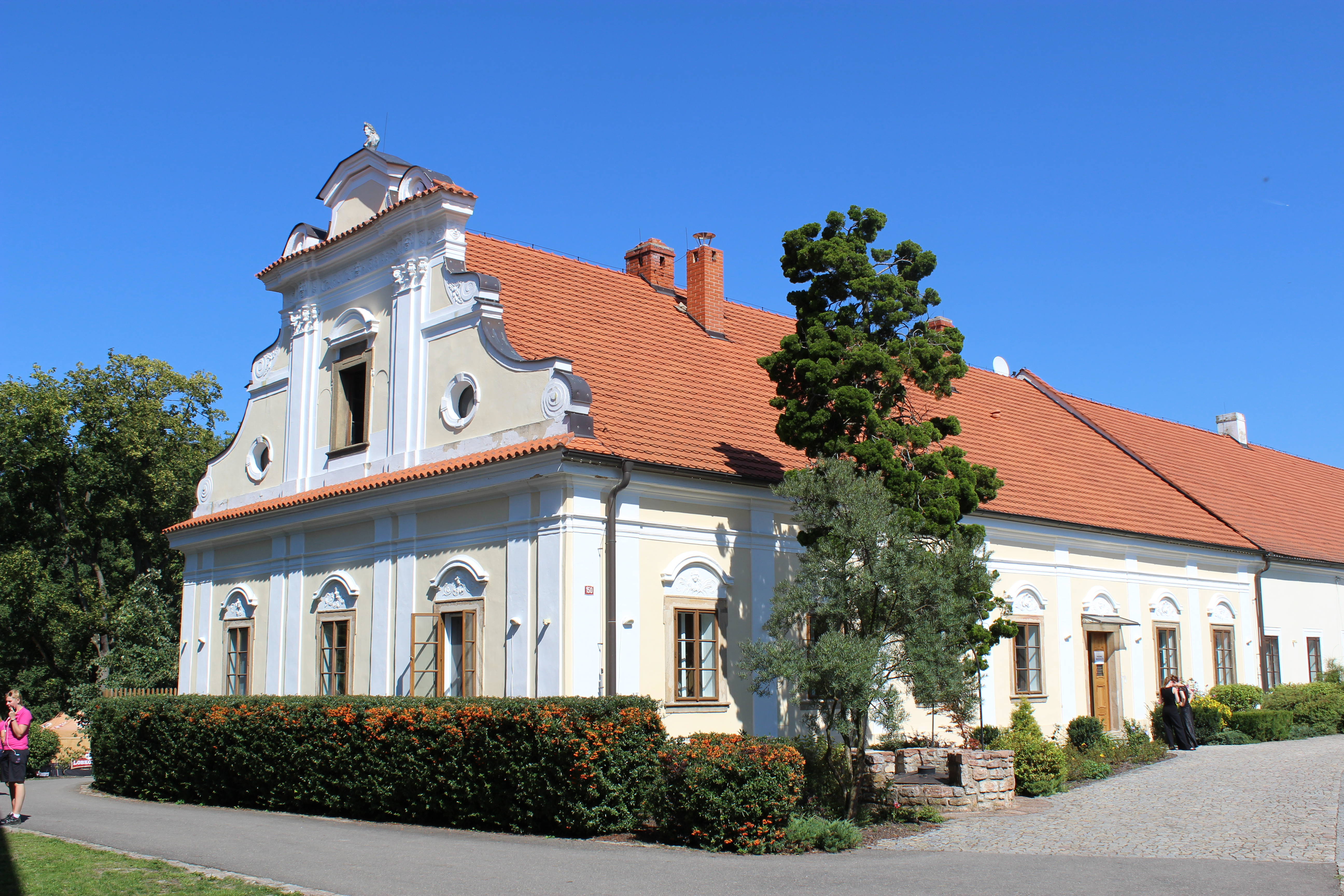
Čechovna

- Čechovna. Dům šp. 150 u liteňského zámku sloužil pro správce liteňského panství. Přízemní budova je situována východně naproti budově zámku a uzavírá západní křídlo hospodářského dvora, kde navazuje na budovu bývalé sýpky. Z jihu budova uzavírá východní část zámeckého parku. Čechovna pocházející z poloviny 18. století patří prvky vrcholného baroka mezi nejcennější stavby zámeckého areálu. Hodnotné je zejména trojosé západní průčelí s bohatě zdobeným volutovým štítem. Po celkové precizní rekonstrukci vyniká výtvarná štuková výzdoba fasády, především šambrány a suprafenstry oken. V tomto domě část svého dětství prožil básník a spisovatel Svatopluk Čech (21. únor 1846 – 23. únor 1908). Jeho otec František Jaroslav Čech (1817 Peruc – 1877 Slupka, Bukovina), panský hospodářský správce a český vlastenec,[66] byl správcem liteňského panství. Podle toho je také dům tradičně nazýván Čechovna. Básníkova dětská léta v domě připomíná jeho pamětní deska z roku 1925 s reliéfem jeho hlavy a nápisem „ZDE ŽIL SVATOPLUK ČECH. OD 1853–1856“. V meziválečném období Čechovnu užíval k bydlení majitel panství Jiří Daubek a jeho manželka pěvkyně Jarmila Novotná. Dům není veřejnosti přístupný. V rámci Festivalu Jarmily Novotné a při dalších kulturních programech se zde konají koncerty, přednášky a diskuse. Čechovna je spolu se zámkem zapsána v Ústředním seznamu kulturních památek ČR pod rejstříkovým číslem 19638/2-34 s účinností od 3. 5. 1958.[67]

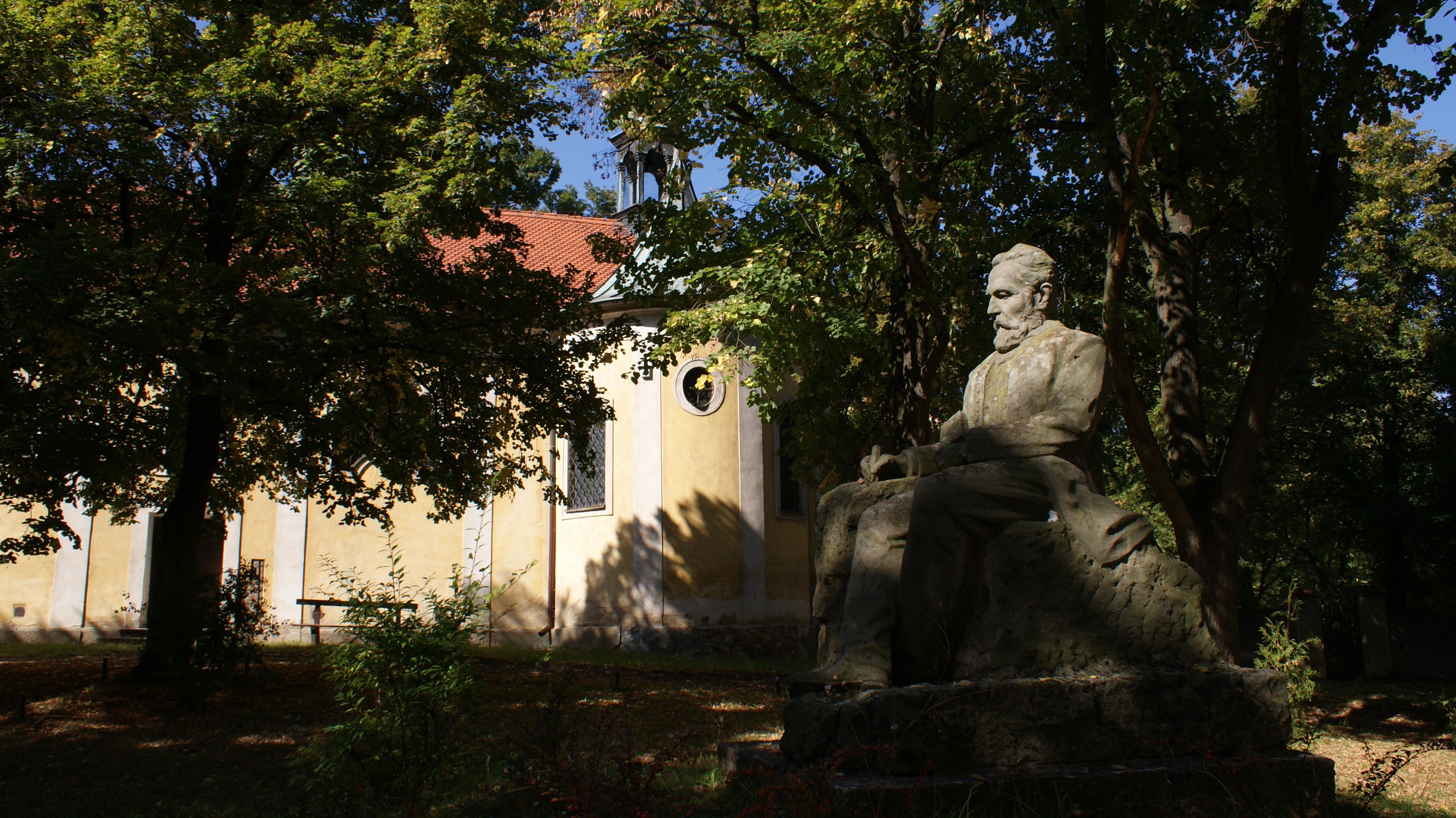
Pomník Svatopluka Čecha v parku

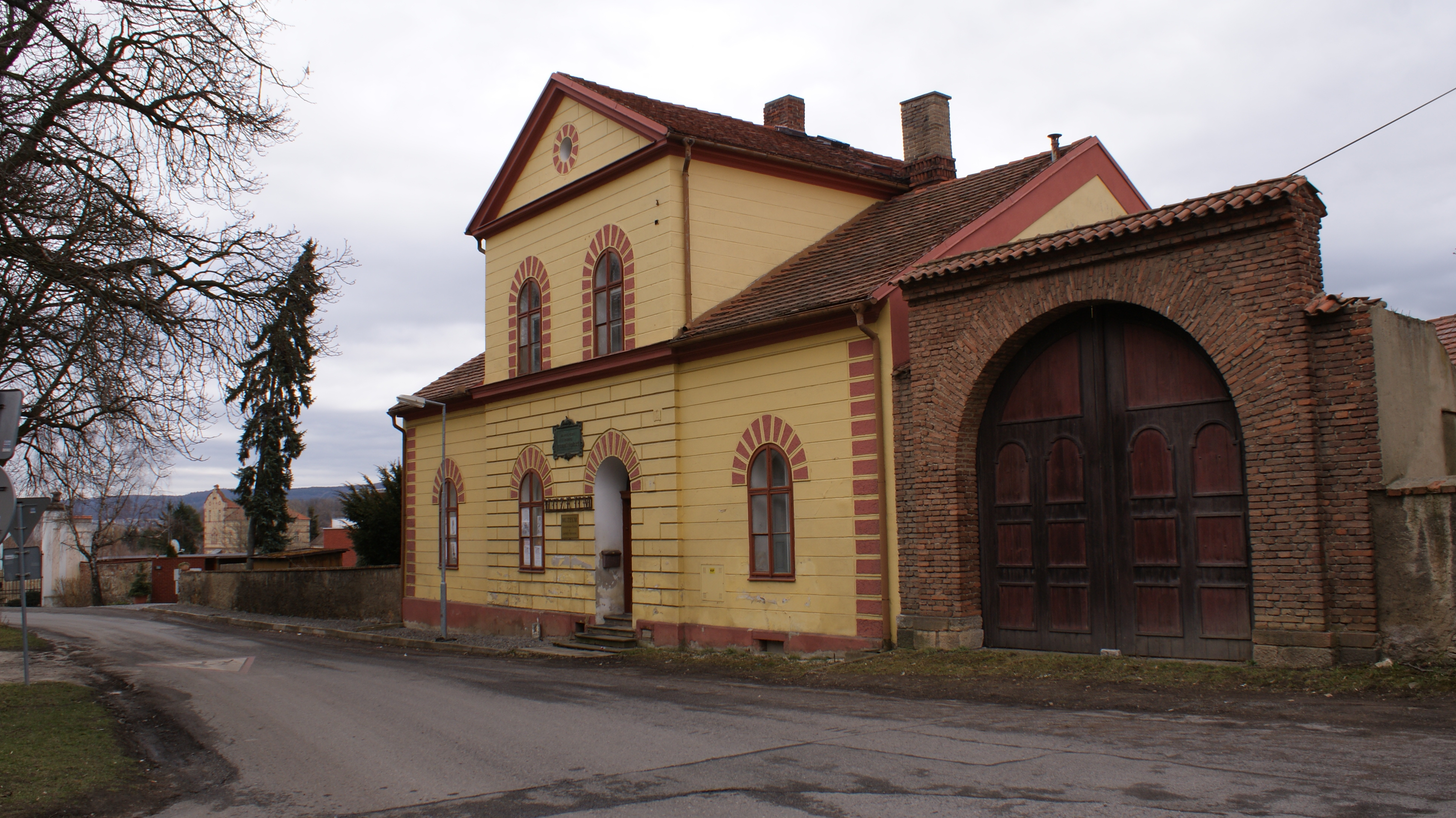
Muzeum Jarmily Novotné a Svatopluka Čecha

- Pomník Svatopluka Čecha v Litni. Pobyt básníka a spisovatele Svatopluka Čecha (1853–1856) připomíná v Litni kromě pamětní desky na Čechovně od roku 1925 jeho pomník v parku mezi kostelem Muzeem Svatopluka Čecha a Jarmily Novotné zapsaný v Ústředním seznamu kulturních památek České republiky pod rejstříkovým číslem 19453/2-343 s účinností od 3. 5. 1958.[68] Od fary v ose bočního vchodu kostela tvoří vstup do parku z ulice Pode Zděmi několikastupňové schodiště k pomníku pokračující cestou ke kostelu. Socha sedícího Svatopluka Čecha v životní velikosti je umístěna na místě někdejší památné lípy, pod kterou si v jeho básni Ve stínu lípy vypráví a vzpomíná osm liteňských sousedů. Ve sbírce se básník vrátil do šťastných let svého dětství, která prožil v Litni. Čechovu báseň připomíná i název restaurace „Ve stínu lípy“ vedle školy. V této souvislosti je třeba zdůraznit, že Svatopluk Čech byl od konce 19. století do své smrti mimořádně oblíbenou osobností. Již za jeho života a zejména po smrti (23. únor 1908) byla náměstí, ulice a školy v Čechách nazývány jeho jménem a byly odhalovány jeho pomníky a busty.

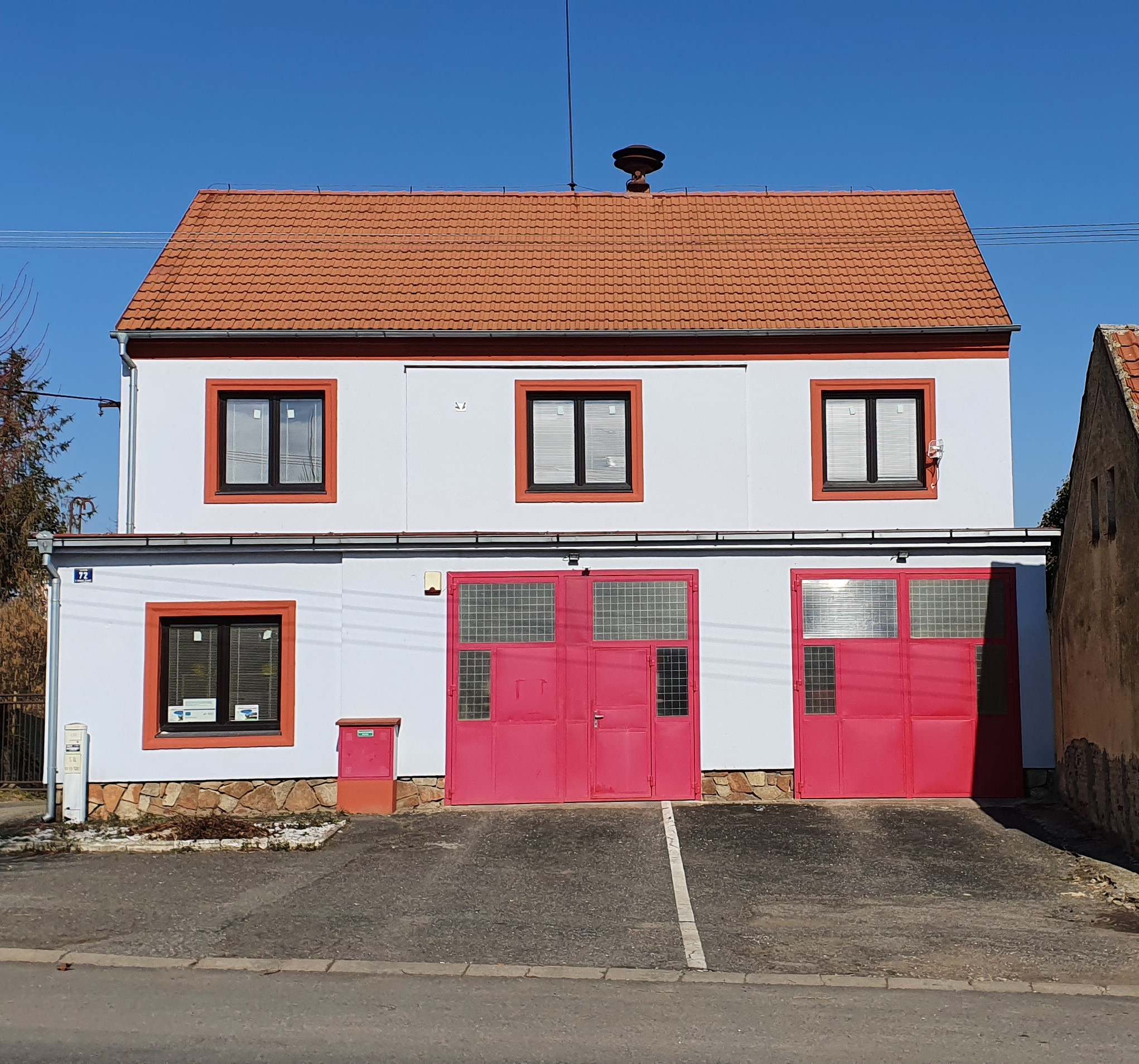
Hasičská zbrojnice vznikla z židovské synagogy

- Muzeum Svatopluka Čecha a Jarmily Novotné sídlí v čp. 2 budově liteňské fary proti kostelu sv. Petra a Pavla. Fara byla na tomto místě nejprve umístěna do zchátralého domu po Bernardu Rumplerovovi. Následně byla na stejném místě v letech 1889–1890 postavena nová fara, do které se 24. 4. 1890 liteňský farář přestěhoval.[69] Autorem projektu rekonstrukce byl liteňský stavitel Fišer (zajímavostí je, že architekt Antonín Wiehl, který projektoval hrobku Daubků, zpracoval návrh nové budovy liteňské fary, který pro nákladnost nebyl akceptován). Původní fara proti hlavnímu vchodu do kostela sv. Petra a Pavla byla v letech 1867–1868 nahrazena jednopatrovou budovou školy, která byla později několikrát rozšířena až do současné podoby. Fara s ohradní zdí zapsána v Ústředním seznamu kulturních památek ČR pod rejstříkovým číslem 17336/2-344 s účinností od 3. 5. 1958.[70] Na budově muzea je osazena pamětní deska připomínající působení V. B. Třebízského na liteňské faře do 28. července 1875 do listopadu 1875, tedy v původní budově fary na místě, kde stojí škola. Muzeum obsahově navazuje na muzejní expozici v Čechovně zaměřenou pouze na osobnost Svatopluka Čecha. Současná expozice muzea je výrazně zaměřena na život a dílo pěvkyně Jarmily Novotné a připomíná historii liteňského zámku a jeho majitelů. Vedle Jarmily Novotné a Svatopluka Čecha je muzejní expozice věnována i dílu dalších osobností spojených s Litní (V. B. Třebízský, F. J. Řezáč). Kromě fotografií a kopií dokumentů jsou zde instalovány i předměty a mobiliář z pozůstalosti liteňských osobností a liteňského zámku. Muzeum nabízí i vlastní turistickou známku 1580.[71] Muzeum je jedním ze zastavení Naučné stezky Liteň.[72]

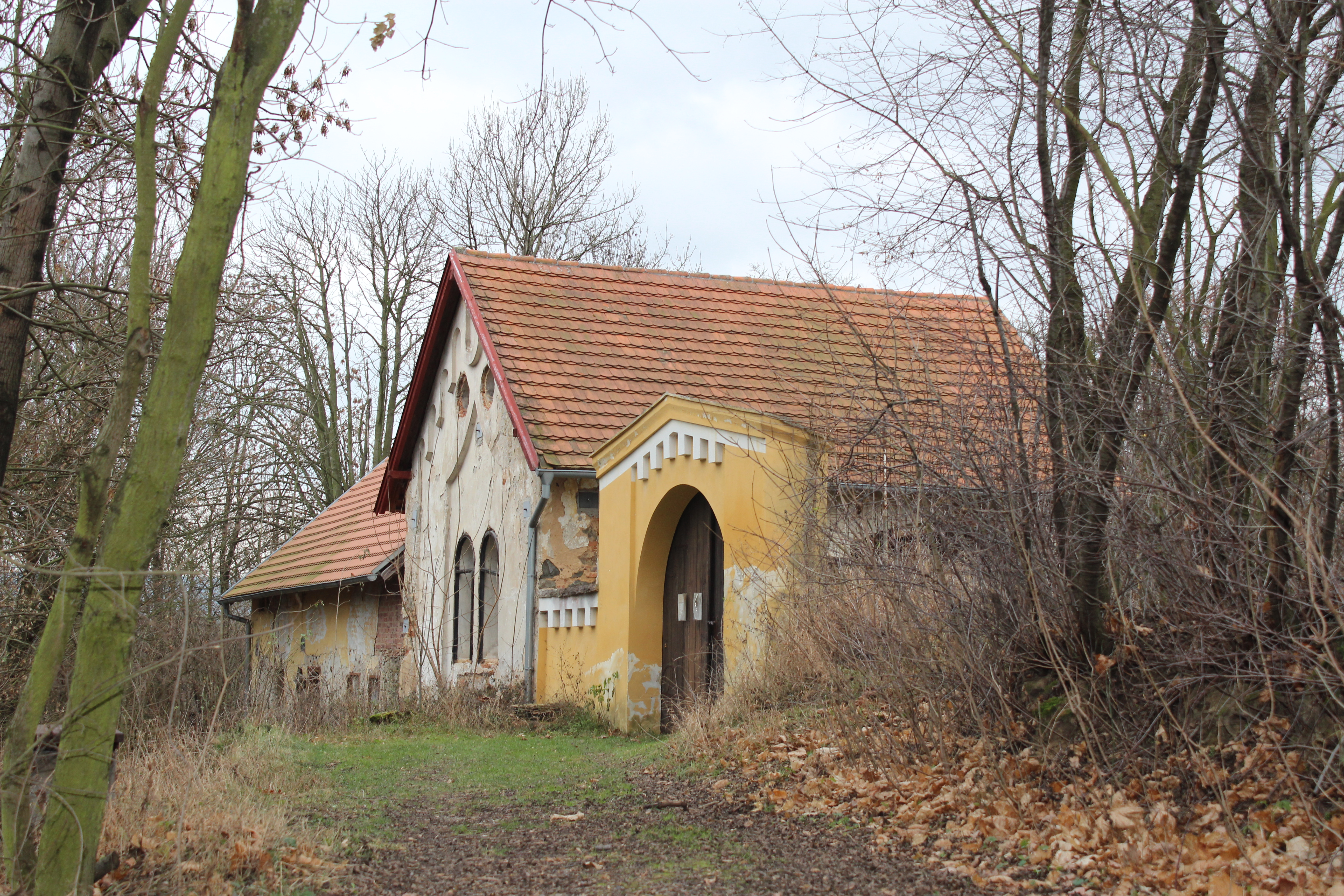
Židovský hřbitov v Litni

- Synagoga. Původní stará židovská synagoga v Litni je doložena na plánu Litně z 1840: stála na příčné ulici vedoucí Litní od východu k západu (současné Náměstí). Na počátku 2. poloviny 19. století byla na stejném místě postavena nová synagoga, kterou židovská komunita užívala do 30. let 20. století. Budovu synagogy od května 1945 užívá Sbor dobrovolných hasičů v Litni, kterému ji nejprve zapůjčil místní národní výbor. V roce 1956 byla radikálně přestavěna, zvýšena o patro a upravena jako požární zbrojnice. V roce 1980 byla rozšířena do současné podoby a je využívána Sborem dobrovolných hasičů v Litni. Přestavba zcela odstranila charakteristické prvky a výzdobu synagogy, takže původní náplň budovy dnes připomínají jen písemné prameny. Existence synagogy a židovského hřbitova dokládá, že v Litni byla v době vzniku synagogy a zřízení hřbitova početná židovská komunita v době vzniku synagogy a zřízení hřbitova.[73]

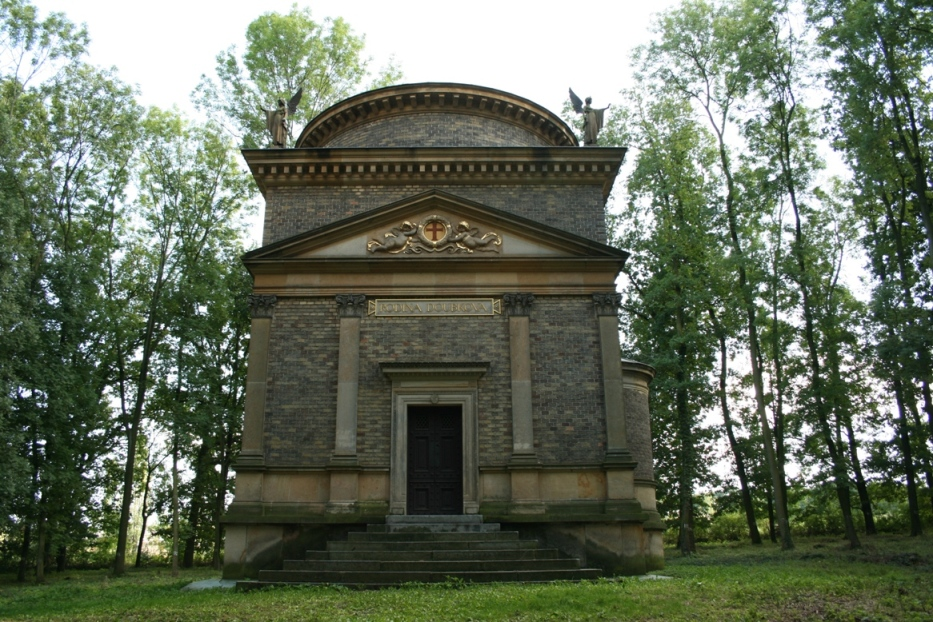
Hrobka rodiny Daubků v Litni

- Židovský hřbitov. Na kraji lesa jižně od obce (přístup cestou v prodloužení ul. Mánesova 49°53′45″ s. š., 14°8′38″ v. d.). Vystavěn 1680 při velkém moru. Velmi zachovalý hřbitov s náhrobky barokního a klasicistního typu (přibližně 400). Židovský hřbitov, náhrobky a márnice s domem hrobníka jsou zapsány v Ústředním seznamu kulturních památek ČR pod rejstříkovým číslem 15580/2-347 s účinností od 3. 5. 1958.[74] Na okraji hřbitova je situována márnice a domek hrobníka. Hřbitov je rozdělen na starou a novou část. Opravován v 80. a 90. letech 20. století. Poslední dřevěný náhrobek (1843) je ve sbírkách Státního židovského muzea v Praze, kde je vystaven v expozici v bývalé obřadní síni Pohřebního bratrstva. Nejstarší náhrobky (barokního typu) pocházejí z 18. století. Poslední pohřeb se zde konal před rokem 1941.[75] Existence a velikost židovského hřbitova v Litni nasvědčuje velikosti a významu židovské komunity. Prameny dokládají židovské osídlení Litně od 2. poloviny 17. století, pravděpodobně existovalo již dříve. Prameny uvádějí narůstající počet židovských rodin mezi rokem 1675 a rokem 1847. V roce 1675 se uvádějí 3 rodiny, 1715 4 rodiny (21 osob), 1770 70 osob, 1793 101 osob, 1847 175 osob. Například v roce 1770 tvořila židovská komunita 19,6 % obyvatel Litně. Od roku 1880 počet židovského obyvatelstva klesá až na 13 osob v roce 1930, kdy židovské obyvatelstvo tvořilo pouze 1,6 % obyvatelstva Litně. Židovská náboženská obec existovala v Litni jistě na konci 18. století a po roce 1922 byla spojena s židovskou obcí v Berouně. Zvláštností židovského osídlení v Litni je, že zde nebylo vytvořeno židovské ghetto a že domy židovské komunity se ani nekoncentrovaly v určité lokalitě. Židovská komunita bydlela rozptýleně mezi ostatním křesťanským obyvatelstvem v 10–15 domech. Domy židovských rodin byly většinou na hlavní ulici vedoucí ze severu od Svatopetrského náměstí na jih Hořejšímu náměstí.[76] Židovský hřbitov v Litni není přístupný ani v dnech židovských svátků.[77]
- Hrobka rodiny Daubkovy. Autorem je Antonín Wiehl (26. 4. 1846 – 4. 11. 1910), jeden z nejvýznamnějších představitelů české architektury přelomu 19. a 20. století a novorenesančního slohu („obnovené české renesance“).[78] Wiehl je autorem monumentálního vyšehradského pohřebiště významných osobností Slavín, rekonstrukce Novoměstské radnice, několika objektů Výstaviště Praha a vlastního domu na rohu Václavského náměstí a Vodičkovy ulice v Praze. Hrobka s pohřební kaplí je situována na východním okraji Litně. (49°54′2″ s. š., 14°9′36″ v. d.) Na konci východním konci Nádražní ulice u křižovatky s božími mukami je po pravé straně mezi stromy viditelná původní cesta pro pohřby v ose hrobky. Novorenesanční stavba pochází z roku 1888. Autory výzdoby fasády a interiéru kaple jsou Josef Václav Myslbek a Maxmilián Pirner. Naposledy byla využita v roce 1994 při převezení ostatků operní pěvkyně Jarmila Novotná (provdaná Daubková) z New Yorku. Monumentální stavba je citlivě včleněná do anglického parku a nese všechny znaky rukopisu A. Wiehla – novorenesanční centrála, zdi z neomítnutých cihel, hlavice sloupů, použití neomítnutého kamene. Hrobka je zapsána v Ústředním seznamu kulturních památek ČR pod rejstříkovým číslem 34255/2-345 s účinností od 3. 5. 1958.[79] Pohřební kaple čtvercového půdorysu podobná panteonu. V tympanonu nad vchodem dvě letící postavičky dětí (putti) nesoucí vavřínový věnec s mozaikovou výplní červeného kříže na žlutém pozadí (autorem návrhu tympanonu je J. V. Myslbek, 1888). Nad vchodem je pískovcový pás s nápisem „RODINA DOUBKOVA“. Na ploché plechová střeše osazen tambur s nízkou kupolí a skleněnou vitráží. Nároží kaple jsou zdobena čtyřmi sochami andělů s kovovými křídly. Mramorový oltář se sochou sv. Josefa s Ježíškem byl navržen Josefem Václavem Myslbekem v letech 1884–1886.[80] K zajištění ostrahy hrobky byl v jejím sousedství u silnice postaven domek pro hlídače, kolem kterého vede další přístupová cesta k hrobce.[81]

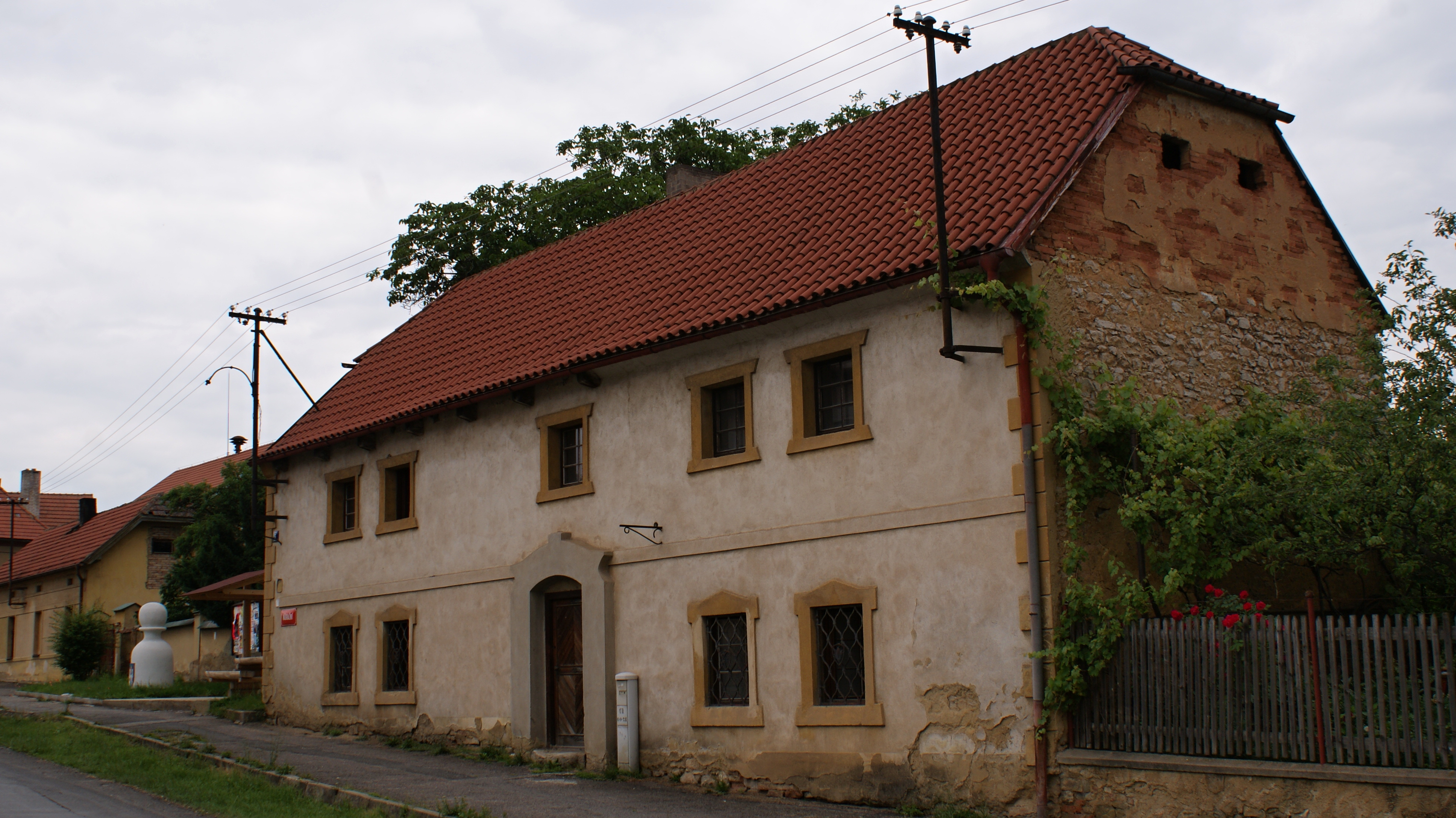
Špejchar na náměstí

- Špejchar v Litni. V centru Litně po pravé straně Nádražní ulice pod Náměstím ve směru od nádraží se dochoval špejchar. Jeho zdivo, dispozice a okna prokazují pozdně renesanční původ. Tato památka dokládá centrum obce ve středověku a raném novověku, kdy špejchar sloužil k ukládání obilí z obecních polí. Později jej měli v nájmu židovští obchodníci s obilím, kteří měli významné postavení na trhu s obilím v Litni. V 1. polovině 19. století zde byly ukládány prostředky pro hašení požárů a budova byla rozšířena směrem na východ. Na východní štítové stěně špejcharu je viditelné neomítnuté kamenné zdivo. Nově přistavěná část byla označována jako hasičská kolna a Sbor dobrovolných hasičů v Litni (který je nejstarším sborem v okrese Beroun) ji využíval až do roku 1946, kdy získal jako svou zbrojnici židovskou synagogu. Poté byl špejchar využíván k různým především skladovacím účelům. Od počátku 20. století bylo využití špejcharu předmětem různých návrhů například na vytvoření městských lázní, ale i návrh na demolici a jiné využití pozemku v centru obec. V 70. letech 20. století byl interiér špejcharu upraven pro kulturní účely a bylo zde umístěno unikátní miniaturní loutkové divadlo s jevištěm ve dvou poschodích budovy. V západní části špejcharu jsou zachovány původní dřevěné konstrukce krovu a schodiště. V přízemí budovy je v západní části hlediště divadla a ve východní výstavní prostory.[82]
- Vodovod Liteň. Vlevo od cesty z Litně na Běleč je přízemní budova vodárny s komínem. Byla postavena podle projektu z března 1894 jako čerpací stanice vodovodu pro velkostatek Liteň. Pravděpodobně od téhož roku funguje s minimálními úpravami déle než 130 let. Důvodem výstavby vodovodu a čerpací stanice bylo zajištění zásobování liteňského velkostatku vodou v době jeho významného rozšiřování (pivovar, lihovar), které inicioval Josef Šebestián Daubek. Na historický vodovod je napojena většina domů v Litni. Čerpací stanice odebírá z prameniště přibližně 200 m³ pitné vodu denně. Načerpaná voda je akumulována ve vodojemu před hydroforovou stanicí nadbytečné množství je odváděno do potoka. Čerpací stanice zajišťuje pitnou vodu pro dolní tlakové pásmo liteňského vodovodu. Pro horní tlakové pásmo zásobující objekty ve vyšší poloze (v kopcích nad Litní) je voda jímána do vodojemu pod vrchem Mramor. K jímání je využíván zářez zpevněný vyskládaným lomovým kamenem pokračujícím kameninovým hrdlovým potrubím.[83] Vodovod je zapsán v Ústředním seznamu kulturních památek ČR pod rejstříkovým číslem 104653 s účinností od 11. února 2012.[84]

## Galerie památek v Litni

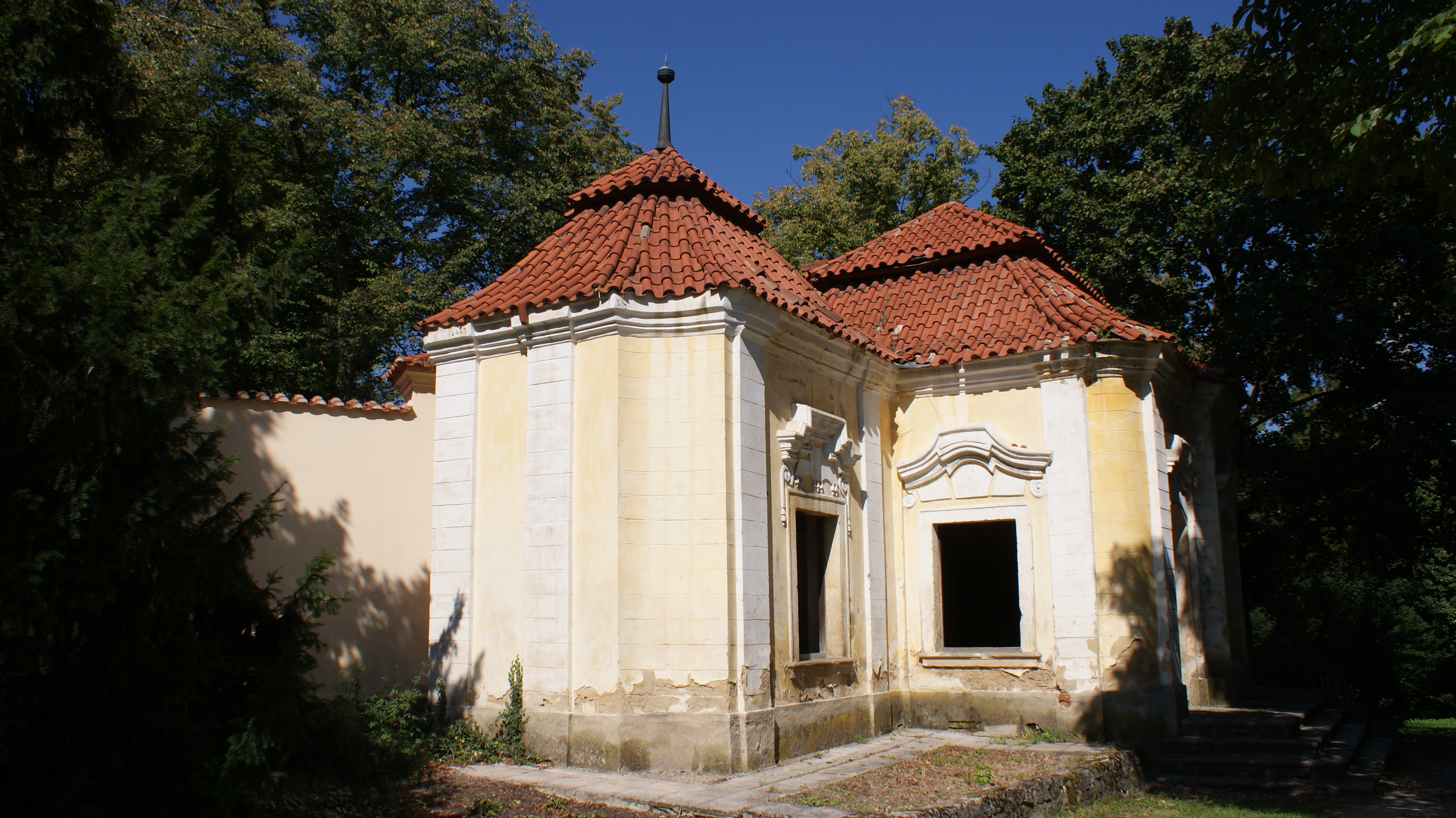
Salla terrena liteňského zámku u západní zdi parku.
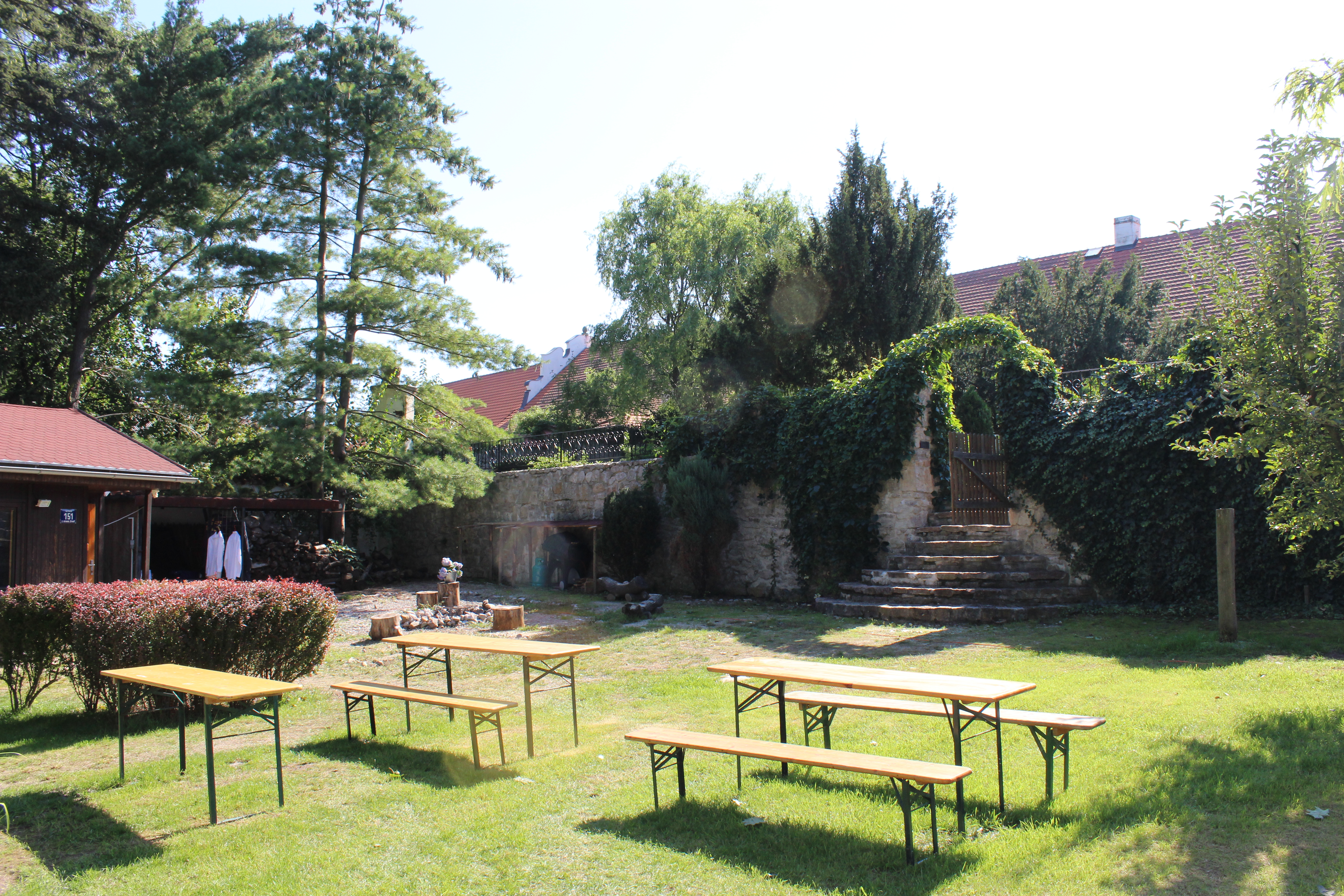
Zámecký park pod Čechovnou
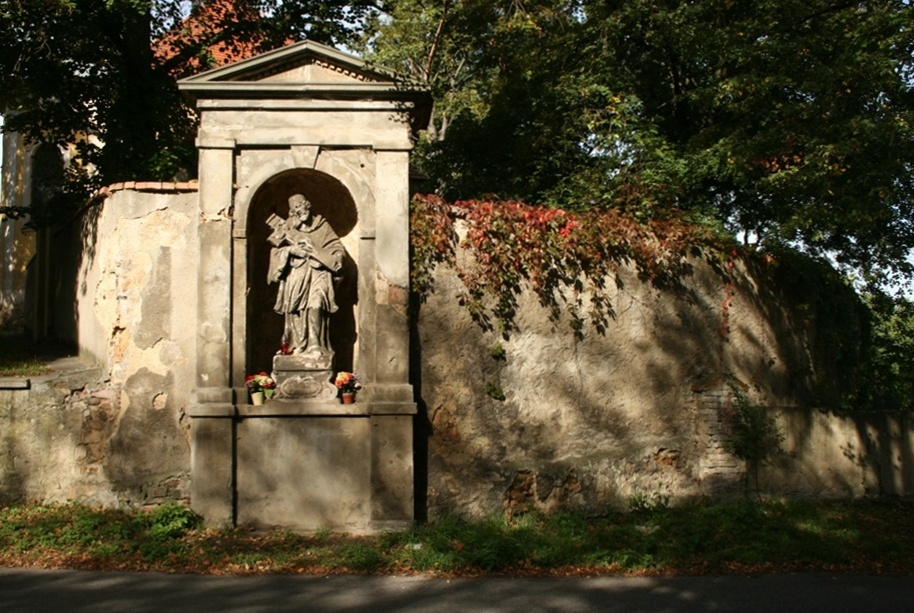
Výklenková kaple Jana Nepomuckého v ulici Pode Zděmi
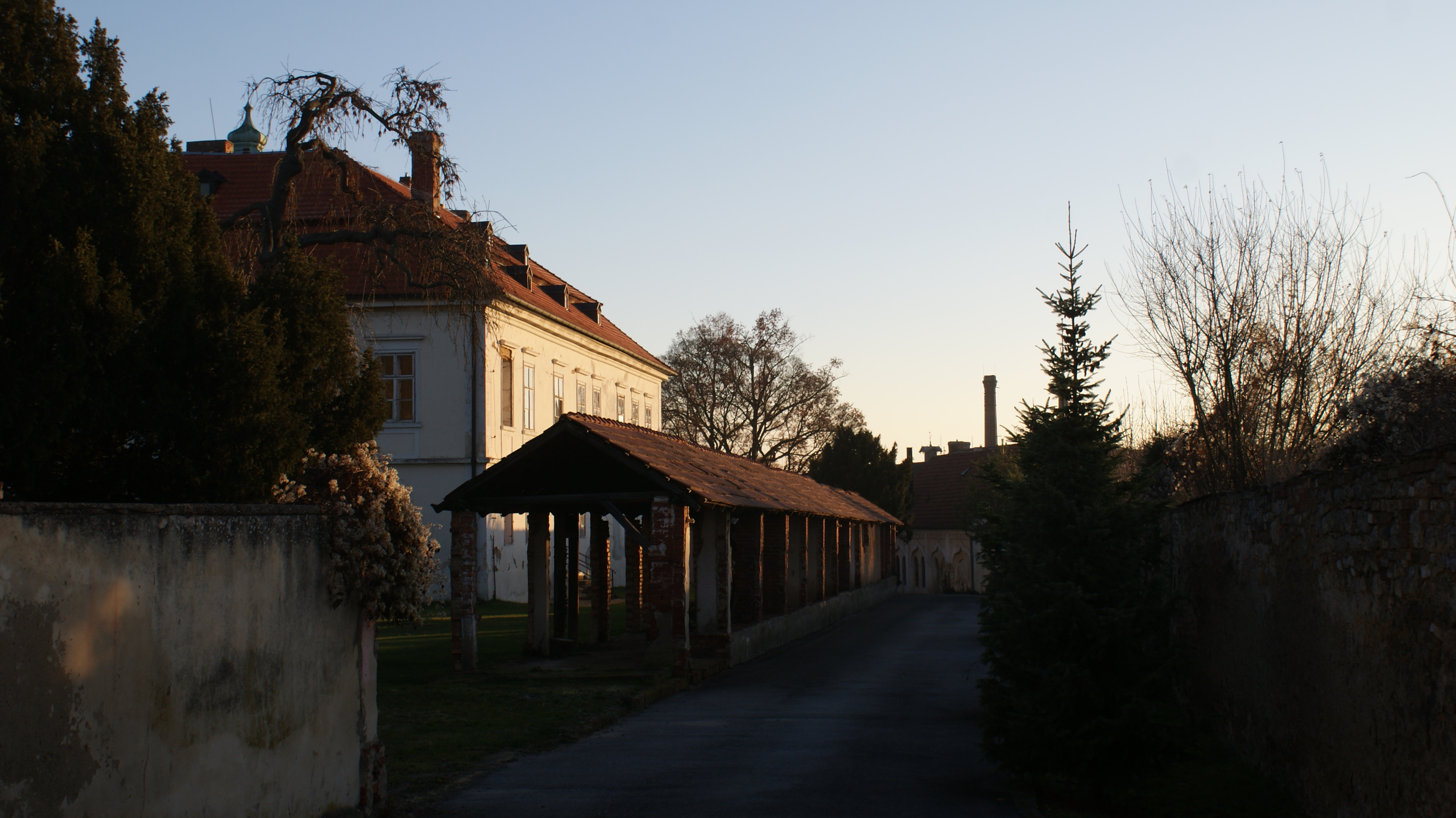
Liteňský zámek
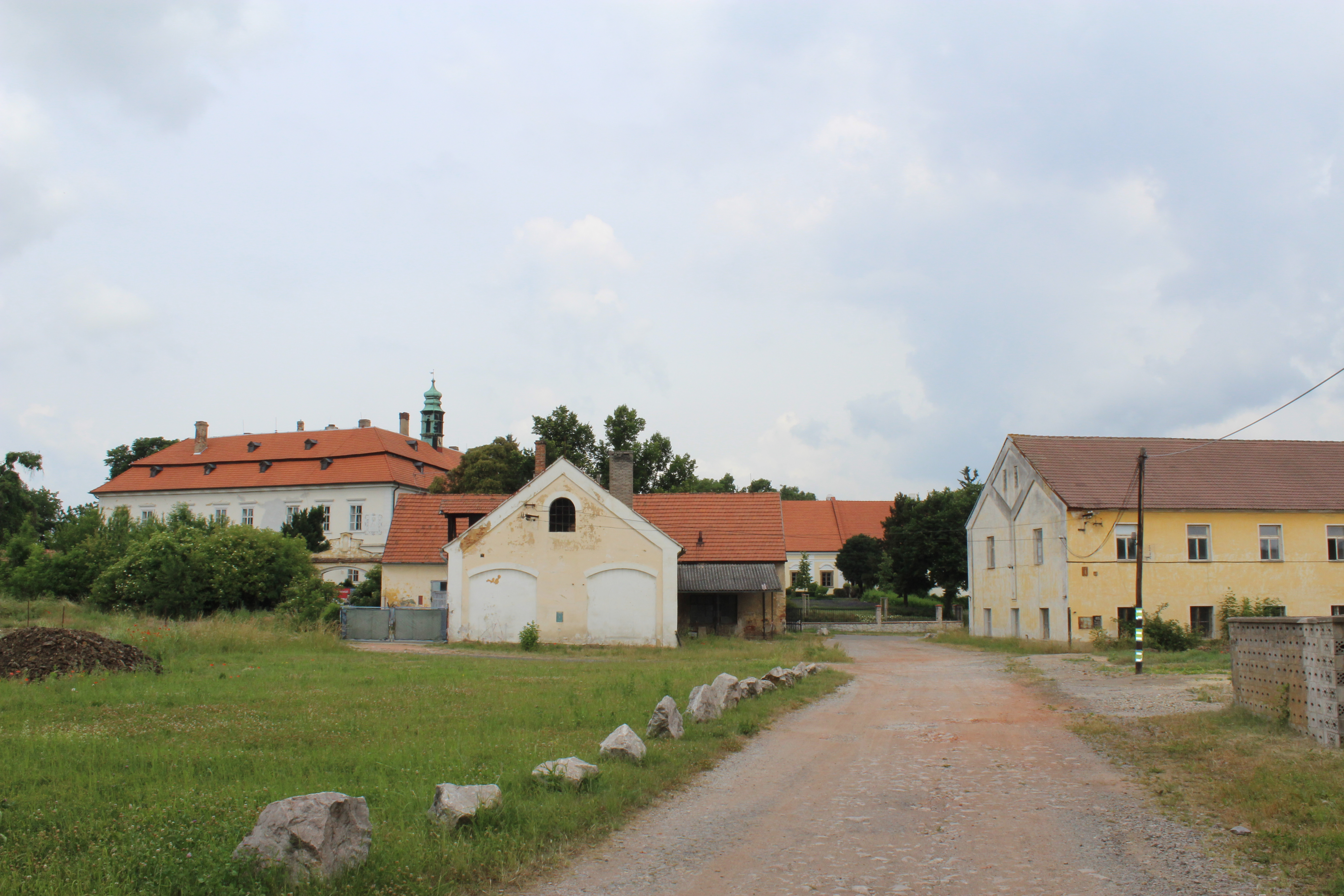
Statek Liteň z Nádražní ulice
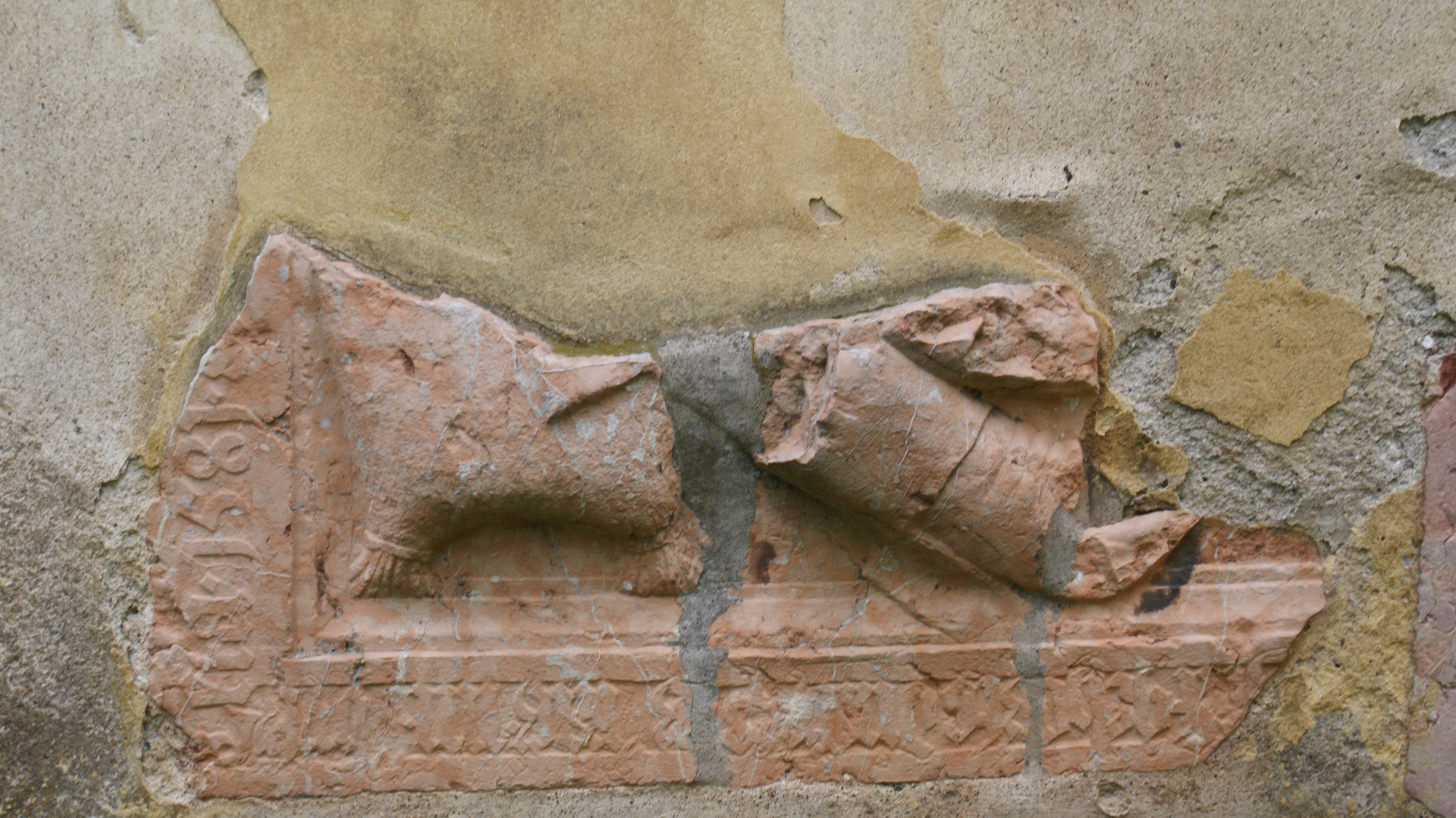
Zazděný náhrobek v jižní stěně kostela
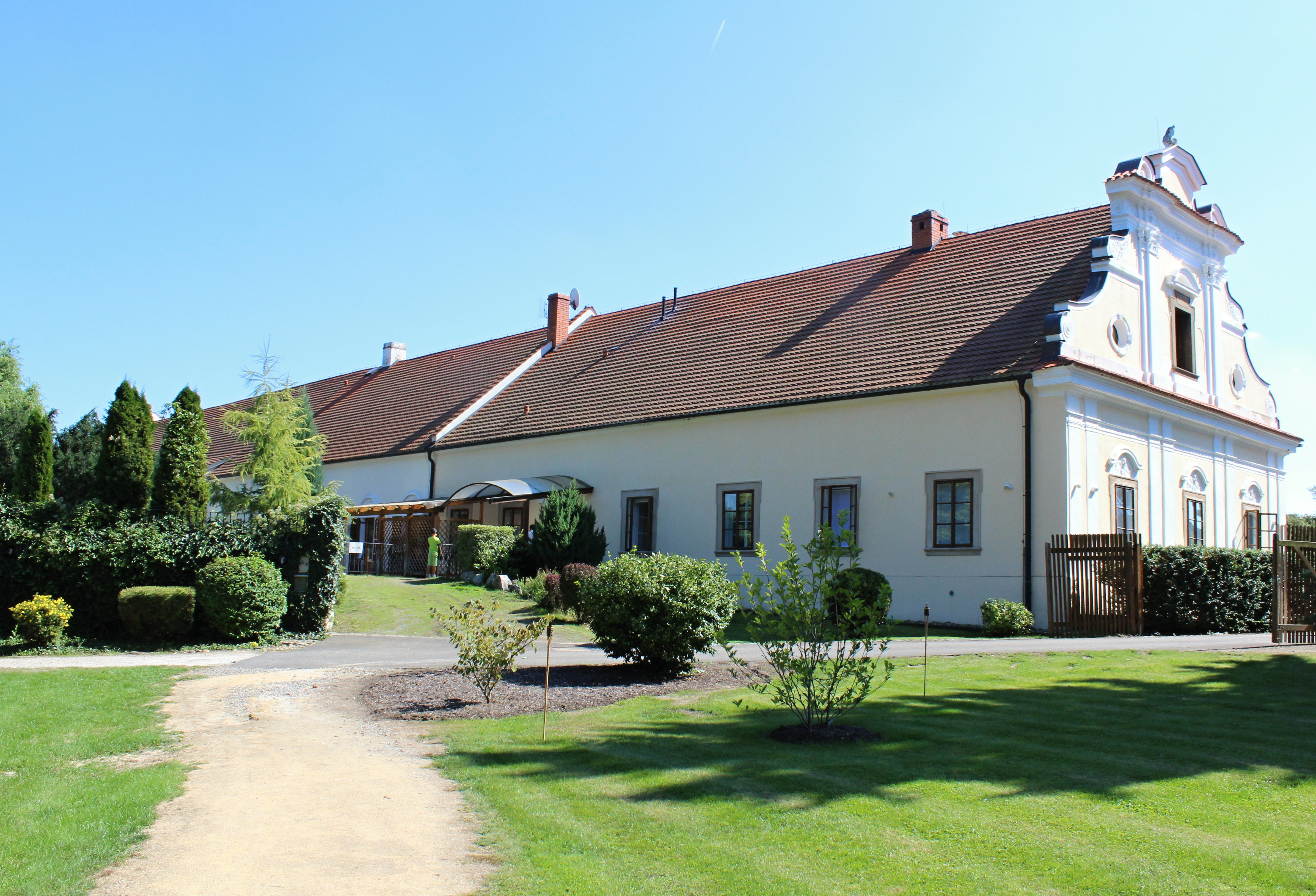
Čechovna z parku

## Příroda
- Dub letní Pod Cihelnou, památný strom jz. od obce, při silnici na Nesvačily (49°53′41″ s. š., 14°8′22″ v. d.)

## Galerie přírodních pozoruhodností

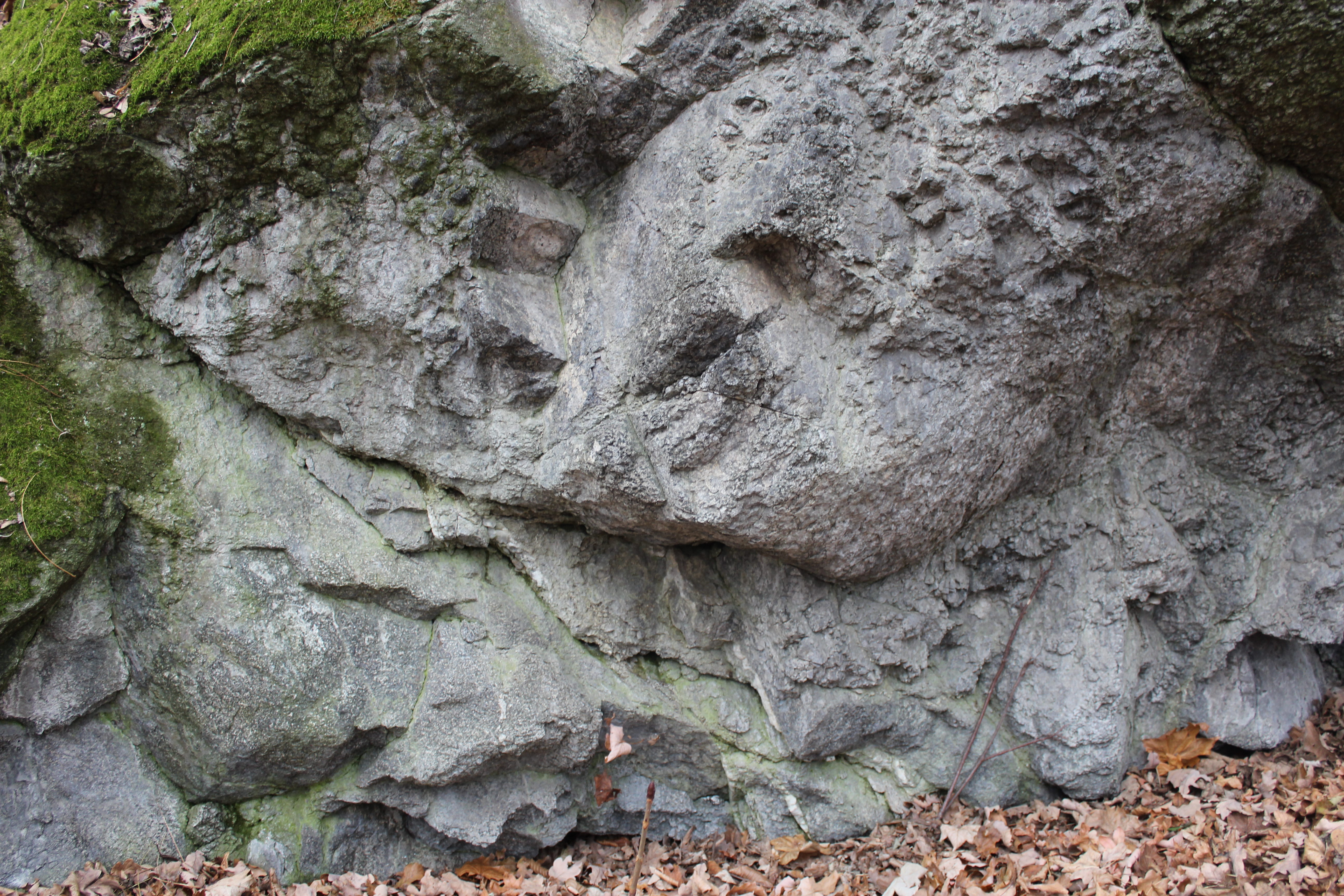
Skalní útvar Babka klevetilka
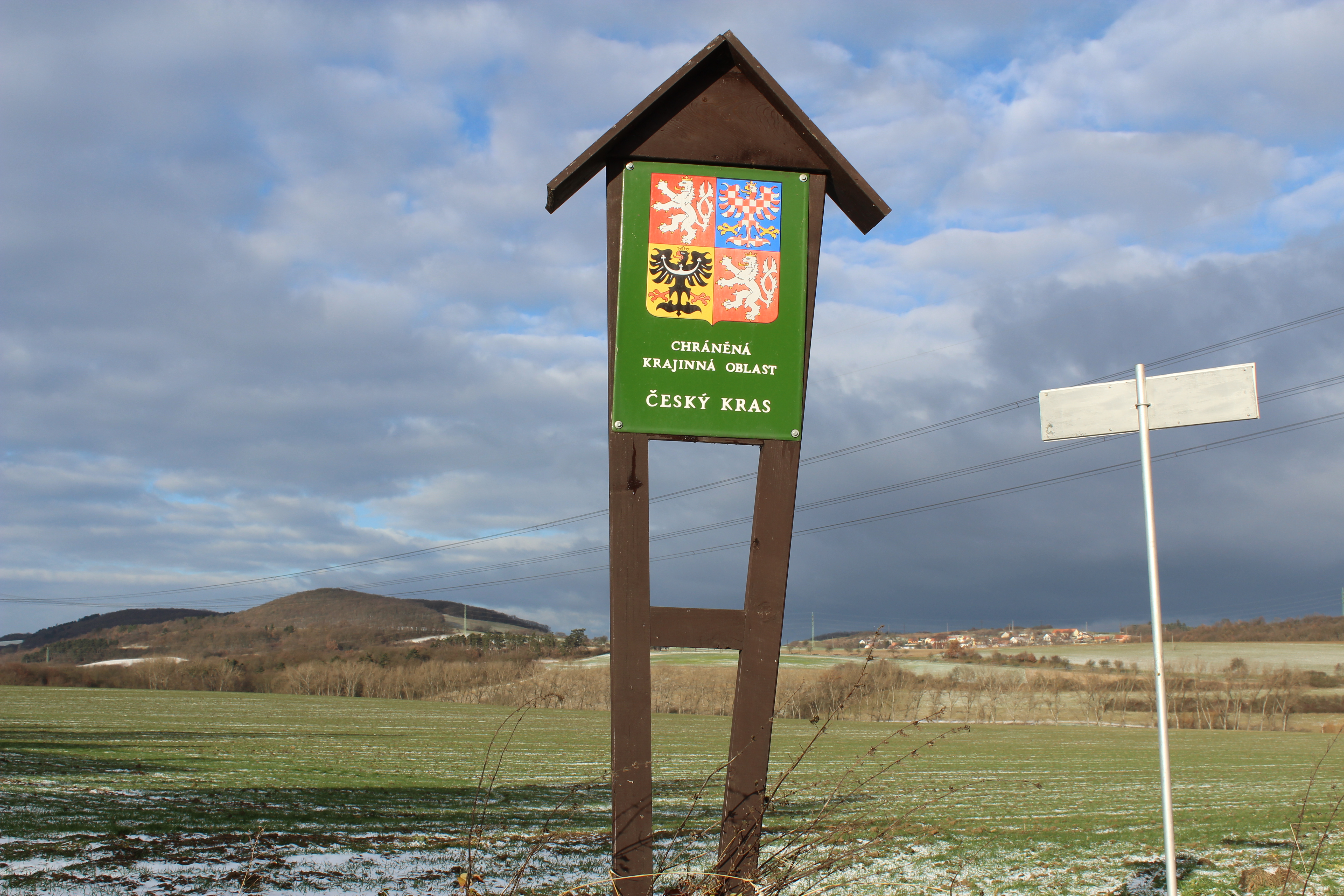
Liteň leží na hranici CHKO Český kras
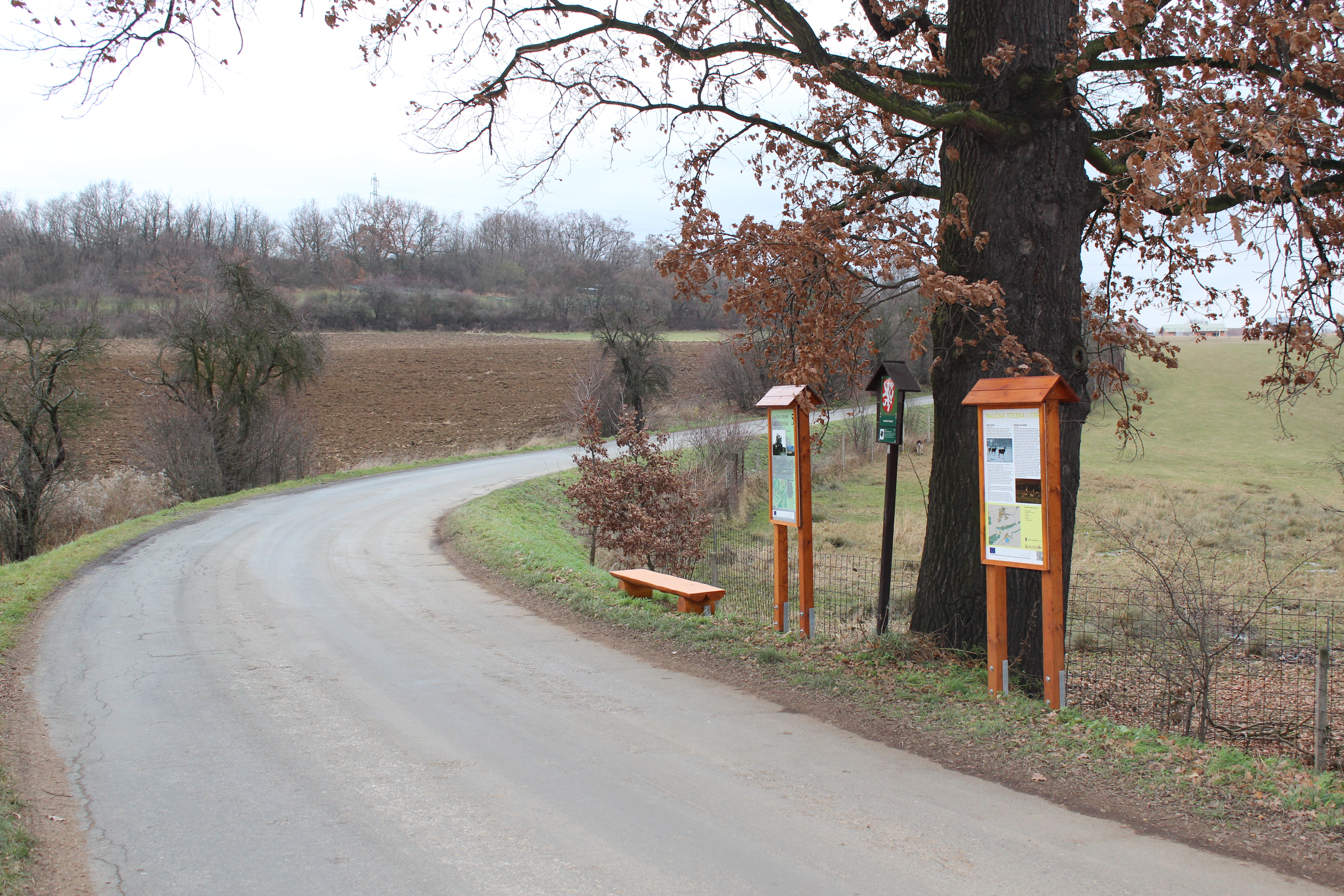
Památný strom dub letní najdete na jihozápad od Litně na silnici na Nesvačily
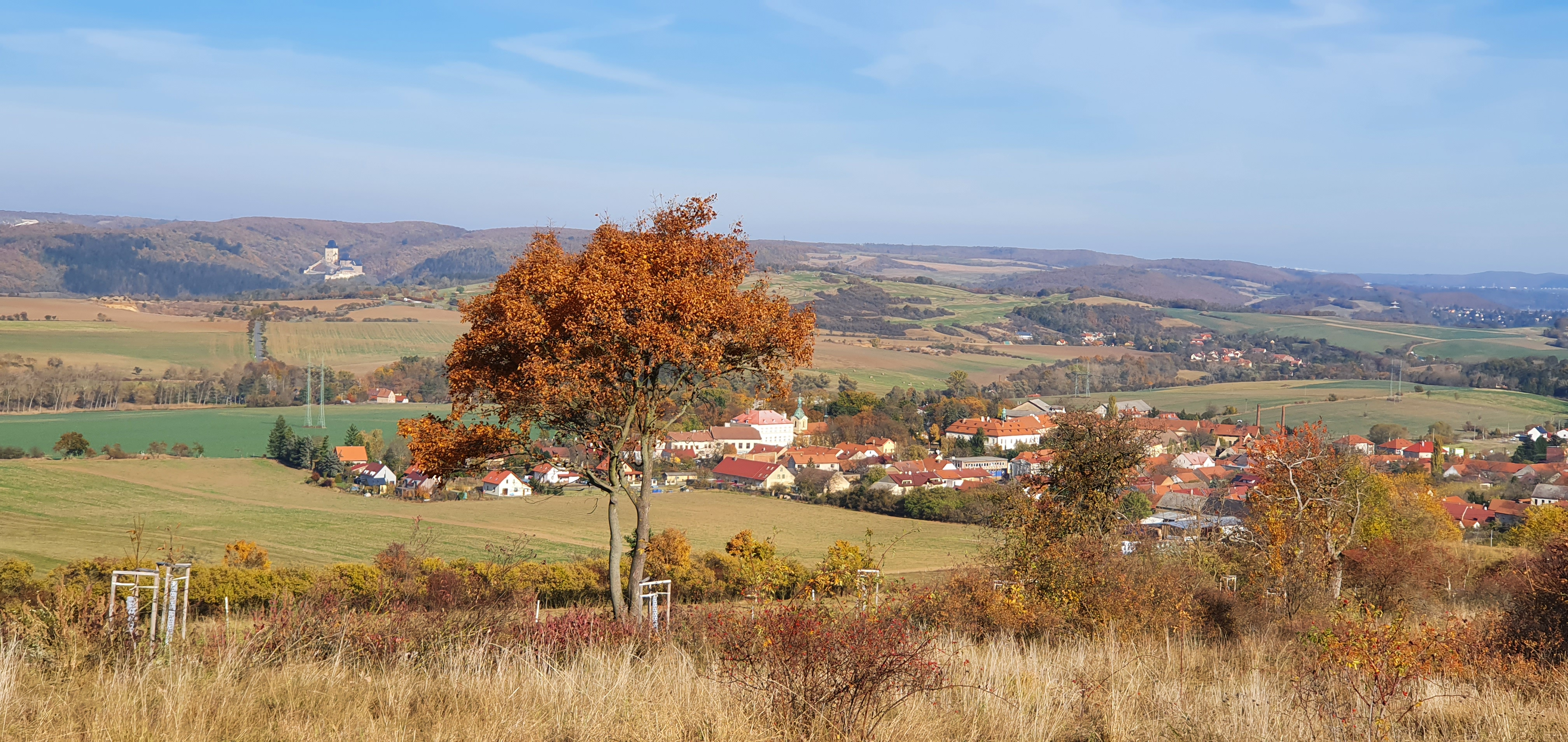
Pohled na Liteň

## Osobnosti
S městysem Liteň jsou spojeny osudy řady významných osobností:
- Svatopluk Čech (1846–1908), český básník, spisovatel, novinář a cestovatel. Část dětství prožil i v Litni a situoval do ní své dílo Ve stínu lípy. Proto Liteň od konce 19. století prezentuje Svatopluka Čecha jako významnou osobnost své historie. Liteňský farář P. Josef Kresinger ve své práci Liteň a přifařené obce k jím vydané v roce 1896 uvádí v seznamu správců a direktorů liteňského panství „Roku 1852–1855 Frant. Čech, otec našeho předního básníka“.[85] Jeho památku připomíná od roku 1925 pamětní deska na domě správce panství vedle zámku zvaném po něm Čechovna, pomník u kostela sv. Petra a Pavla na místě, kde stála Lípa Svatopluka Čecha a Muzeum Svatopluka Čecha a Jarmily Novotné. V roce 2013 byla v Litni instalována Naučná stezka Liteň, jejíž čtyři zastavení na svých panelech připomínají Čechův pobyt v Litni a jeho dílo.[86][87][88][89]
- Od roku 1847 v Litni hospodařil Josef František Daubek (1806–1882), statkář, podnikatel a významný obrozenecký činitel. Liteňské panství (deskový statek) koupil v roce 1850 a rozšířil jeho výrobu o pivovar, sladovnu a lihovar v zámeckém areálu v části nazývané Statek Liteň. Josef František Daubek se také zasloužil o rozvoj Litně, například o rozšíření a opravy chátrajícího kostela sv. Petra a Pavla v Litni. Památku jeho a jeho dědiců připomíná erb rodu Daubků nad vchodem kostela s rodovým heslem Suscipere finire (Omezit závazky).
- Josef Šebestián Daubek (1842–1922), statkář, podnikatel, průkopník moderního lihovarnictví. Po převzetí rodinných velkostatků v Litni a Vlencích v roce 1882 se zaměřil na modernizaci liteňského velkostatku a zvláště na rozvoj na zdokonalování lihovarnické výroby. Společně s prof. Karlem Kruisem založil v Litni v prostorách hospodářského dvora zámku první lihovarnickou školu v Čechách i Předlitavsku. S jeho jménem je spojena řada významných změn v Litni. Podporoval výstavbu železniční trati Zadní Třebaň – Liteň – Lochovice a železniční stanice v Litni (1901). Finančně podpořil opravy kostela sv. Petra a Pavla, výstavbu jeho věže (1892), vybavení novými lavicemi a rozšíření varhan (1893). Byla realizována stavba hrobky Daubků podle návrhu významného českého architekta Antonína Wiehla (1888), jejíž sochařskou výzdobu navrhl Josef Václav Myslbek.
- Od roku 1865 až do své smrti jako farář v Litni působil František Josef Řezáč (1819–1879), kněz, pedagog, politik a významný reformátor školství a vězeňství. Zasloužil se o založení školy v Litni, která nese ve svém názvu jeho jméno. Řezáčovy zásluhy o Liteň a její školu připomíná i pamětní deska vedle vchodu do školy.
- V roce 1875 v liteňské farnosti coby kaplan u faráře Františka Josefa Řezáče začínal obrozenecký spisovatel a kněz Václav Beneš Třebízský (1849–1884). Působil zde velice krátce, protože v témže roce onemocněl a Liteň trvale opustil. Třebízského působení v Litni připomíná pamětní deska na budově bývalé fary (dnes Muzeum Svatopluka Čecha a Jarmily Novotné) a část muzejní expozice.
- Narodil se zde Vincenc Prousek (1823–1900), reformátor rakouského školství, činný převážně na Moravě a ve Vídni.
- Miloš Čech – (1855–1922) starokatolický kněz a administrátor biskupství.
- U zdi Základní školy Františka Josefa Řezáče v Litni je pohřben profesor Otomar Pravoslav Novák (1851–1892), významný český paleontolog. V době svých paleontologických výzkumů podlehl 29. července 1892 v Litni tuberkulóze, kde bydlel u své sestry Růženy Wiltrové, manželky ředitele liteňské školy. Proto zde našel i místo svého posledního odpočinku.
- Karel Kruis (1851–1917), profesor chemie a fotografie na pražské polytechnice, průkopník mikrofotografie pod UV světlem. Od roku 1881 působil na lihovarnické škole založené v hospodářském areálu liteňského zámku.

## V Litni se narodili a žili

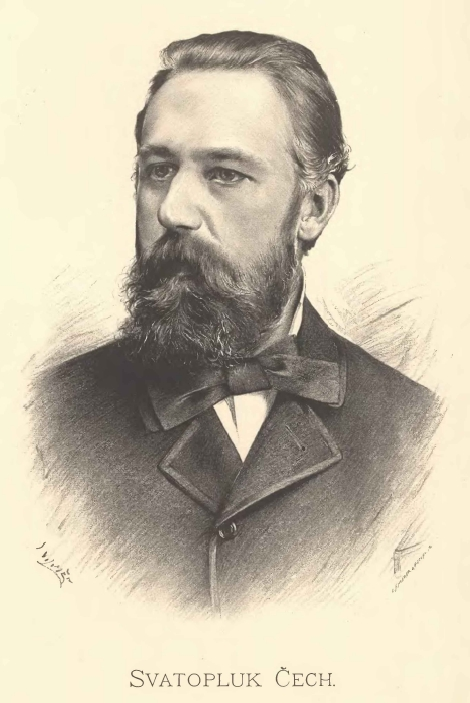
Svatopluk Čech
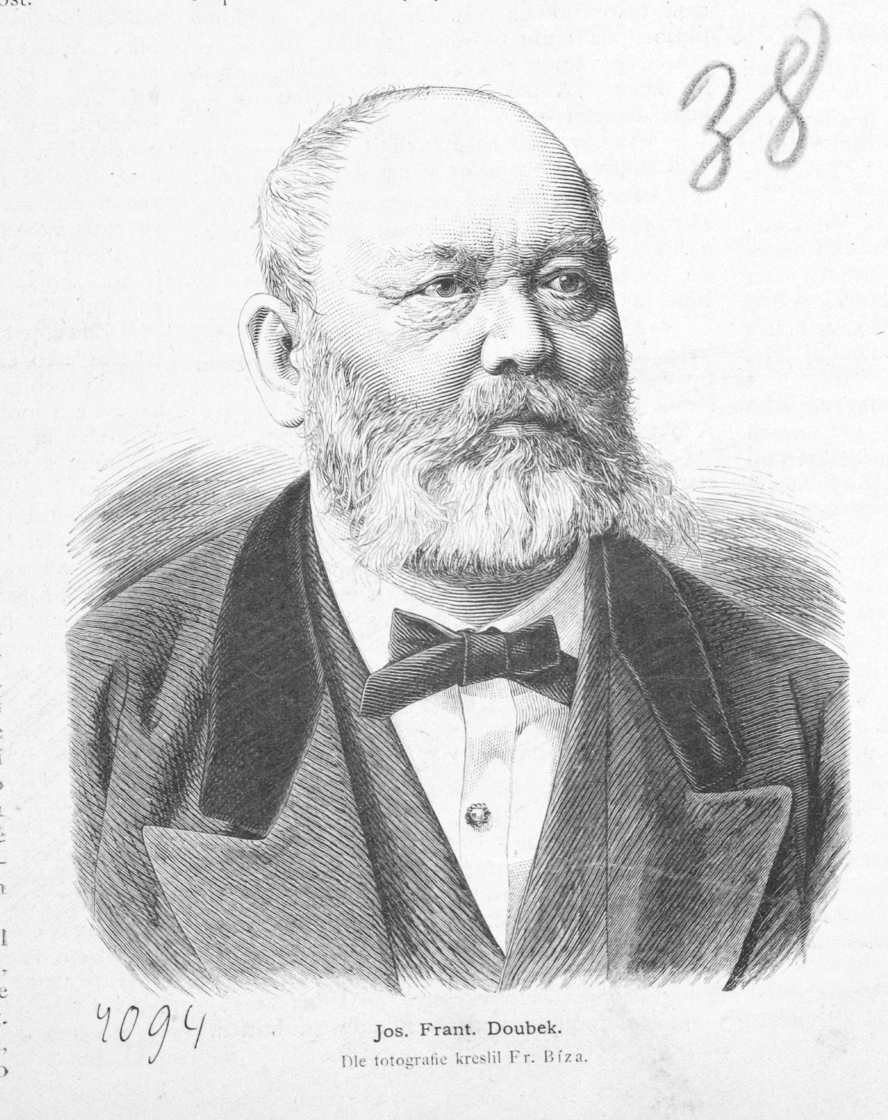
Josef František Daubek
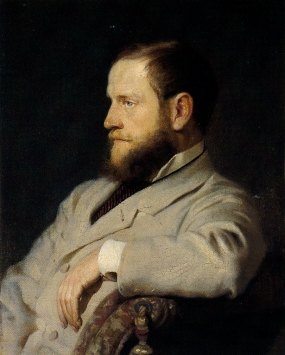
Josef Šebestián Daubek
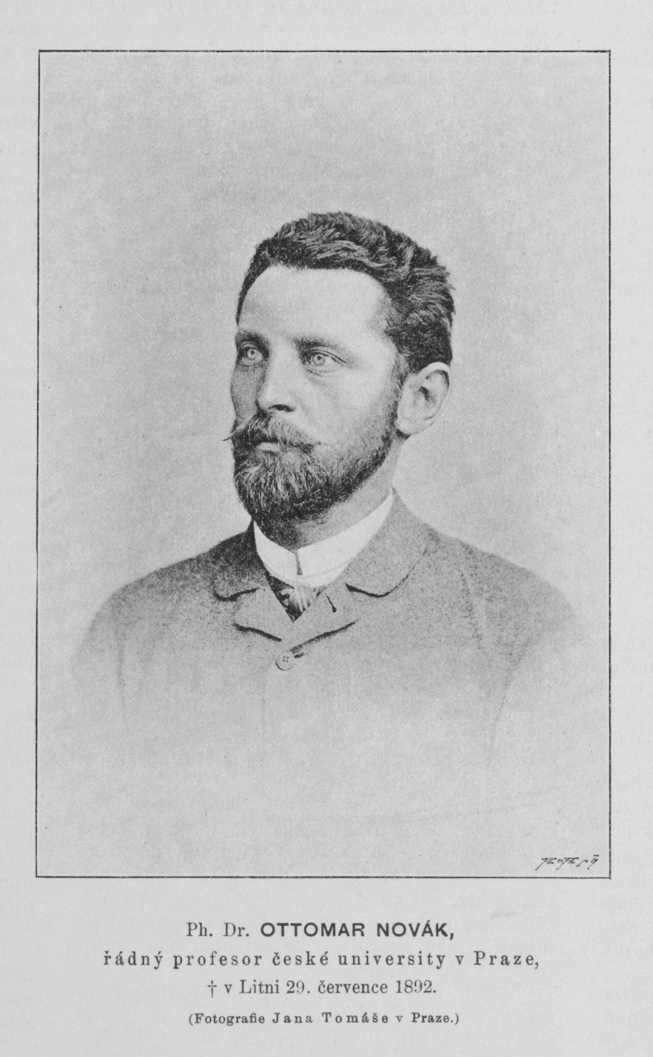
Otomar Pravoslav Novák
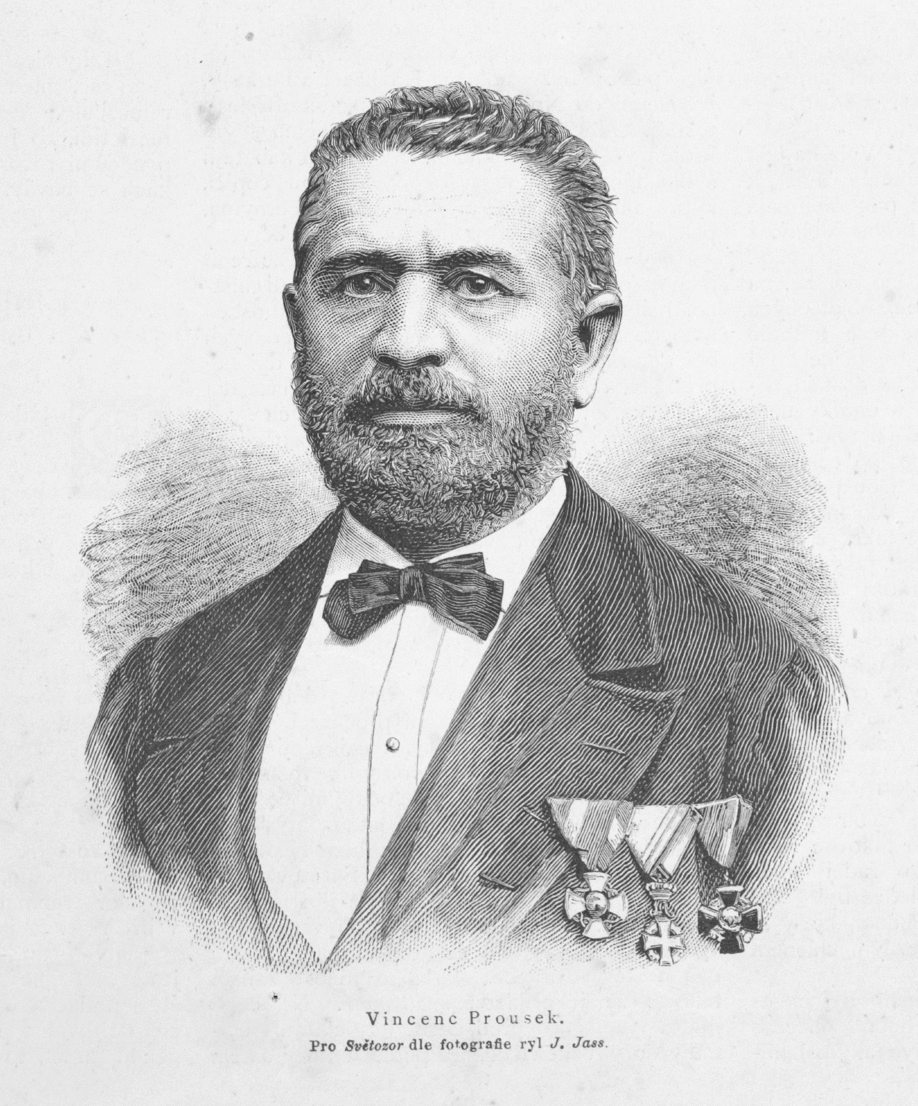
Vincenc Prousek
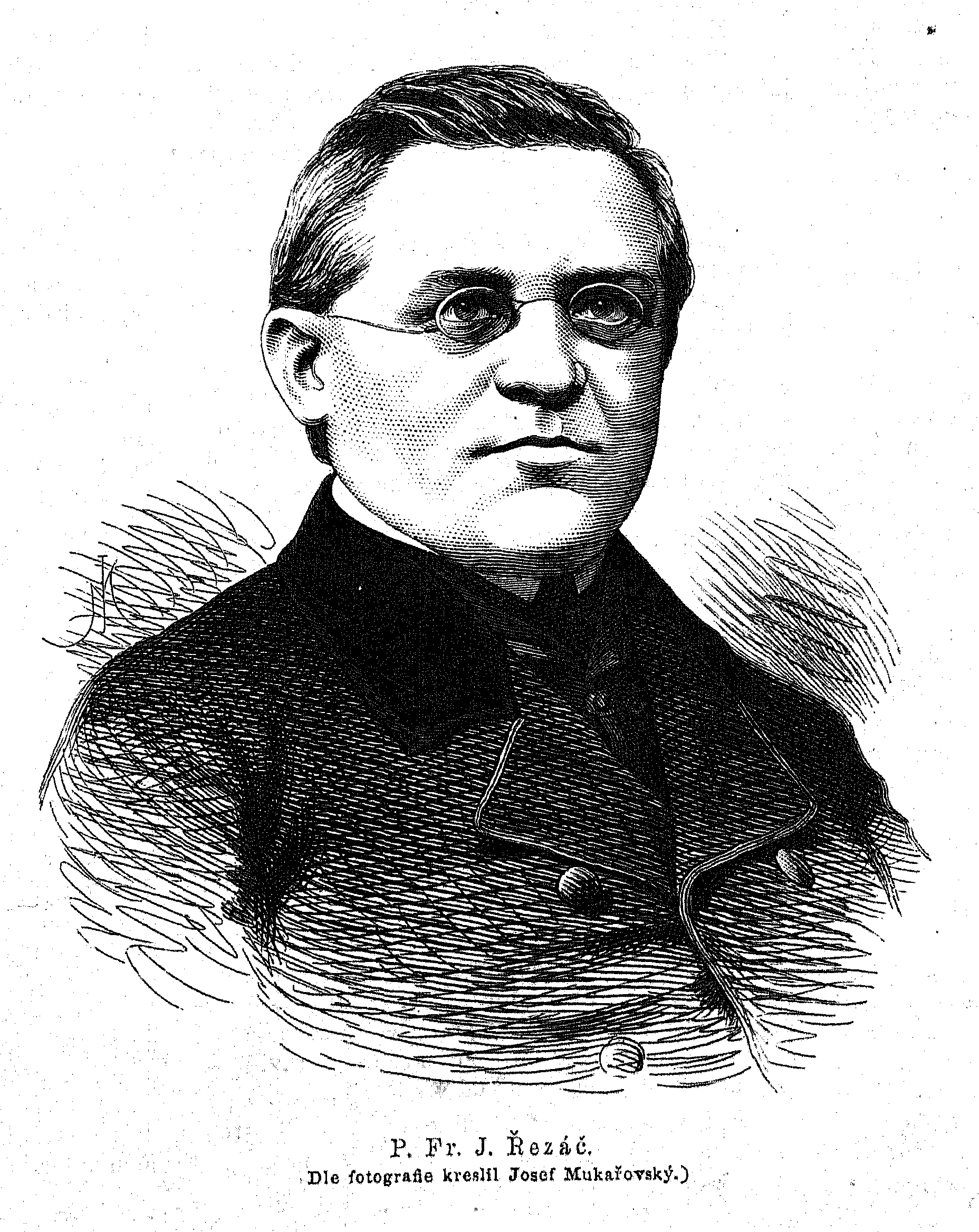
František Josef Řezáč
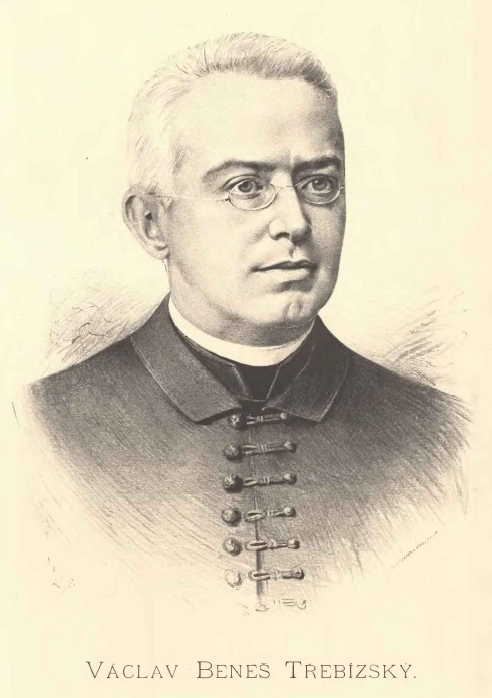
Václav Beneš Třebízský

## Galerie pamětních desek a pamětních míst

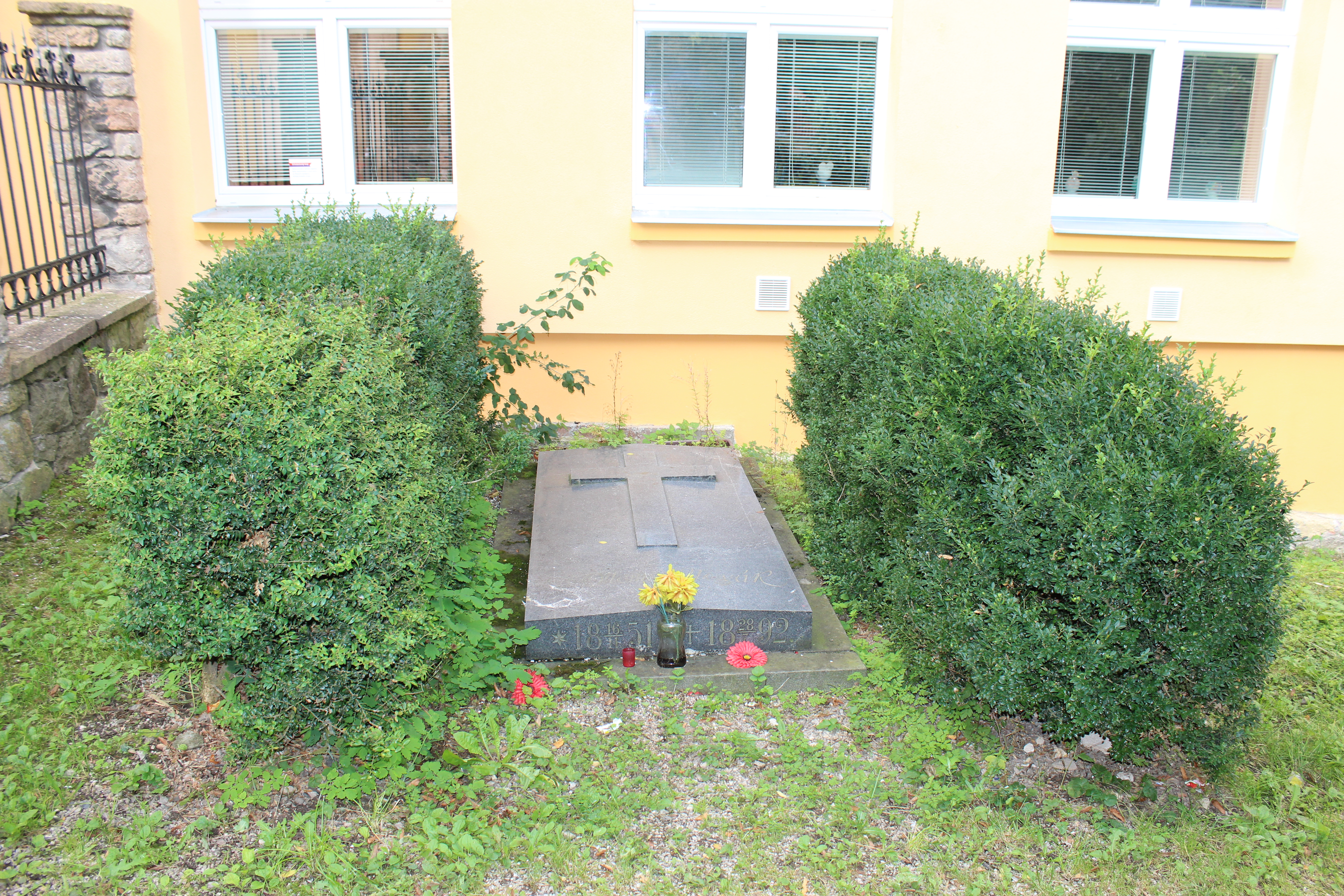
Hrob paleontologa prof. Otomara .P. Nováka u zdi liteňské školy
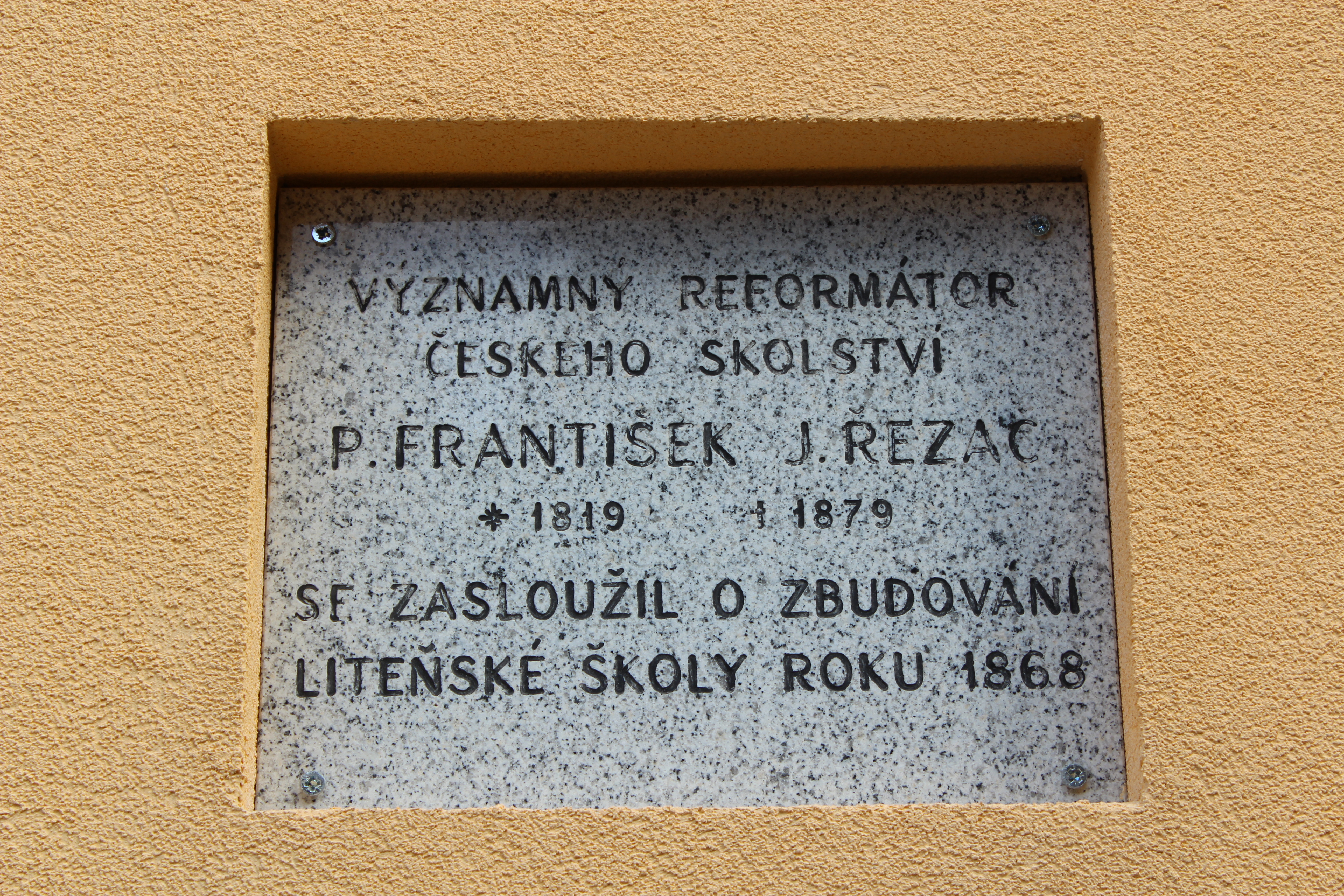
Pamětní deska Františka Josefa Řezáče u vchodu Základní školy v Litni.
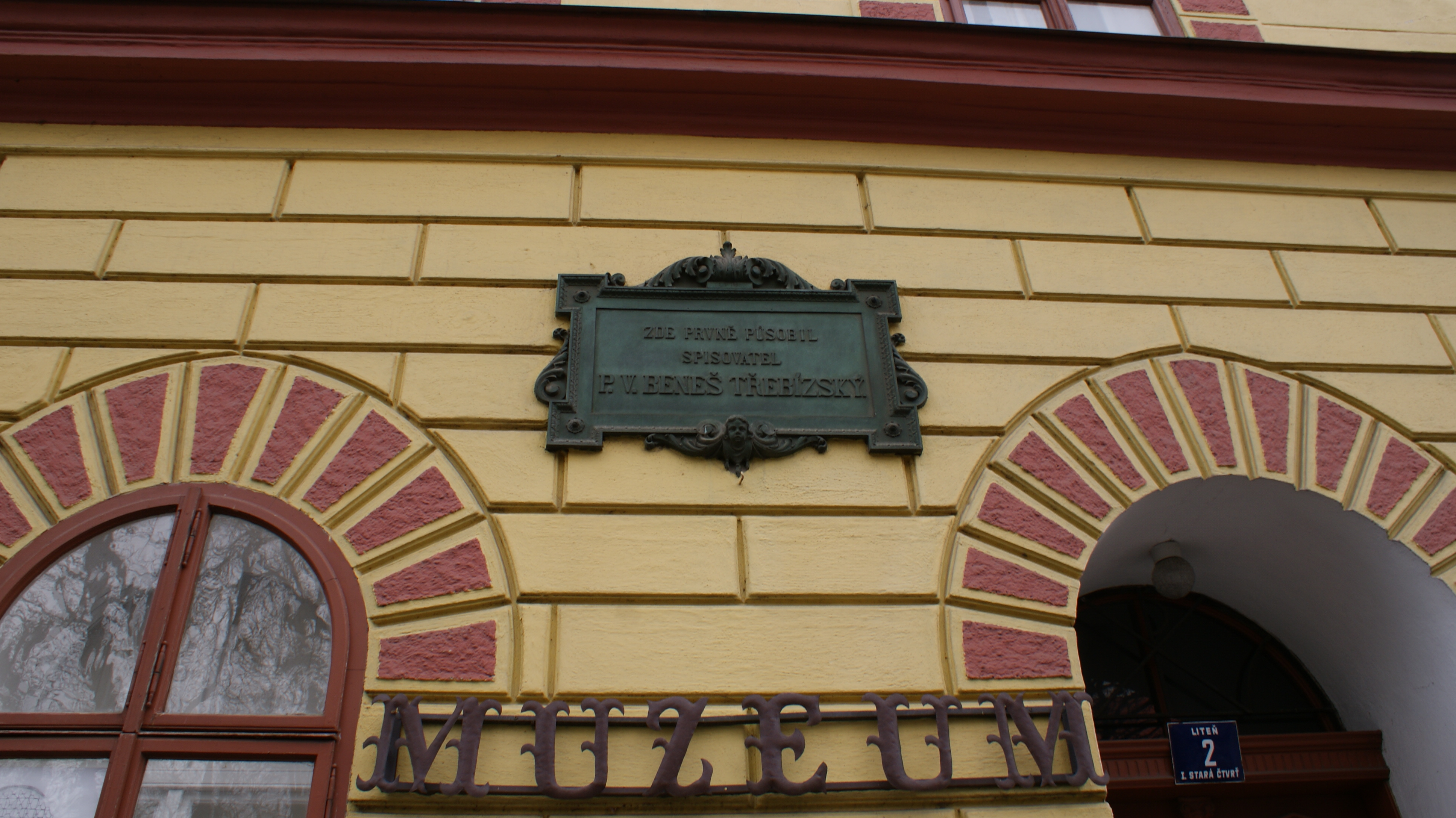
Pamětní deska V. B. Třebízského na bývalé faře
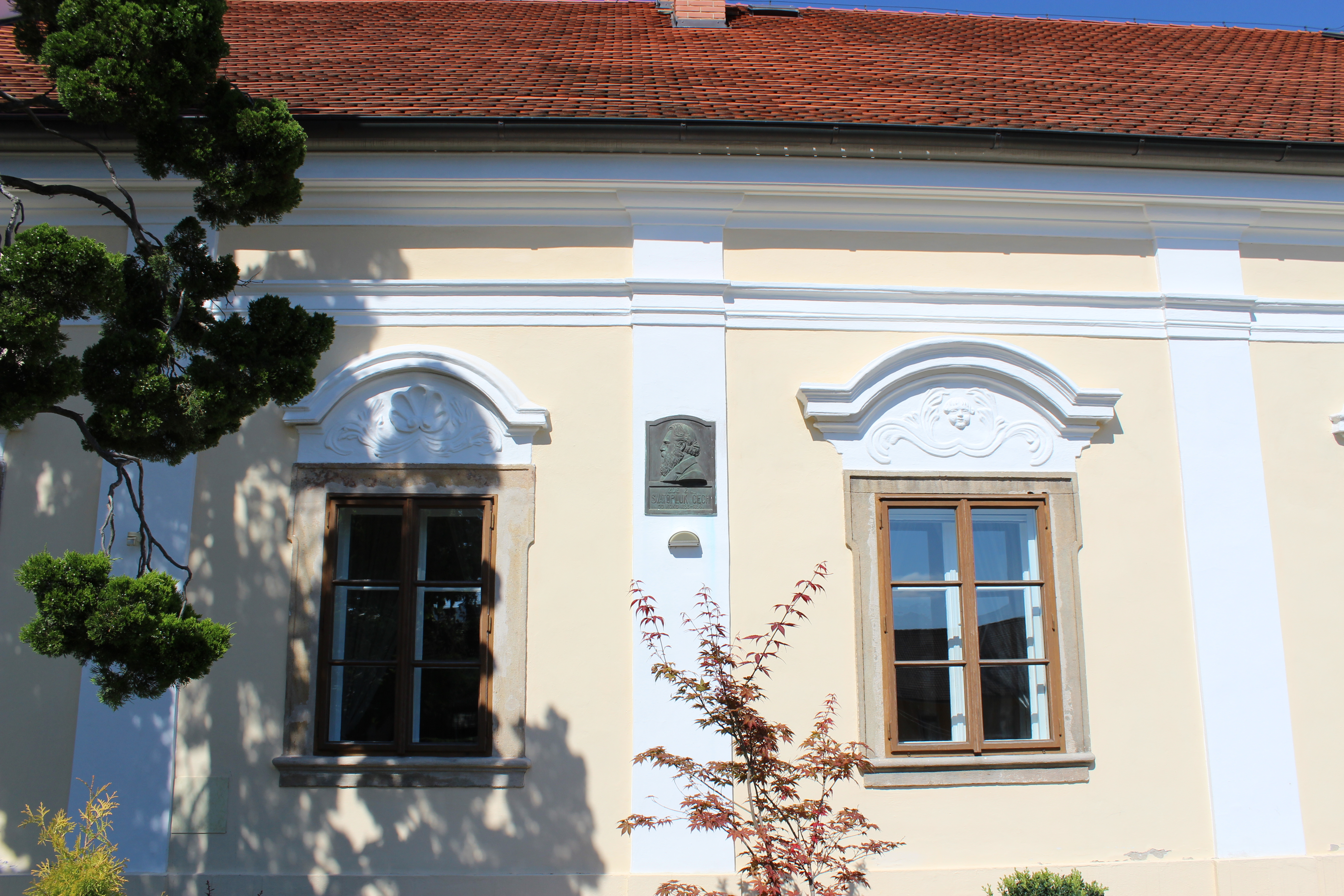
Pamětní deska Svatopluka Čecha na "Čechovně"
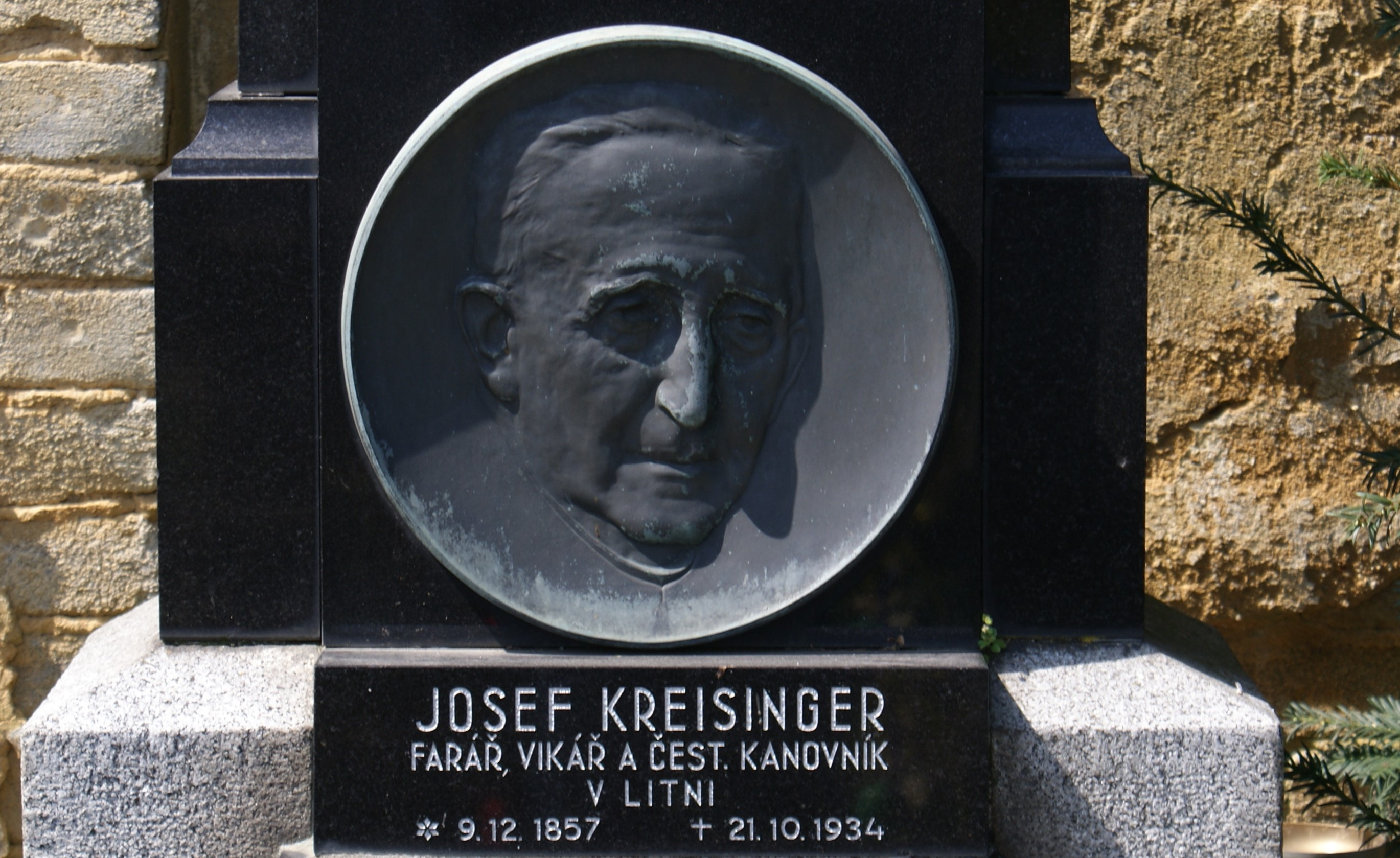
Náhrobek s reliéfem Josefa Kreisingera na hřbitově v Litni
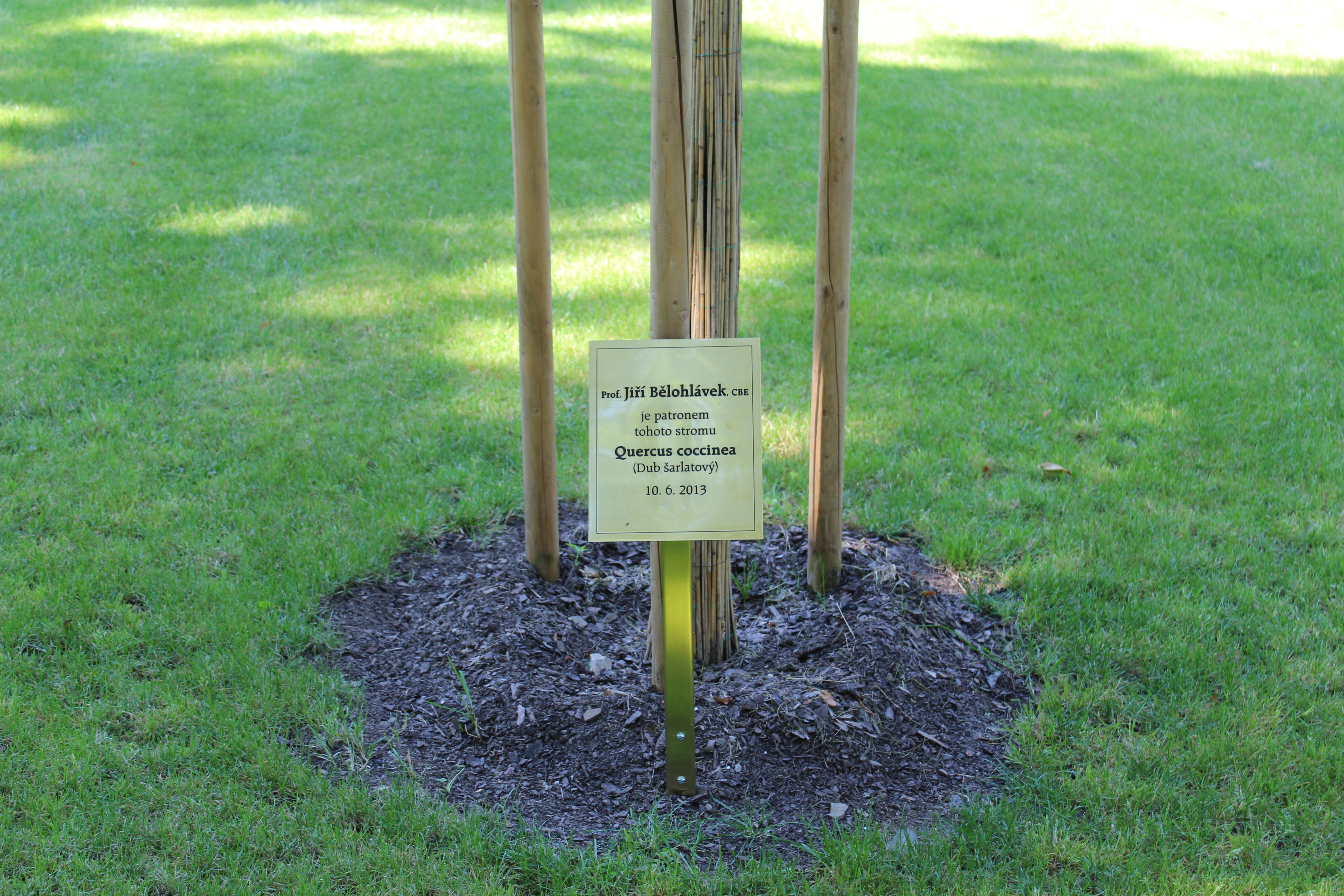
Tradice patronů nových stromů v zámeckém parku: strom prof. J. Bělohlávka
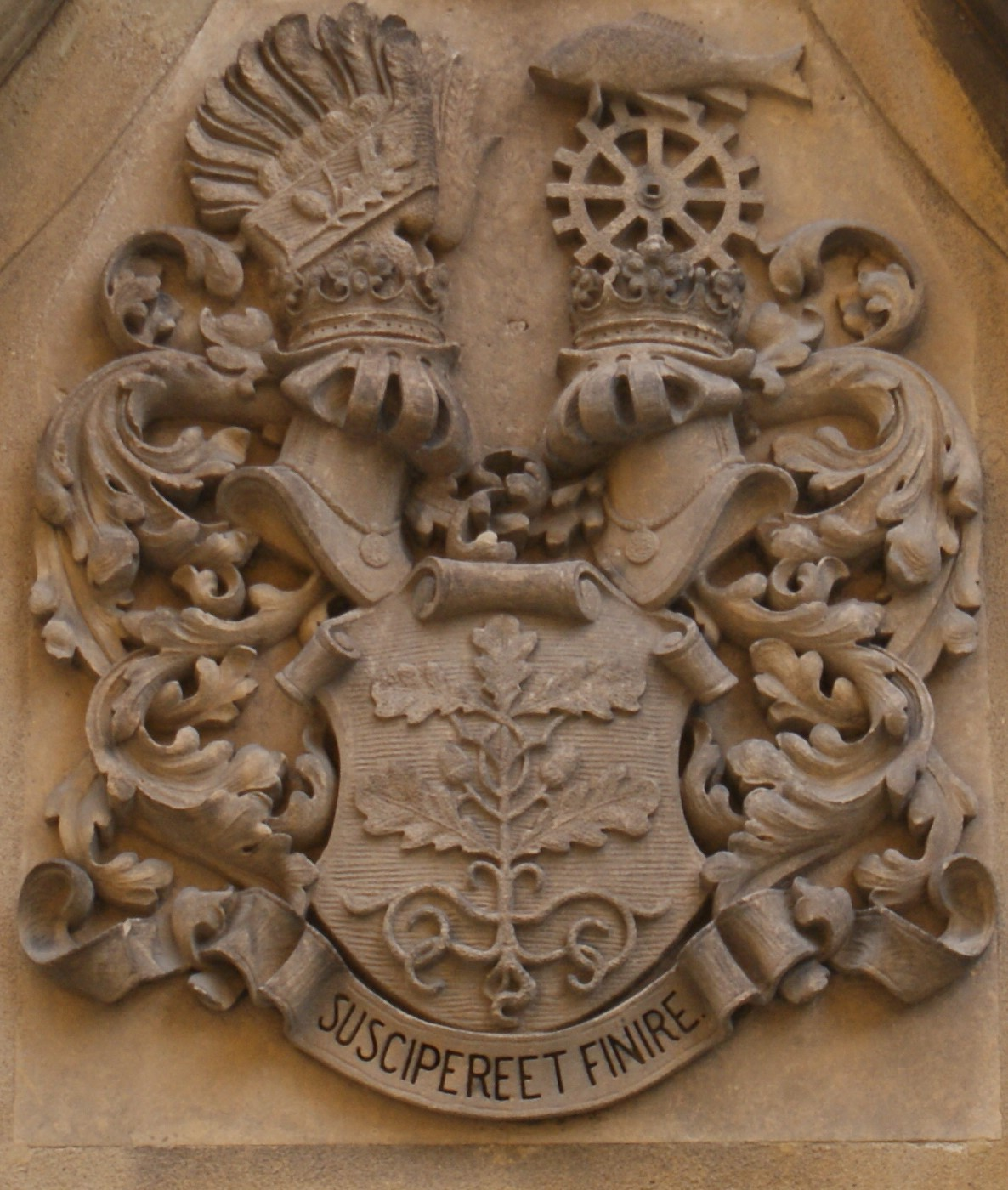
Erb rodu Daubků na kostele sv. Petra a Pavla připomíná finanční podporu oprav kostela

## V Litni tvořili

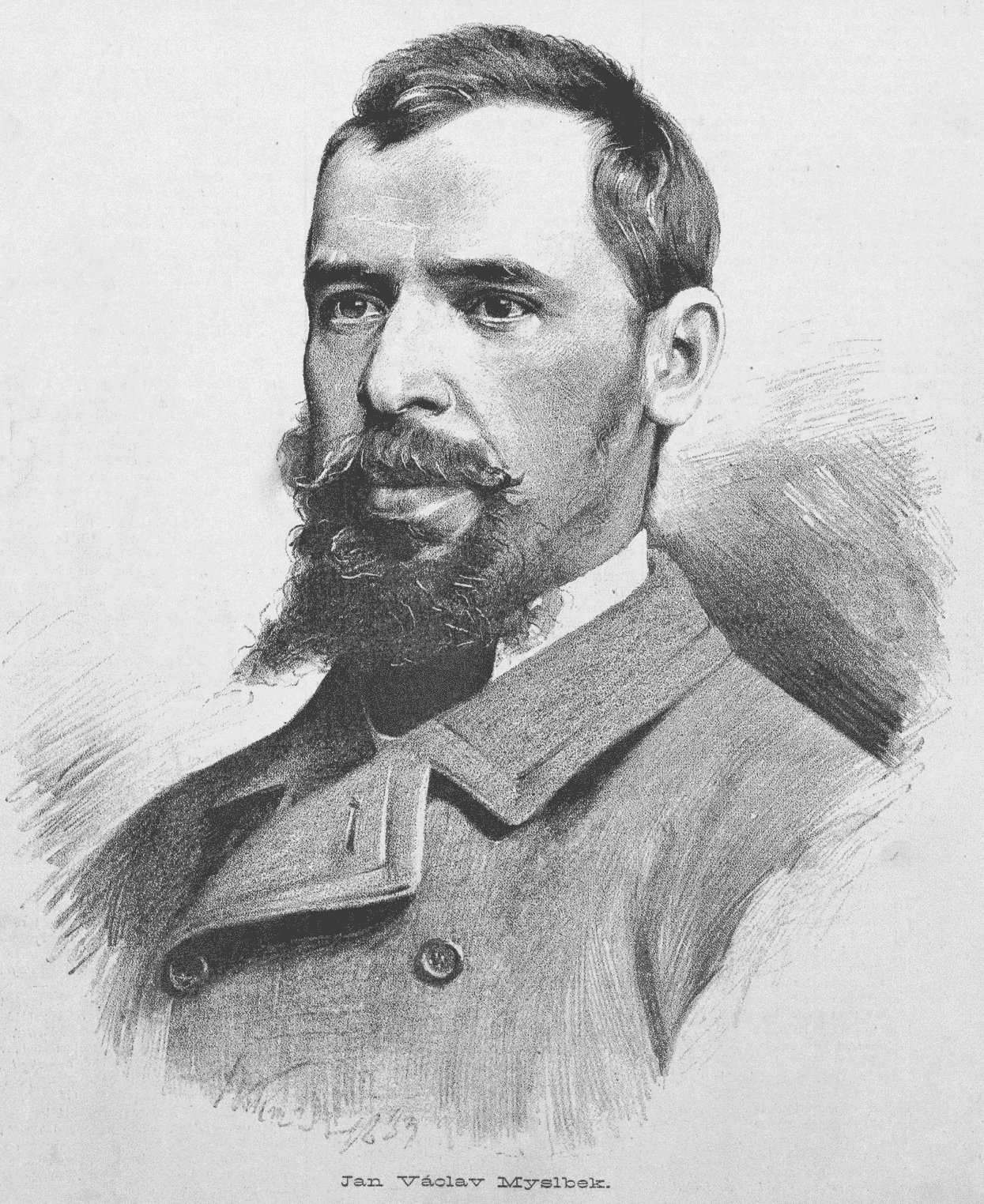
Josef Václav Myslbek
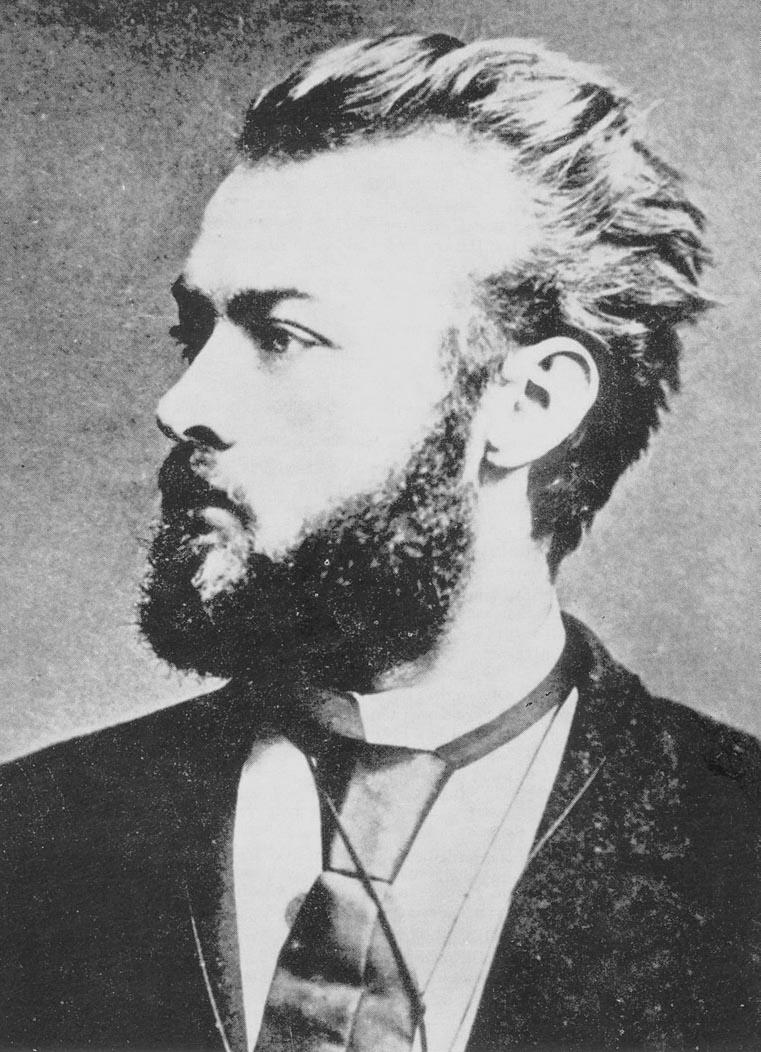
Maxmilian Pirner
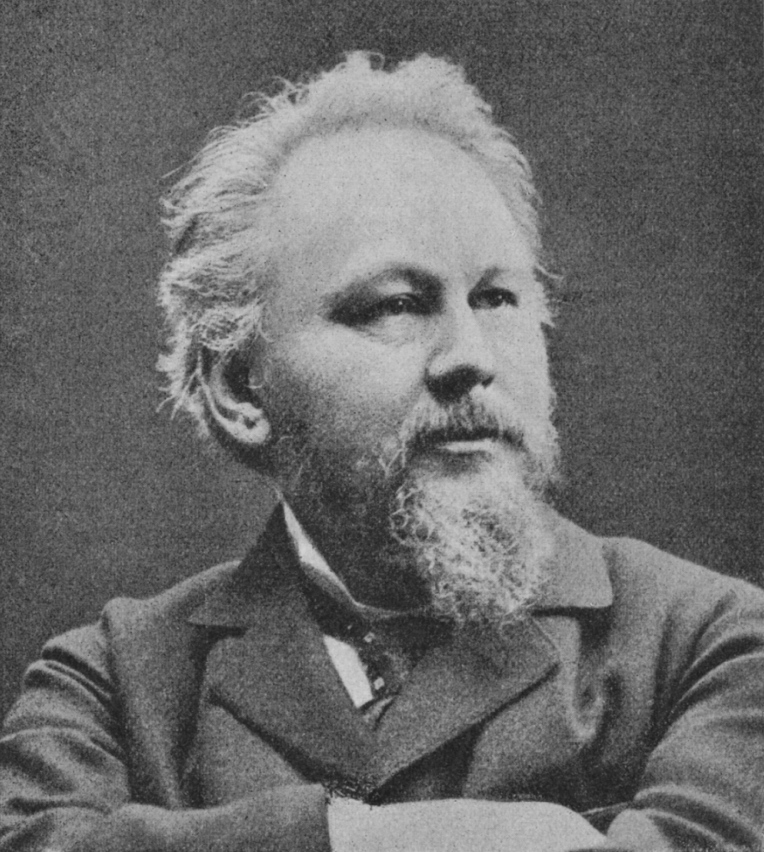
Antonín Wiehl
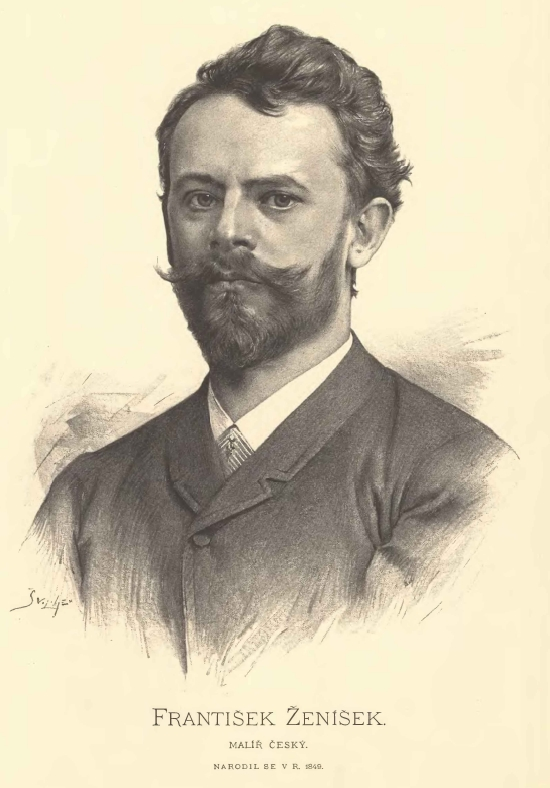
František Ženíšek
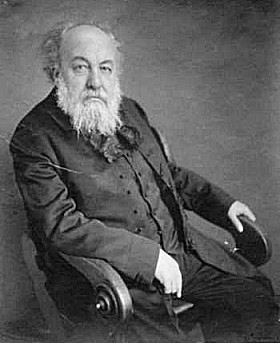
Mikoláš Aleš

## Liteň v literatuře a umění

### Svatopluk Čech: Ve stínu lípy
V Litni prožil krátký úsek svého dětství (1853–1856) básník a spisovatel Svatopluk Čech (21. 2. 1846 – 23. únor 1908). Liteň si Svatopluka Čecha připomíná ve vztahu k jeho básni Ve stínu lípy. Poprvé vyšla časopisecky v Květech v roce 1879. Patřila mezi autorova nejoblíbenější díla. Socha sedícího Svatopluka Čecha v životní velikosti je symbolicky umístěna na místě památné lípy, pod kterou si v jeho básni Ve stínu lípy vypráví a vzpomíná osm liteňských sousedů. Panely odkazují i na další místa spojená s Čechovým pobytem: liteňskou školu, kostel a zejména zámek s domem, kde bydlel – Čechovnou.Svatopluk Čech, kostel sv. Petra a Pavla a Základní škola Františka Josefa Řezáče v Litni. Návštěvníci Litně si mohou ve stínu lípy odpočinout na lavičce a vrátit se do časů básníkova mládí nebo zavzpomínat na svá školní léta. Čechovu báseň připomíná i restaurace vedle školy stylově nazvaná restaurace „Ve stínu lípy“. Litni tak Svatopluk Čech věnoval báseň, ve které se vrátil šťastných let svého dětství, která prožil v Litni. V této souvislosti je třeba zdůraznit, že Svatopluk Čech byl od konce 19. století do své smrti mimořádně oblíbenou osobností. Již za jeho života a zejména po smrti (23. únor 1908) byla náměstí, ulice a školy v Čechách nazývány jeho jménem a byly odhalovány jeho pomníky a busty. V Praze, kde po většinu svého života žil a kde zemřel, je po něm pojmenován Čechův most, sady s jeho sochou na pražských Vinohradech, Náměstí Svatopluka Čecha a podobně ulice, náměstí a školy v různých českých městech. Pohřben byl s velikou slávou na Vyšehradě. Park u Liteňského pomníku byl v roce 2013 nově upraven.

### Josef Kreisinger: Liteň a přifařené k ní obce
Historií Litně a obcí v liteňské farnosti se zabýval liteňský farář, vikář a čestný kanovník páter Josef Kreisinger (9. 12. 1857 – 21. 10. 1934). V roce 1896 vlastním nákladem vydal knihu Liteň a přifařené k ní obce a čistý výtěžek věnoval spolku pro vystavění věže při chrámu páně v Litni. V úvodu práce uvádí, že navazuje na myšlenku svého předchůdce faráře Františka Josefa Řezáče zpracovat historii Litně. Kreisingerova kniha je cenná podrobnými citacemi z farních kronik a listin liteňské vrchnosti k dějinám městyse, liteňského panství a farnosti. Popisuje vývoj kostela sv. Petra a Pavla, fary, zámku, školy, hřbitova, židovského hřbitova a dalších míst. Uvádí přehled majitelů panství, jeho správců, farářů, starostů a dalších činitelů městyse. Práce obsahuje i přepis nápisů v kostele a na kostelních zvonech. Josef Kreisinger je pohřben na liteňském hřbitově.

### Jarmila Novotná: Byla jsem šťastná
Na své pobyty v Litni a na zámku vzpomíná manželka Jiřího Daubka pěvkyně Jarmila Novotná (23. září 1907 Praha – 9. února 1994 New York) ve své vzpomínkové knize Byla jsem šťastná.

### Festival Pocta Jarmile Novotné
K poctě slavné pěvkyně je na liteňském zámku každoročně pořádán hudební festival nesoucí její jméno, Pocta Jarmile Novotné. Pořadatelem je Zámek Liteň, občanské sdružení. Festival si získal jméno mezi interprety a účastní se jej sólisté významných světových operních scén. V roce 2014 zde vystoupila Martina Janková, Dagmar Pecková, Adam Plachetka a Štefan Margita. Pod taktovkou Jiřího Bělohlávka a za doprovodu orchestru PKF – Prague Philharmonia byly uvedeny árie a předehry z oper Mozarta, Mascagniho, Rossiniho, Čajkovského, Saint-Saënse a Smetany. Koncerty se konají v budově zámku, Čechovně i v zámeckém parku jako open air koncert. Festival si klade za cíl uctít památku jedné z nejvýznamnějších pěvkyň dvacátého století a ukázat ji nejen jako mimořádnou uměleckou osobnost, ale i jako statečnou ženu. Festivalové koncerty doplňují vzpomínky a diskusní vystoupení pamětníků, muzikologů, historiků umění a interpretů.